# Histoire militaire de la France
Vous lisez un « article de qualité » labellisé en 2007.
L’histoire militaire de la France couvre deux millénaires d'histoire à travers la France, l'Europe et les anciennes colonies françaises.
Cet article est une synthèse de l'historique des différentes branches des Forces armées françaises : terre, air, mer et Gendarmerie.
À partir de 400, lors du déclin de la domination de l'Empire romain sur la Gaule, la tribu germanique des Francs entame son installation sur le territoire. Avec Clovis Ier puis Charlemagne, le royaume, puis l'empire des Francs inclut l'ensemble de l'Europe occidentale, à l'exception de la Bretagne. C'est avec le traité de Verdun, qui partage l'Empire carolingien en 843, qu'apparaît la Francie occidentale, qui deviendra la France.
Au cours du Moyen Âge, à partir du XIIe siècle les rois capétiens élargissent le domaine royal aux dépens de l'Angleterre, héritière des duchés de Normandie et d'Aquitaine, et du Saint-Empire romain germanique. Ils s'investissent également des expéditions extérieures, principalement les croisades. C'est au XIIIe siècle qu'apparaît un pouvoir royal central suffisamment puissant pour créer un État unifié et durable, incarné par Philippe Auguste. Le royaume de France est alors un des états les plus puissants d'Europe. A partir de 1337, les épreuves liées au contexte de la Guerre de Cent Ans poussent la France, après plusieurs désastres militaires, de réorganiser son armée en profondeur. Dans les dernières phases du conflit, l'artillerie jouera un rôle majeur, et Charles VII sera à l'origine de la première armée professionnelle et permanente d'Europe. Au sens strict, même s'il a existé très tôt des « armées en France », la notion d'« Armée française » ne naît qu'à partir de la création de ces compagnies d'ordonnance.
Le royaume, mieux centralisé et doté d'un puissant outil militaire peut maintenant porter la guerre hors du territoire. C'est ainsi que la revendication de Charles VIII pour s'emparer du trône de Naples en 1494 entraîne le début des Guerres d'Italie. Malgré plusieurs succès militaires, la France ne parvint jamais à sécuriser ses gains territoriaux. En outre, à partir de la seconde moitié du XVIe siècle, les guerres de Religion et la puissance grandissante de l'Espagne relèguent la France à un second rôle sur la scène européenne.
Les guerres de Louis XIII et Louis XIV, au XVIIe et au début du XVIIIe siècle, rendent à la France la première place dans l'équilibre européen ; son territoire agrandi est protégé par une solide armée permanente et par les fortifications de la ceinture de fer. Plus tard, la concurrence coloniale avec la Grande-Bretagne, qui a succédé à la rivalité avec les Habsbourg d'Autriche et d'Espagne, lui fait perdre ses possessions de Nouvelle-France (Canada français) et comptoirs de l'Inde : l'esprit de revanche pousse la France à apporter son aide aux colons américains en révolte contre Londres lors de la guerre d'indépendance des futurs États-Unis d'Amérique.
Les guerres de la Révolution française, qui opposent la France à la plupart des monarchies européennes, amènent à la création d'une armée de masse avec un corps d'officiers renouvelé, promus au mérite et non plus sur leur seule naissance noble. Les guerres napoléoniennes apportent à la France une expansion militaire inégalée sur le continent européen, mais elle ne peut rien contre la suprématie navale britannique et ses adversaires, s'inspirant du modèle militaire français, prennent leur revanche en 1814-1815 en ramenant la France de la Restauration à ses anciennes frontières.
Au XIXe siècle, la conquête de l'Algérie inaugure la constitution du second empire colonial français qui couvrira une grande partie de l'Afrique et de l'Asie. La rivalité franco-allemande, effet tardif du nationalisme allemand né des guerres napoléoniennes, aboutit d'abord à la guerre de 1870 contre la Prusse, se ravive lors la Première Guerre mondiale, et trouve son paroxysme avec la Seconde Guerre mondiale où la France, d'abord battue et occupée par l'Axe Rome-Berlin, reprend le combat dans la France libre et rejoint le camp victorieux des Alliés.
La conflagration laisse les pays européens affaiblis politiquement, et militairement dominés par deux superpuissances, les États-Unis et l'URSS lors de la guerre froide. La France, tout en livrant ses dernières guerres coloniales en Indochine jusqu'en 1954 et en Algérie jusqu'en 1962, se réconcilie avec l'Allemagne de l'Ouest et se range avec celle-ci dans le bloc occidental au sein de l'OTAN ; elle marque son autonomie par rapport au grand allié américain en développant sa propre force de dissuasion nucléaire et en quittant le commandement intégré de l'OTAN en 1966.
Stratégiquement, la France reste longtemps influencée par l'idée d'une défense sur des frontières « naturelles » réelles ou supposées du pays : le Rhin, le massif du Jura et les Alpes à l'est, les Pyrénées au sud. L'armée française est, par son histoire, souvent pionnière de nombreuses innovations techniques et tactiques.
Aujourd'hui, les interventions militaires françaises sont le plus souvent des opérations de maintien de la paix dans ses anciennes colonies ou dans les points chauds du monde, avec ses alliés de l'OTAN, organisation avec laquelle elle renforce ses liens en 1995, près de trente ans après son départ du commandement intégré, et qu'elle réintègre en 2009.

## Préhistoire et Antiquité
La présence humaine sur le territoire actuel de la France remonterait à 1 800 000 ou 1 900 000 ans mais la date précise des premières armées présentes est inconnue.
Au sortir de la préhistoire, toute la partie occidentale de l'Europe est occupée par les peuples d'origine indo-européenne, qui développent plusieurs civilisations différentes au gré de la diffusion des nouvelles technologies et de l'arrivée de nouvelles vagues migratoires.
Les traditions militaires sont donc multiples. Entre -900 et -800, ce territoire connaît une mutation très rapide avec l'arrivée des Celtes ainsi qu'avec la généralisation de l'emploi du fer, donnant naissance aux civilisations dites d'Hallstatt, puis de la Tène qui correspondent respectivement aux premier et deuxième âge du fer. La maîtrise du fer, plus léger et moins cassant que le bronze, permet de développer des épées plus longues(plus d'1 m alors que les glaives romains ne mesurent que 60 cm) ce qui augmente considérablement l'énergie cinétique d'un coup porté du tranchant. Cela donne un avantage décisif dans les mêlées et la longueur de l'épée facilite le combat à cheval. Les Celtes développent donc une tactique de charge frontale en essayant d'effrayer au maximum l'adversaire pour le faire débander. La guerre est menée avec force bruits, sonneries de trompettes (carnyx), hurlements et même de volailles accrochées sur des chars. C'est ainsi que les Celtes auraient été appelés galli (ce qui signifie « coqs ») par les Romains et ce qui a donné le terme gaulois[source insuffisante] et l'emblème national. Comme arme de jet, les Celtes utilisent les javelots et la fronde. Le travail du fer permet aussi de construire des roues de qualité et des chars très maniables qui sont utilisés pour harceler l'ennemi, d'abord en lui lançant des javelots, puis en mettant pied à terre pour combattre au corps à corps. La cavalerie utilise une unité tactique nommée trimarcisia, composée d'un cavalier secondé de deux écuyers chargés de lui remplacer son cheval ou de prendre sa place en cas de besoin. Enfin les Celtes ont été les inventeurs de la cotte de mailles[source insuffisante].
La maîtrise sidérurgique permet aussi d'utiliser des outils agricoles plus performants, comme l’araire à soc de fer qui permet de labourer des terrains plus difficiles et plus en profondeur. Il en résulte une poussée démographique qui, associée à la supériorité guerrière, permet de diffuser cette civilisation à toute l'Europe septentrionale. La société se fonde sur une aristocratie foncière et commerçante. Les voies fluviales et la monnaie permettent le commerce entre la Méditerranée et la Baltique. Ces routes remontent au commerce de l'étain au premier âge du fer et le trafic s'accélère après que les Ligures sont chassés de la côte méditerranéenne. La fortification de leur lieu de résidence permet le contrôle des routes commerciales. Ces fortifications sont essentiellement des oppida, c’est-à-dire des lieux élevés, géographiquement propices à une défense et qui ont été fortifiés par la disposition stratégique du bâti et l'érection d'une enceinte circulaire en bois et en terre. Parfois le soubassement est réalisé en pierre vitrifiée.

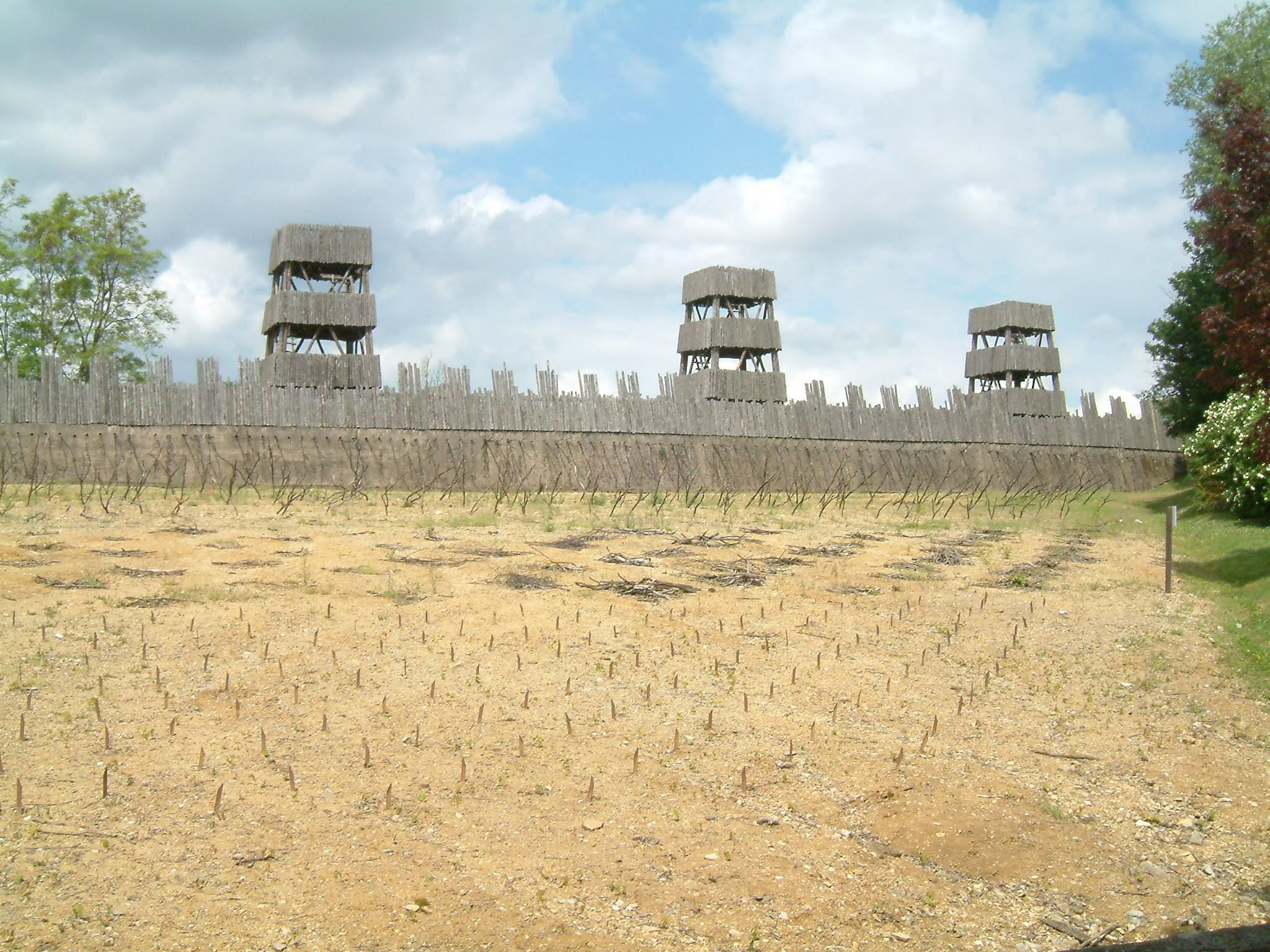
Reconstitution du siège d'Alésia à l'archéodrome de Beaune.

Il n'y a pas de nation celte en tant que telle, mais les liens de clientélisme ont permis à l'aristocratie foncière de constituer une fédération d'États : les aristocrates forment un sénat et une assemblée convoquée par les druides. Ils élisent chaque année un roi, ou le vergobret, qui règne pour un an en tenant compte des avis du sénat. Le pouvoir militaire est placé entre les mains d’un chef militaire élu, lui aussi, annuellement. Ce "ministre de la Défense" n’a pas le pouvoir de déclarer la guerre, mais uniquement celui de la conduire. La décision revient à un Conseil armé qui doit prendre auparavant l’avis des druides[source insuffisante]. Cependant, par les liens de clientélisme et grâce à leur puissance démographique, les Celtes sont en mesure de rassembler des armées de dizaines de milliers d'hommes libres et de menacer les Romains (Brennus les vainc à Allia et attaque Rome qui doit lui verser un important tribut[source insuffisante]) ou les Macédoniens (Bolgios les écrase en -279[source insuffisante]) à plusieurs reprises.
La Gaule passe sous la domination romaine vers -125 pour la Gaule narbonnaise, et à partir de -51, après la guerre des Gaules, pour le reste du territoire. La conquête des Gaules est surtout connue par le récit souvent déformant du conquérant, Jules César, dans ses Commentaires sur la Guerre des Gaules : politique ambitieux, soucieux de sa gloire et de celle de son armée, attentif à justifier des initiatives risquées, voire des crimes de guerre, il met en valeur la discipline et l'intrépidité des légions romaines face à des armées gauloises courageuses et supérieures en nombre mais imprudentes et imprévoyantes, promptes à se rassembler et à se débander, politiquement divisées dans des coalitions sans cesse changeantes. Il note les vertus d'adaptation des Gaulois, qui en font de bons candidats à la romanisation, et la bonne qualité de leurs fortifications (oppida) mais, en huit ans de guerre, les Romains sont presque toujours victorieux en bataille rangée. D'abord appelé par les Gaulois eux-mêmes pour empêcher les invasions des Helvètes et des Suèves, César soumet un État après l'autre jusqu'à ce que le chef arverne Vercingétorix rassemble la plus grande partie de la Gaule dans une révolte contre Rome : après une victoire non décisive lors du siège de Gergovie, le chef gaulois tente d'affamer l'armée romaine en pratiquant la terre brûlée mais la prise d'Avaricum, une des plus riches villes de Gaule, permet à César de refaire ses approvisionnements. Il accule les forces gauloises à Alésia et met en échec l'armée de secours rassemblée par les alliés de Vercingétorix : ce dernier, obligé de se rendre, sera exécuté après le triomphe de César, marquant la fin de la résistance gauloise.

Vercingétorix se livre à Jules César à l'issue du siège d'Alésia. Peinture de Lionel Royer.

Les victoires romaines sont très largement dues à la discipline régnant dans les légions et à la capacité stratégique des généraux. En effet, la qualité de l'équipement individuel fait plutôt pencher la balance en faveur des guerriers gaulois : la braie et la chemise courte sont plus pratiques que la tunique longue des légionnaires, les chaussures de cuir plus confortables que les caligae. La lorica segmentata, l'armure des légionnaires romains, est inconfortable et protège mal alors que les guerriers gaulois portent des chemises de mailles de fer ou des gilets de cuir épais, tous deux à la fois souples et assurant une bonne protection. En revanche, l'infanterie romaine bien entraînée, charge en érigeant un mur compact de boucliers, l'impact déséquilibre l'adversaire qui devient vulnérable à un coup de glaive porté d'estoc. Les murs de boucliers ou les fortifications romaines brisent les charges désordonnées des Gaulois malgré un important déséquilibre numérique.
L'armée romaine, première réelle armée moderne d'Occident, laisse un héritage important à toutes les armées suivantes des pays conquis et notamment la France (les chefs francs qui attaqueront la Gaule seront fascinés par l'Empire romain) : un recrutement militaire développé par une semi-professionnalisation, une imposante hiérarchie qui sera très copiée, des formations de combat plus efficaces avec une spécialisation des troupes et des stratégies et des tactiques militaires comme les techniques de siège qui sont nouvelles pour l'époque. Elle s'améliore également elle-même au contact des populations celtes, copiant et améliorant l'équipement gaulois, comme celui de nombreux pays conquis.
Sous l’Empire, une civilisation gallo-romaine prospère se développe, apportant à la France une base de culture latine et conduisant indirectement à la christianisation, qui s’opère lentement du IIe au VIe siècle. À partir de la conquête, histoires militaires françaises et romaines sont liées. Les légions romaines sont la première vraie armée professionnelle à fouler le sol français. Désormais, petit à petit dans les décennies suivant la guerre des Gaules, les Gaulois se romaniseront. Beaucoup auront le privilège de s'engager dans les légions et les autres seront engagés dans les unités auxiliaires (29 unités d'infanterie et 17 de cavalerie, chacune forte de 500 ou 1 000 hommes, formeront les corps auxiliaires gaulois, il est impossible de connaître le nombre de légionnaires) qui sont aussi des unités professionnelles, disposant du même entraînement que les légions et d'un équipement de même qualité bien que plus souvent plus léger.
Viendra, à partir du IIIe siècle, les invasions germaniques. Les Romains vont protéger efficacement leur territoire jusqu'au Ve siècle. La plupart des légions sont alors rapatriées en Italie, région où se trouve la capitale, Milan et la cité éternelle de Rome. Les derniers Romains résistant aux barbares sont vaincus à Soissons, par les Francs. Par la suite, tous les Gaulois romanisés seront sous le joug des Francs[précision nécessaire], les Francs eux-mêmes se romanisant largement.

## Le Moyen Âge
Tout le Moyen Âge est marqué par la consolidation et l'expansion du domaine royal français qui, malgré des phases de division et d'affaiblissement sous les Mérovingiens et les derniers Carolingiens et des revers dans la guerre de Cent Ans, s'élargit jusqu'à couvrir la plus grande partie de la France actuelle.
Tactiquement, la période est marquée par la suprématie de la cavalerie lourde, devenue chevalerie. L'utilisation de l'étrier, de la selle profonde et de la lance tenue à l'horizontale, associée au renforcement de la protection d'abord du cavalier, puis du cheval, par l'armure, rend la charge plus efficace à partir du XIe siècle et provoque la crainte de la « piétaille ». L'infanterie est délaissée bien que formant l'essentiel des troupes, car la chevalerie est réservée aux nobles, pouvoir économique et politique de l'époque. La chevalerie française est alors considérée comme la meilleure d'Europe.
Vers 989 et le concile de Charroux, la féodalité voit l'Église canaliser l'énergie destructrice des chevaliers en leur donnant un rôle de « soldats du Christ ». Le chevalier, doit assurer la protection de ses terres et se comporter de manière honorable. Il doit faire montre de bravoure sur le champ de bataille sinon il ne justifie pas son statut social.
La capture de chevaliers adverses est une bonne source de revenu via la rançon, ce qui fait que les risques d'être tué sont faibles et que l'appât du gain pousse à charger en première ligne au combat.
Les fortifications restent fortement inspirées des oppida gauloises, c'est-à-dire qu'elles se basent sur l'utilisation de défenses naturelles renforcées par l'homme ; mais les avancées en maçonnerie permettent des édifices plus complexes et plus solides.

### Les Francs
Sous les Francs, l'histoire de France est généralement subdivisée en trois grandes périodes : la période mérovingienne, la période carolingienne et la période capétienne.
Dans le principe l'armée des Francs, recrutée par le ban et l'arrière-ban, ne se composait que d'infanterie. L'instinct militaire de ces peuples et leurs expériences avaient démontré qu'un fantassin est plus actif, plus mobile et plus ferme tout à la fois qu'un cavalier. Le fantassin résiste mieux à la fatigue et est capable de supporter des privations.
Le ban et l'arrière-ban eurent pour chefs les ducs, les comtes, les marquis et les barons, grades militaires qui sont devenus sous les rois de la troisième race des titres de noblesse.

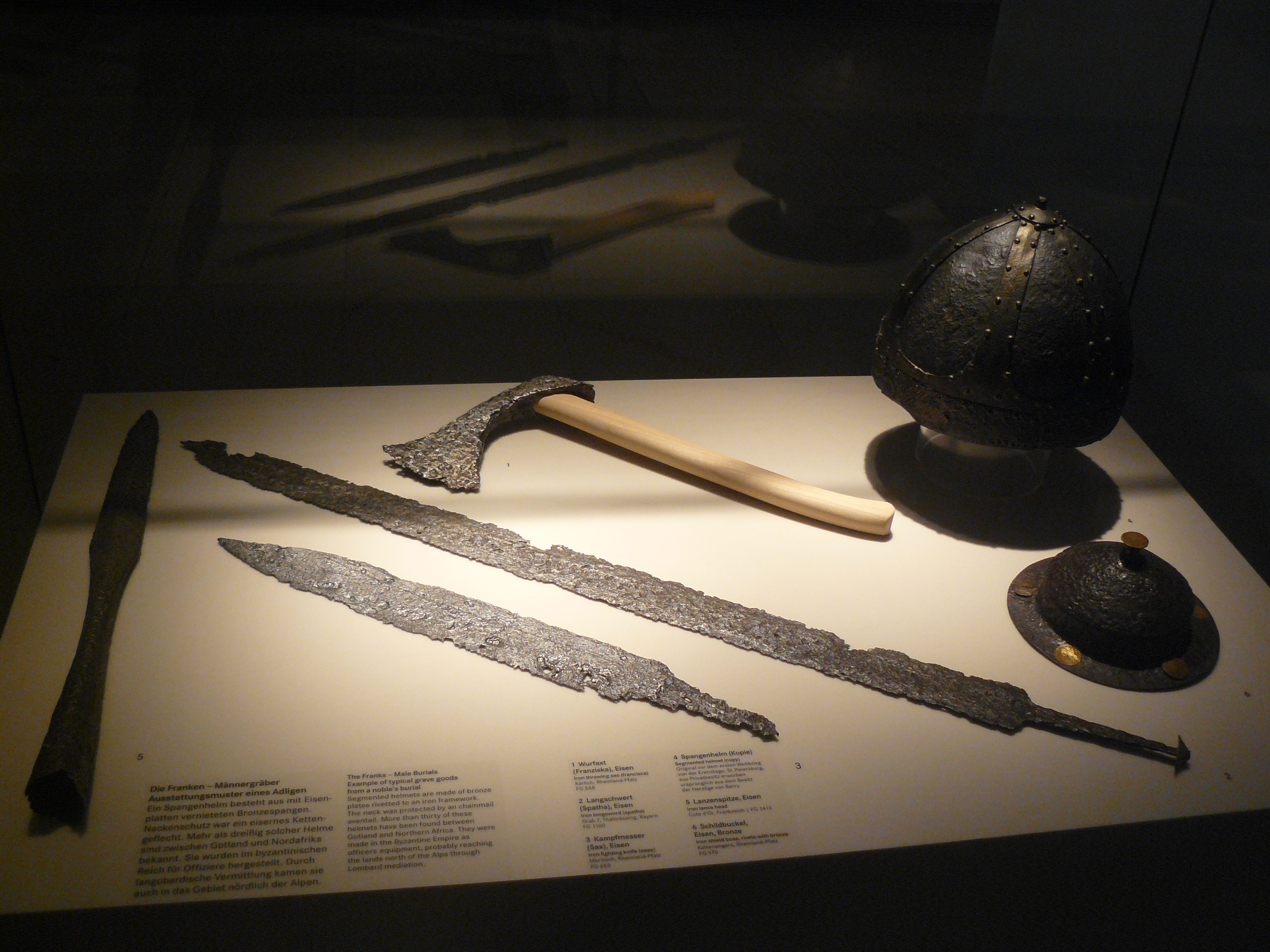
Armes de guerre des Francs, Germanisches Nationalmuseum, Nuremberg. La hache franque (francisque) était à un seul tranchant bien que les auteurs romains la désignent souvent comme bipenna.

Les armes des soldats Francs sont généralement grossières et plus convenables à des hommes courageux qu'a des guerriers habiles. L'habit de guerre est un sayon de cuir, rembourré de laine, assez épais mais assez élastique pour opposer une résistance aux flèches, aux dards et aux armes tranchantes. Les Francs se couvrent la tête avec leur chevelure longue et touffue et quand ils ont à se préserver d'une décharge d'armes de jet, ils élèvent en l'air leur bouclier. Seuls les chefs et les seigneurs portent des casques. Les cavaliers, très rares parmi les Francs, n'ont que le javelot comme arme principale car ils sont destinés à porter des messages et éclairer les mouvements de l'armée. Quant aux fantassins, selon le chroniqueur byzantin Agathias, « ils n'ont ni cuirasses, ni bottes. Ils portent l'épée le long de la cuisse et le bouclier sur le côté gauche. Ils ne se servent ni d'arc, ni de fronde, ni de flèches mais de haches à deux tranchants et de javelots. Leurs javelots peuvent servir de demi-pique ou d'arme de jet, ils sont garnis de fer partout, excepté à la poignée; leur pointe est armée de chaque côté de deux crocs aigus, destinés à la retenir dans les blessures. Si le javelot donne dans le bouclier, il y demeure embarrassé et suspendu par sa pointe et par les crocs. Long et pesant il traîne à terre. Il ne peut être arraché ni coupé parce qu'il est couvert de fer. C'est à ce moment que le Franc s'avance en sautant, met le pied sur le bout inférieur du javelot, et s'appuyant dessus comme un levier, oblige l'ennemi à pencher son bouclier et à se découvrir. Alors avec la hache ou avec l'épée, il le frappe au visage ou à la gorge et le tue. »

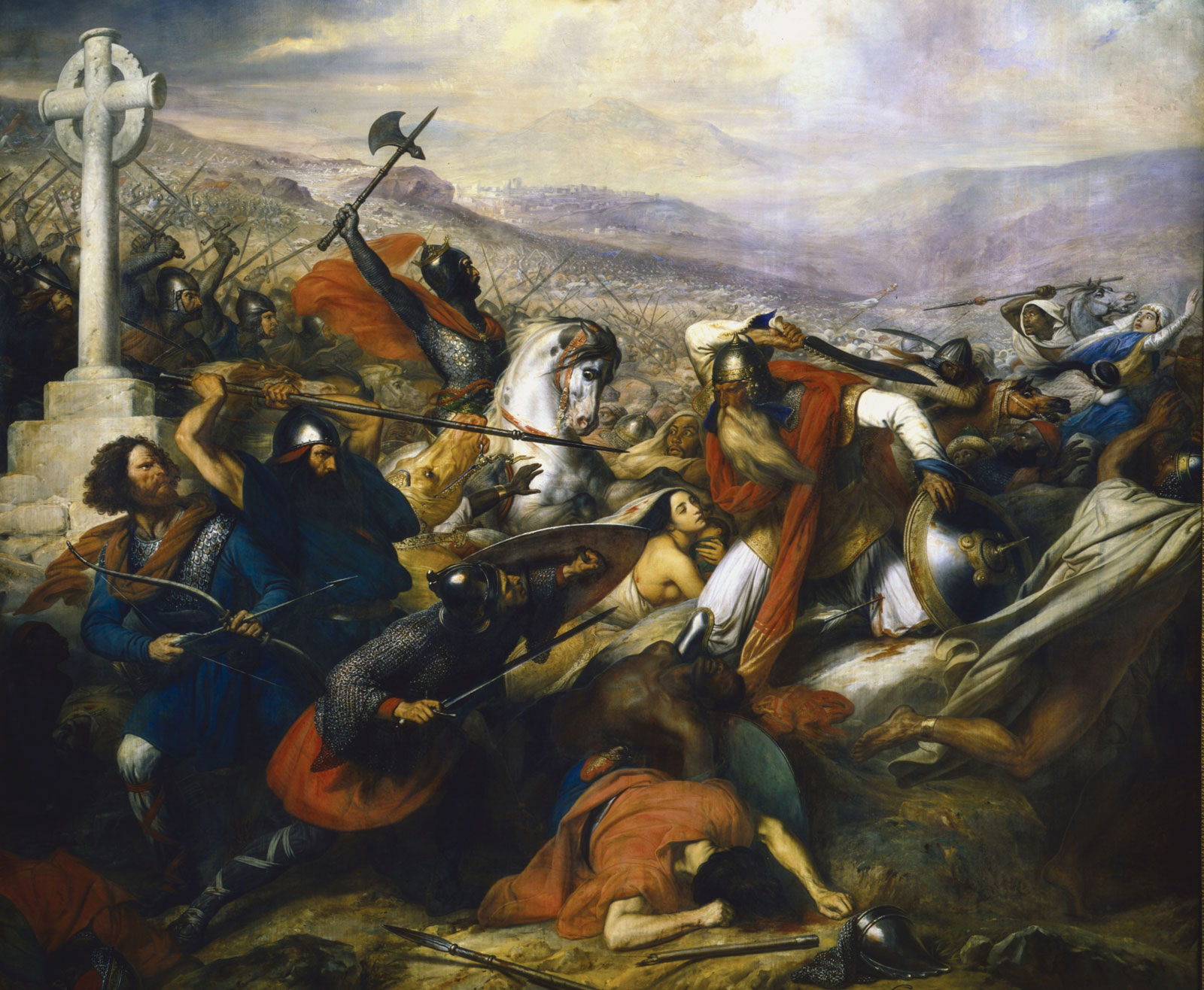
Charles Martel, maire du palais des derniers Mérovingiens, affronte la cavalerie arabo-berbère à la bataille de Poitiers en 732. Peinture de Charles de Steuben, 1837.

Au VIIIe siècle, la dynastie mérovingienne s'efface progressivement devant le pouvoir grandissant de leurs maires du palais, dont est issue la dynastie qui lui succède, celle des Carolingiens. L'époque voit une mutation de l'art militaire franc, la cavalerie commençant notamment à prendre le pas sur l'infanterie, notamment grâce à l'introduction de l'étrier, qui permet de combattre à cheval, même si l'utilisation des charges lance à l'horizontale sera plus tardive. Les nobles, qui composaient les forces armées, ne voulurent plus combattre qu'à cheval. Il y a lieu de penser que ce changement ne s'effectua qu'après les guerres acharnées et lointaines que Charlemagne entreprit.[Interprétation personnelle ?] L'emploi des chevaux fut sans doute d'abord provoqué par la nécessité de transporter les troupes d'un lieu à l'autre, d'Espagne en Saxe, de Belgique en Lombardie. Pépin le Bref et Charlemagne eurent dans leurs armées un nombre de cavaliers égal à celui des fantassins, mais dès que les fiefs devinrent héréditaires, l'armée ne se composa plus que de cavalerie. Les fantassins, qui s'y trouvaient en petite quantité, ne formaient pas de corps et étaient disséminés dans les rangs et parmi les pelotons. Ils avaient pour principale fonction d'aider à se relever les cavaliers de leur parti qui avaient été renversés pendant le combat et qui chargé d'une pesante armure étaient dans l'impossibilité de se remettre sur pied seul et sans secours. Le javelot et la hache furent remplacés par l'arc et l'arbalète. On supprima le bouclier, les fantassins restèrent sans armes défensives et parfois comme seule arme offensive un couteau ou un poignard long et aigu avec lequel ils tâchaient d'égorgeter, par le défaut du hausse-col et de la cuirasse les cavaliers ennemis gisant à terre. Les cavaliers se couvrirent peu à peu d'une armure complète; ils prirent le casque, portèrent soit des cuirasses avec hausse-col, brassards et cuissards, soit le haubert. Pour les armes offensives ils eurent soit le sabre et la lance, auxquels on ajouta par la suite la masse d'armes. Ces cavaliers reçurent par la suite le titre de chevaliers et bientôt la chevalerie composa la principale force des armées européennes.
Les progrès de la métallurgie permettent de créer des épées plus solides, mais aussi plus coûteuses, donc réservées à une élite. Le coût plus élevé de l'équipement oblige à limiter la levée des hommes aux plus riches, ceux qui peuvent payer eux-mêmes leur équipement, si bien que l'armée tend en quelque sorte à se professionnaliser, préfigurant la future chevalerie. Cette nouvelle façon de combattre apporte la victoire aux batailles de Toulouse et de Poitiers, ce qui permet d'éloigner la menace d'une invasion musulmane venue de la péninsule Ibérique. Elle prépare aussi une nouvelle phase d'expansion, sous le règne de Charlemagne, qui étend le royaume franc bien au-delà du Rhin. Ce dernier appuie sa force militaire sur une troupe de cavaliers réguliers bien entraînés, constituée par la noblesse, à laquelle il adjoint une infanterie recrutée pour les besoins de la campagne, dans les régions frontalières. Il aligne ainsi des armées d'environ vingt mille hommes, mais sur le terrain le plus souvent, c'est la charge des cavaliers qui se révèle déterminante.
Avec l'importance accrue de la cavalerie, le coût des campagnes militaires augmente : si en théorie tous les hommes libres du royaume des Francs doivent le service militaire (« service d'ost »), un système de compensations monétaires fait en sorte que seuls les plus riches partent à la guerre. Il s'agit là d'une évolution majeure vers la professionnalisation des hommes d'armes par opposition aux troupes germaniques des périodes précédentes.

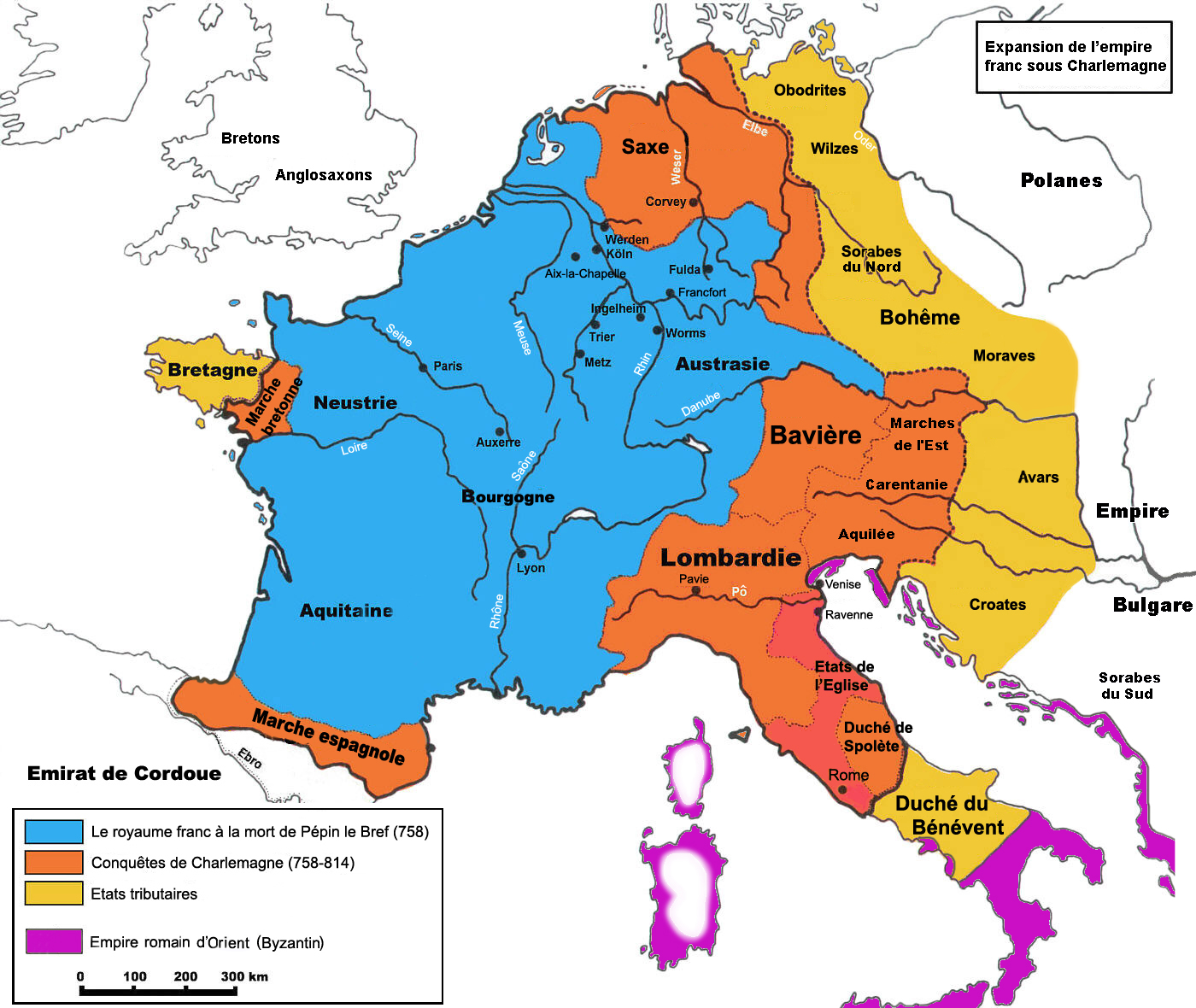
L'Empire carolingien
à la mort de Pépin le Bref 768
Conquêtes de Charlemagne 811
Royaumes versant un tribut

En 843, le grand empire d'Occident créé par Charlemagne est divisé en trois entités ; à l'ouest, la Francie occidentale, finit par devenir la France, les parties centrale (Francie médiane) et orientale (Francie orientale) donnant elles naissance au Saint-Empire romain germanique. Mais si l'autorité centrale existe encore, elle perd pratiquement tout pouvoir, devenant une simple subordination théorique. En 877, par le capitulaire de Quierzy, Charles II le Chauve rend de facto héréditaires les charges comtales, signant ainsi l'acte de naissance de la féodalité. La société s'organise de façon décentralisée, autour d'un seigneur local, maître du fief, qui se charge de la défense des habitants, notamment en leur procurant un abri en cas de raid hostile, en construisant une place forte locale, le château-fort. Bien que suzerain élu de toute la noblesse du royaume, le roi des Francs finit par ne plus avoir d'autorité réelle que sur son fief personnel, le domaine royal. Durant toute la période du haut-Moyen Âge, les rois de France se retrouvent en lutte principalement contre leurs vassaux, certains même plus riches et plus puissants que leur suzerain.
Le règne des capétiens s'étend de 987 à 1328. Pendant cette période, la France est le royaume le plus « féodalisé » et le pays le plus puissant d'Europe occidentale. Aux XIe et XIIe siècles, les « Francs » résident au nord de la Loire, en pays d'Oïl. Selon les chroniqueurs de l'époque, les Francs sont les plus preux guerriers de la chrétienté. C'est en France que l'idée de « chevalier chrétien » est développée par l'Église afin de canaliser l'énergie destructrice des guerriers en en faisant selon la maxime : des « défenseurs de la foi chrétienne, protecteurs de la veuve et de l'orphelin ». Au XIIIe siècle naît en France l'idéal chevaleresque courtois avec les romans de Chrétien de Troyes et autres conteurs de ce temps, inspirés par les troubadours du pays d'Oc et la poésie Arabo-Andalouse.
La fin du Xe siècle voit cesser les invasions vikings, magyars et arabes, mais au cours du XIe siècle, le roi n'a que très peu de contrôle sur les régions extérieures du royaume. L'énergie des élites militaires est gaspillée en guerres privées très fréquentes ou en conquêtes personnelles comme l'invasion de l'Angleterre par les Normands. La « paix de Dieu » imposée par l'Église dès 989 aux conciles de Charroux et Narbonne et les appels à la croisade sont les seuls traités ayant pu mettre un frein à la « turbulence » des guerriers français.
Les tactiques guerrières de l'époque évoluèrent peu, restant principalement une question de sièges et de brèves campagnes mettant des forces peu nombreuses en opposition, les grandes batailles étant évitées autant que possible.

### Le Bas Moyen Âge

#### Le temps de la chevalerie

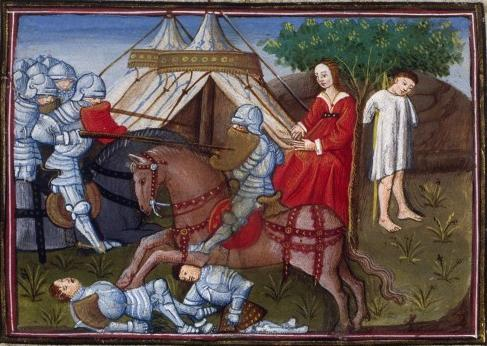
Yvain secourant la damoiselle. Enluminure tirée d'une version de Lancelot du Lac du XVe siècle. Le chevalier doit avoir un comportement loyal, le combat est l'occasion de prouver son statut social.

La période du XIe au début du XIVe siècle est marquée par l'apogée et la chute du chevalier comme unité de combat principale et décisive. La victoire normande à la bataille de Hastings en 1066 atteste de leur puissance et leur influence. La chevalerie forme une espèce d'ordre politique et militaire, où l'on n'est admis qu'après de longues épreuves et après avoir justifié d'une noblesse d'au moins trois générations.
Le XIe siècle fut l'âge d'or de cette institution ; ce fut l'époque des tournois et des prouesses, celle de l'honneur et de la galanterie mais aussi celle ou la force brutale eut le plus d'empire et où la dignité de l'espèce humaine fut le plus ravalée. Il fallait être noble ou chevalier pour être compté pour quelque chose. Au XIe siècle, les chevaliers français portent une cotte de mailles dont le camail est attenant, un casque conique à nasal, de longues Lances (entre 2,5 m et 4 m) et de grandes épées dont la longueur de la lame avoisine les 70 cm. Les améliorations dans le travail du fer permettent à l'armure de mailles de se recouvrir de plates aux endroits stratégiques au XIVe siècle, et enfin d'évoluer en armure de plates complète au XVe siècle.

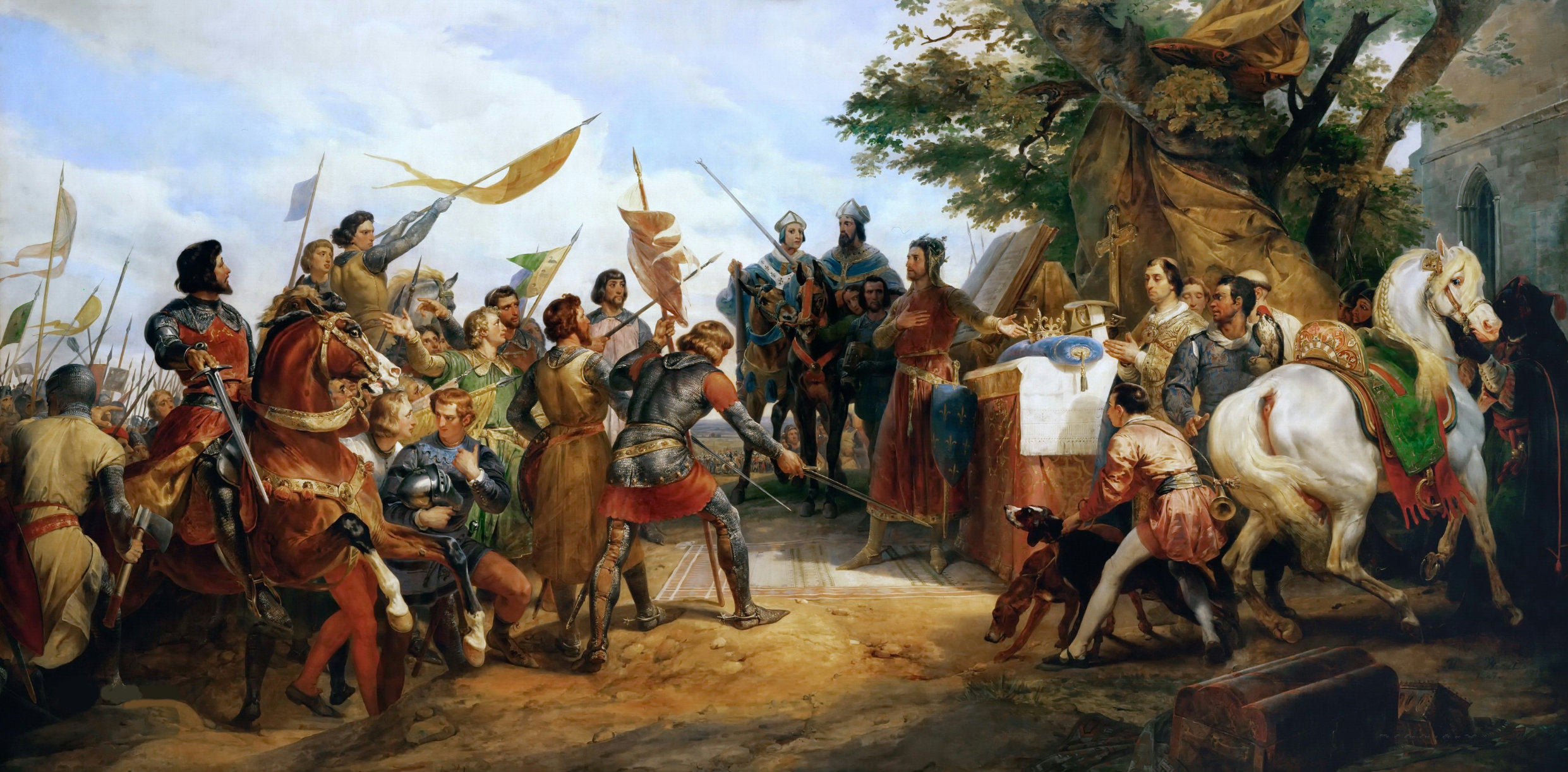
La Bataille de Bouvines (27 juillet 1214) par Horace Vernet.

D'autre part, grâce aux étriers et aux selles profondes les chevaliers chargent lance à l'horizontale, ce qui leur confère avec l'inertie de leur destrier une puissance dévastatrice considérable. Ainsi, le bouclier qui au XIe siècle protège le cavalier de l'épaule à la cheville devient petit à petit inefficace face aux lances : sa taille se réduit, il se recouvre d'une feuille d'acier et est finalement totalement abandonné au XVe siècle. Le chevalier domine les champs de bataille jusqu'au XIVe siècle. Pendant les Croisades, la chevalerie française, envoyée par les grands féodaux ou par le roi de France, constitue une grande partie de la force des États latins d'Orient.
Le développement des techniques culturales permet aux nations d'Europe de l’Ouest, dont la France, d'augmenter considérablement le rendement agricole, facilitant la croissance démographique. La France est le pays le plus peuplé d'Europe et peut aligner une cavalerie de premier ordre : elle va prendre l'avantage dans les conflits récurrents qui opposent Capétiens et Plantagenêts entre 1159 et 1299. Ces derniers contrôlent après le mariage de Henri II Plantagenêt et Aliénor d'Aquitaine toute la moitié ouest de la France. Les Capétiens vont s'évertuer à récupérer ces territoires qu'ils rattachent au domaine royal permettant la création en France d'un État fort. Le 27 juillet 1214 La bataille de Bouvines remportée par Philippe Auguste contre l'alliance anglo-germanique est un bel exemple de l'efficacité de cette cavalerie et donne à la France le statut de grande puissance européenne. Louis IX, en 1241, instituera la première décoration la Ceinture militaire, un ornement d'une grande richesse surchargé d'or et de pierreries.

#### Une suprématie contestée

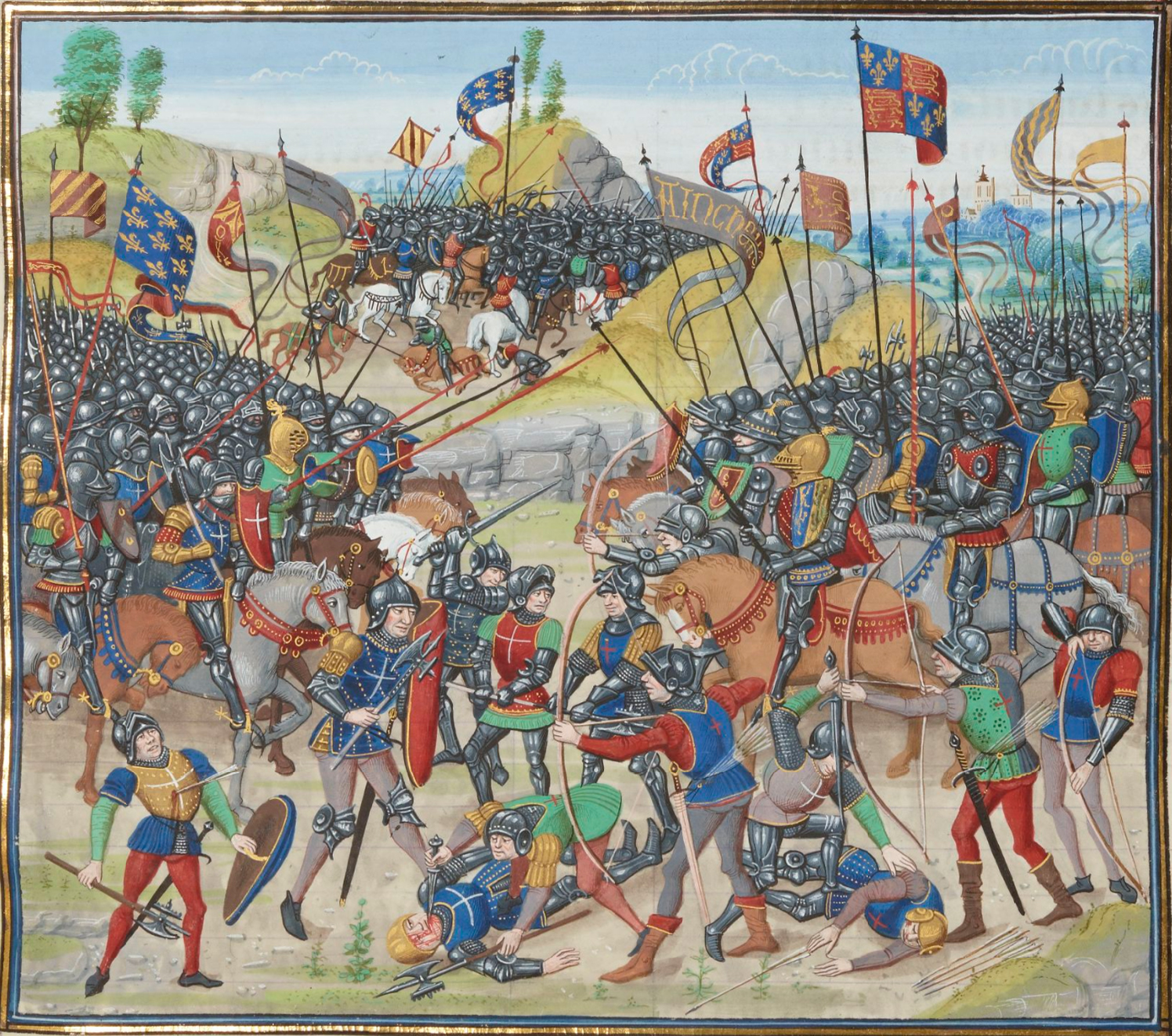
La bataille d'Auray (1364), dans la guerre de Succession de Bretagne, oppose le parti de Blois, soutenu par la France (à g.) au parti de Montfort soutenu par l'Angleterre (à dr.). Les archers anglais criblent de flèches les hommes d'armes français avant de les achever à la dague mais la bataille se décide toujours au corps à corps. Chronique de Jean Froissart illustrée par Loyset Liédet, XVe s.

Un coup dur est porté à la chevalerie par l'institution des troupes des communes. À la fin du XIIIe siècle, le développement et l'enrichissement des villes permettent à la bourgeoisie de lever des armées de fantassins capables de lutter contre l'Ost. Les piquiers flamands brisent les charges de la chevalerie française à la bataille de Courtrai. La défaite de la chevalerie anglaise face aux Écossais à la bataille de Bannockburn (1314) pousse les Plantagênet à changer leur tactique. Ils utilisent des hommes d'arme à pied et des archers (souvent des Gallois), retranchés derrière des pieux plantés dans le sol. Cette expérience s'avère payante lors de la guerre de Cent Ans où les archers anglais, bien entraînés et équipés de l'arc long à grande portée, parviennent à décimer les troupes de chevaliers français lourdement armés et monté sur un lourd cheval bardé de fer à Crécy, Poitiers ou Azincourt. La pluie de flèches oblige l'adversaire à attaquer et les Anglais retranchés bénéficient donc du choix du terrain (en général une colline, ou un bourbier). Les charges de cavalerie se brisent sur les pieux et sous la pluie de flèches (les chevaux sont peu protégés avant le XVe siècle) et les chevaliers meurtris par la chute et engoncés dans leurs lourdes armures sont des proies faciles pour les hommes d'arme à pied. Cependant, quand les chevaliers peuvent se déployer efficacement (en prenant de vitesse les archers avant qu'ils ne soient positionnés ou en les tournant), ils s'avèrent encore décisifs comme à la bataille de Patay en 1429.
L'affrontement franco-anglais se joue aussi sur mer comme le 24 juin 1340 à la bataille navale de l'Écluse où la flotte d'Édouard III, prétendant à la couronne de France, lui assure le passage sur le continent en anéantissant la flotte de son rival, le roi de France Philippe VI de Valois.
Le roi Jean II le Bon, qui monte sur le trône en 1356, réorganise l'armée. Les chevaliers prennent le titre d'homme d'armes et se réunissent en compagnies d'ordonnance, dont les bannerets, sous le nom de capitaine conservent le commandement. Sous son règne, l'équipement de la grosse cavalerie ne laisse voir que du fer : le casque à visière, le hausse-col, la cuirasse, les épaulières, les brassarts, les gantelets, les tassettes, les genouillères, les grèves sont autant de pièces qui s'ajustent ensemble de manière à gêner le moins possible les mouvements. Le cheval lui-même est couvert de fer. Ce changement dans les armes défensives en amène un dans les armes offensives : le sabre et la hache ne pouvant plus rien sur des cavaliers aussi solidement recouverts, on y substitue la masse, le maillet et l'estocade, une longue épée qui pouvait pénétrer dans les petits joints que l'homme d'armes laissait voir lorsque ses mouvements dans les combats, écartaient les pièces de son armure.
Charles V vient à bout de la supériorité tactique des Anglais en opposant à Édouard III la stratégie de la terre déserte : il évite tout combat en terrain découvert et confie à des capitaines chevronnés tels que Bertrand du Guesclin la reconquête par une guerre d'embuscades et de siège qui permet de reconquérir la quasi-totalité du territoire entre 1369 et 1375. En effet, tout au long de la période médiévale, très peu de places fortes auront été capables de soutenir un siège victorieusement, les garnisons étant la plupart du temps insuffisantes (le château fort avait surtout un rôle symbolique de la puissance du seigneur).
Non content du nouvel appui qu'ils trouvaient dans les troupes des communes, les rois de France, pour mieux contenir leur noblesse toujours turbulente et prête à la révolte, prennent à leur solde des soldats étrangers, des mercenaires. C'est ainsi que l'on compta dans l'armée française des cavaliers albanais, des aventuriers, des ribauds, des carabins à cheval, des arbalétriers génois, des stradiots, des argoulets… Les campagnes de la guerre de Cent Ans sont en partie menées par des « entrepreneurs militaires » loués à prix d'argent, comparables aux condottières italiens et qui, quand ils tardent à être payés, deviennent aussi dangereux pour leur employeur que pour l'adversaire. Charles V se débarrasse temporairement des grandes compagnies en les envoyant porter la guerre en Espagne mais elles reviendront dès la rupture de la trêve avec les Anglais.

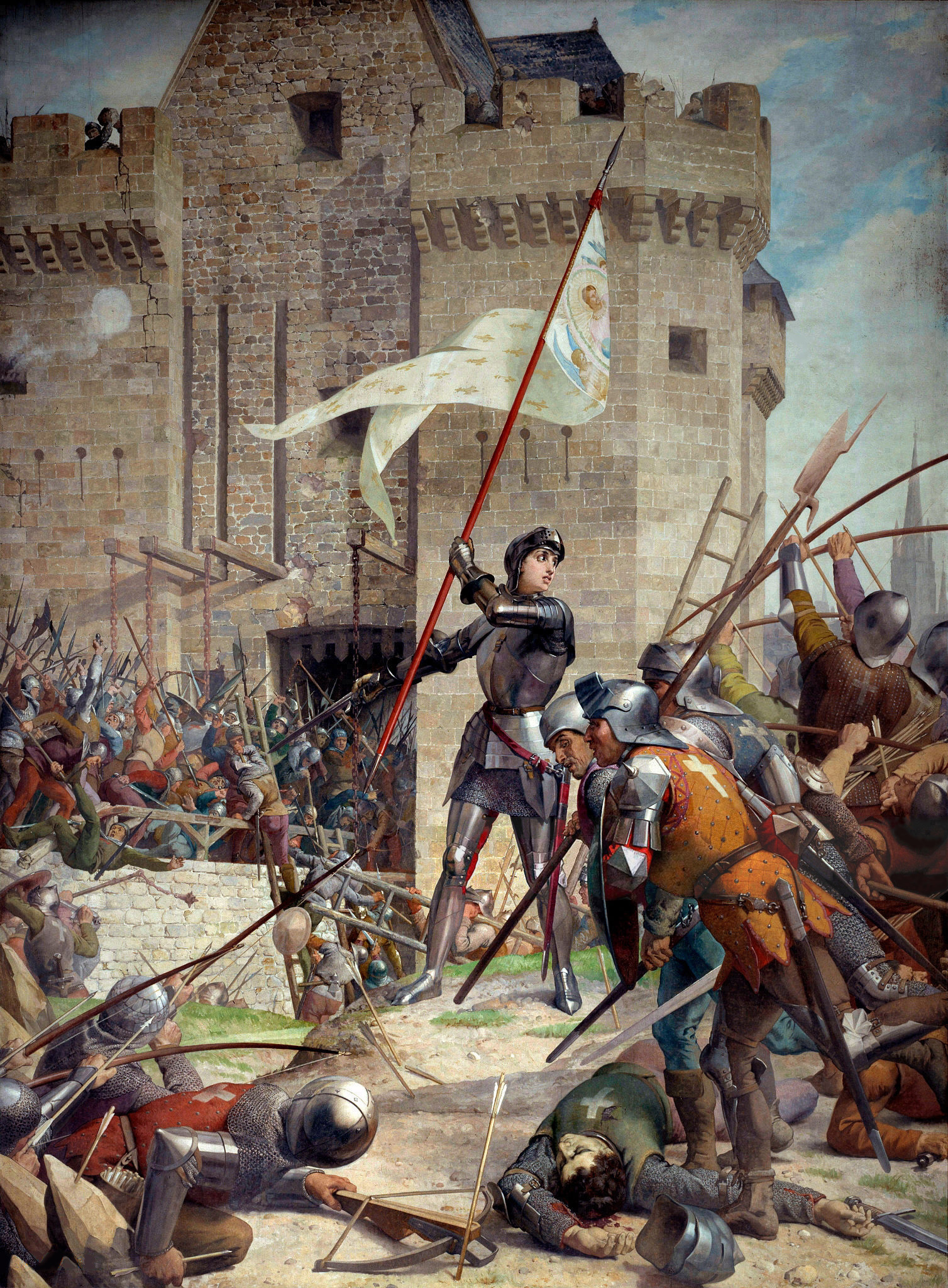
Jeanne d'Arc au siège d’Orléans. Cette victoire française retourne le cours de la guerre de Cent Ans. Peinture de Jules Eugène Lenepveu, v. 1896-1890.

En 1392, la folie de Charles VI entraîne une régence pendant laquelle les ducs de Bourgogne et d'Orléans se disputent le pouvoir. Une guerre civile entre Armagnacs et Bourguignons permet le retour en force des Anglais alliés aux Bourguignons. Le traité de Troyes de 1420, imposé après la bataille d'Azincourt, fait de Henri V d'Angleterre l'héritier du trône de France à la mort de Charles VI ; il assure l'indépendance de fait de la Bourgogne dont le territoire est à cheval sur la France et le Saint-Empire.

#### Vers l'armée permanente
Cependant, la fortune des armes tourne de nouveau à l'avantage des Français : en 1429, après le siège d'Orléans et la victoire de Patay, Jeanne d'Arc permet le couronnement à Reims de Charles VII qui lui confère un avantage moral décisif. Si l'impact sur le moral des combattants français est important, c'est surtout l'apparition des premières troupes permanentes dont le financement repose sur une fiscalité modernisée, les compagnies d'ordonnance, qui assure le triomphe français. En effet, en 1445, Charles VII décide de réorganiser le corps des hommes d'armes. On forme 14 compagnies d'ordonnance, composée des hommes les plus vaillants et les plus robustes. La compagnie de la Garde est la 15e. Chacune de ces 15 compagnies est de 100 lances fournies et leur force totale atteint 8 000 à 9 000 hommes, non compris de nombreux volontaires qui s'y adjoignent en temps de guerre. Dès lors le ban et l'arrière-ban ne sont plus qu'une milice ordinaire, convoquée seulement lorsque la gendarmerie jointe à l'infanterie ne suffisent pas aux besoins de la guerre. En outre, Charles VII développe l'infanterie en recrutant un corps de 4 000 archers à pied. Les chevaliers affectent de mépriser cette troupe largement formée de mercenaires étrangers comme la garde écossaise. Pour relever leur prestige, Charles VII adjoint à ses gardes du corps 25 cranequiniers, soldats porteurs d'arbalètes, souvent des Anglais ou des Allemands, commandés par le grand-maître des arbalétriers de France. Lorsque l'usage des arbalètes tombe en désuétude avec la découverte de la poudre, le grand-maître des arbalétriers devient le grand maître de l'artillerie de France.
Le développement de l'artillerie française participe aussi grandement aux victoires obtenues notamment aux batailles de Formigny et de Castillon. Toutefois malgré tous les efforts de Charles VII, la science du génie militaire et de l'artillerie font peu de progrès durant son règne. Les canons, d'un calibre énorme, mal fondus, mal percés, manquent de mobilité et ne présentent aucune sûreté pour ceux qui les emploient et sont souvent les premières victimes de leur explosion.
En 1453, seule Calais reste encore une possession anglaise en France jusqu'à sa reprise par les Français en 1558. La guerre des Deux-Roses, discrètement encouragée par la France, neutralise durablement le danger anglais.

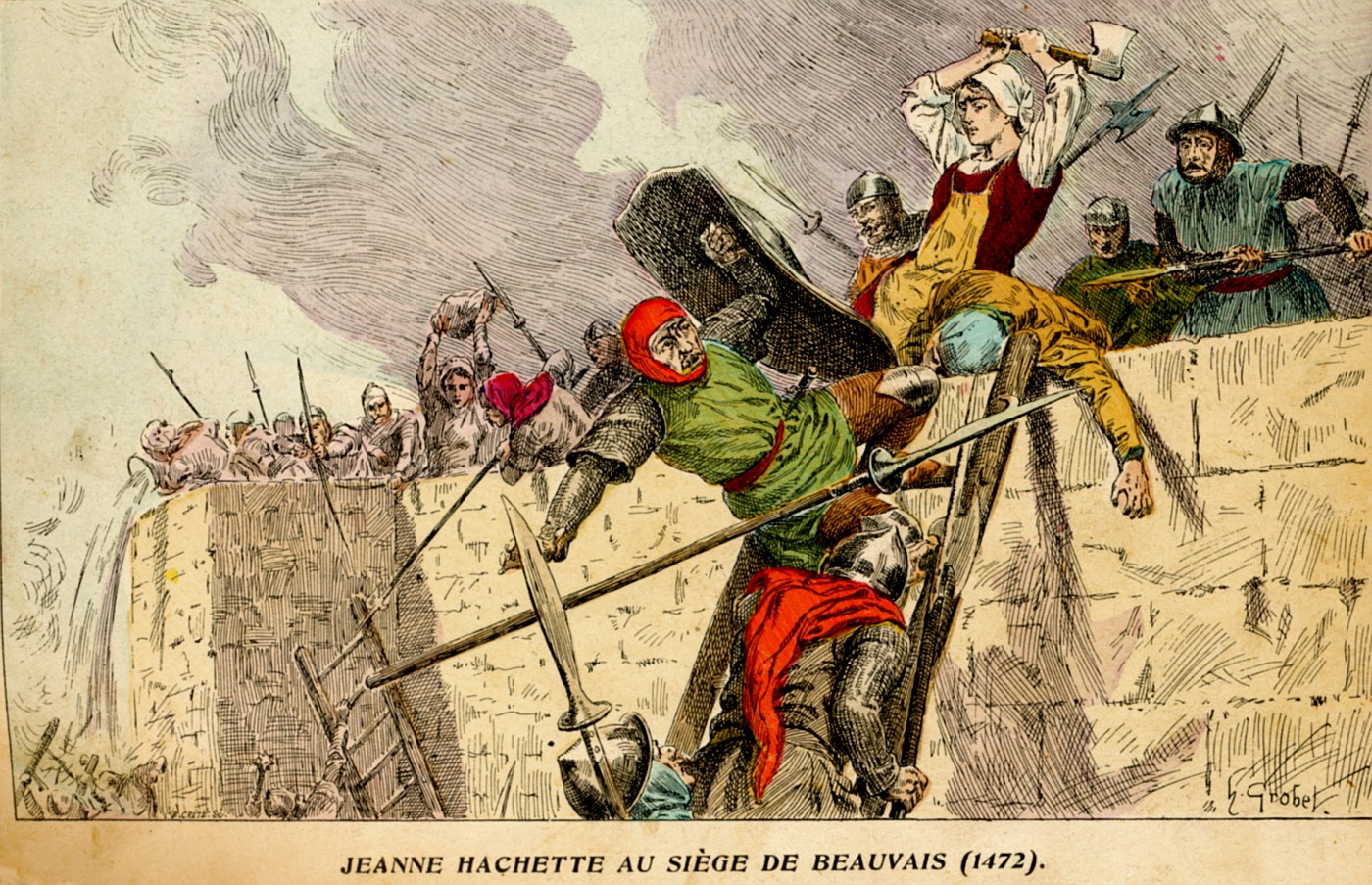
Jeanne Hachette au siège de Beauvais (1472), illustration de lHistoire de France de H. Grobet, 1902.

L'État bourguignon, gouverné par une branche cadette des Valois, reste un rival dangereux pour la monarchie française. Ses défaites face aux cantons suisses dans les guerres de Bourgogne (1474-1477) montrent l'épuisement du modèle de l'armée chevaleresque face à une infanterie compacte et disciplinée. À la mort de Charles le Téméraire, son héritage est partagé dans la guerre de Succession de Bourgogne, laissant la France face à une nouvelle grande puissance, la maison de Habsbourg.
En 1480, Louis XI modernise l'armée royale en remplaçant la milice des francs-archers par une infanterie permanente organisée sur le modèle suisse, connues sous le nom de bandes françaises ou bandes de Picardie. En 1491, le mariage quelque peu forcé d'Anne de Bretagne avec Charles VIII intègre l'armée du duché de Bretagne à celle du royaume de France.

### La guerre de siège au Moyen Âge

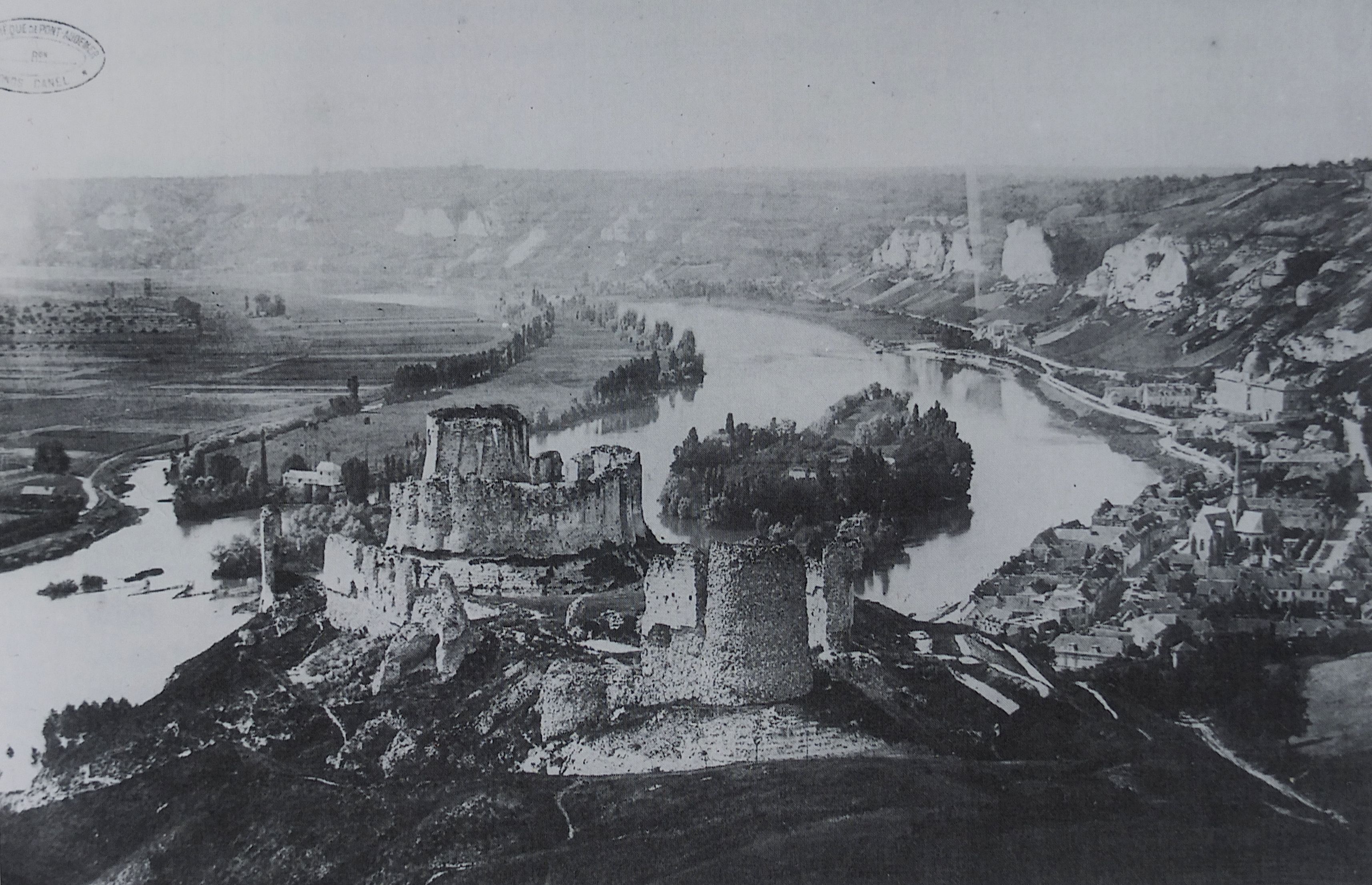
Le siège de Château-Gaillard (1203-1204) est un des rares cas de place-forte prise d'assaut au Moyen Âge : le plus souvent, c'est la faim ou la défection qui permettent de réduire une place. Photographie aérienne de 1896.

La science de l'attaque des places est longue à naître chez des guerriers qui se bornaient à combattre face à face. Les rois et les généraux eurent beaucoup de peine à obtenir que les assiégeants marchent dans des tranchées jusqu'aux bords des fossés. La science de la défense était plus avancée que celle de l'attaque. Les fortifications avaient pris de la hauteur et les remparts étaient composés d'une double, voire d'une triple enceinte. Les combats de mines offraient dans les sièges une bonne occasion de donner des preuves de courage. « Dès que les mineurs des deux parties jugeaient, par le bruit, que leurs travaux approchaient ils en donnaient avis. Alors les guerriers les plus déterminés se présentaient pour les soutenir. On se défiait réciproquement et le rendez-vous était indiqué dans le souterrain de la mine. On mettait une barrière, à hauteur d'appui, à l'extrémité des assiégeants. Dès que les assiégés y étaient parvenus et avaient fait l'ouverture, ils se retiraient pour faire place aux chevaliers. On combattait en nombre égal et à la lueur des flambeaux. On ne pouvait se frapper ailleurs qu'aux parties du corps qui excédaient la barrière. Des juges du combat de chaque côté décidaient des actions. Les vaincus payaient ordinairement leur défaite par une somme d'argent ou par quelques bijoux qui tenait lieu de rançon. Quelquefois il leur en coutait la liberté. »
Les mines consistaient alors en de vastes galeries creusées sous la fortification que l'on voulait détruire. Le terrain était soutenu par des étançons de bois, auxquels les mineurs mettaient le feu en se retirant. Les suites de ces incendies quelques rapides qu'ils puissent être, ne pouvaient donner aucune idée des épouvantables explosions qui durant la Première Guerre mondiale, en particulier, offrent l'image du bouleversement de la terre, obscurcissent le ciel, ébranlent les plus courageux.

## L’Ancien Régime

### La Renaissance

#### Principaux conflits

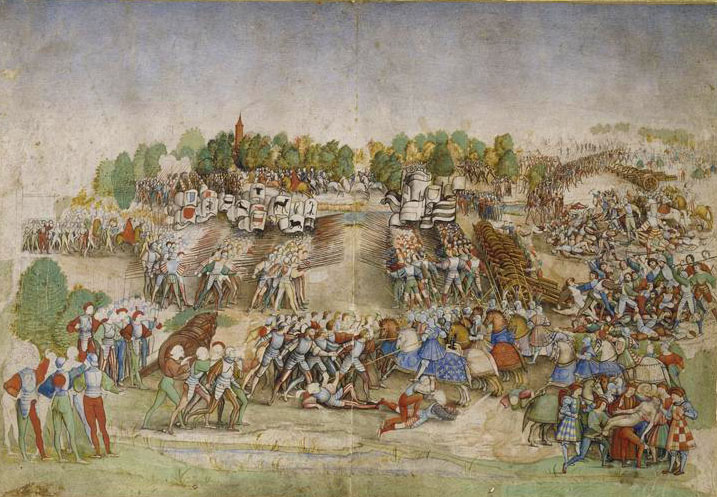
La Bataille de Marignan, miniature sur parchemin attribuée au Maître à la Ratière, c. 1515.

La Renaissance française voit dans un premier temps la nation accroître son unité sous le monarque. La puissance des nobles a diminué, et le rôle militaire de ceux-ci a décliné au profit de la constitution d'une armée nationale sous l'autorité du souverain. Charles VIII puis Louis XII engagent la France dans les guerres d'Italie pour faire valoir leurs droits héréditaires sur le royaume de Naples et sur le duché de Milan. Malgré la qualité des troupes françaises, une coalition italienne, la ligue de Venise, provoque par sa supériorité numérique l'échec des revendications françaises. Par la suite, les souverains français revendiquent de nouveau des territoires en Italie mais la création de la Sainte Ligue puis l'intervention de l'Espagne y mettent des difficultés.
Quand Charles, roi d'Espagne et seigneur de Pays-Bas (Charles Quint), est élu empereur du Saint-Empire romain germanique en 1519, une nouvelle menace apparaît. Le territoire français se retrouve encerclé par des pays qui sont tous contrôlés par Charles Quint. François Ier compromet ses succès initiaux par la défaite de Pavie en 1525 ; cependant, la France échappe au désastre par la fidélité de ses provinces (la Bourgogne refuse sa cession à l’empereur) et la solidité de ses finances tandis que l'armée impériale, victorieuse mais non payée, se débande lors du sac de Rome. Le conflit reprend après la mort de Charles Quint qui a divisé son empire entre les deux branches de sa famille (les Habsbourg).
Dans la seconde moitié du XVIe siècle, la France perd sa place de première puissance militaire au profit de l'Espagne qui la bat à la bataille de Saint-Quentin (1557). Les évolutions spirituelles du XVIe siècle provoquent les guerres de religion, guerres internes qui ensanglantent et affaiblissent la France. Comme les nobles mettent sur pied leurs propres armées privées, ces conflits entre huguenots et catholiques mettent à mal les efforts de centralisation et l'autorité monarchique en place. Par conséquent, la France subit une éclipse temporaire sur la scène politique européenne et doit supporter l'intervention occasionnelle des puissances voisines dans ses conflits internes.

#### Évolutions tactiques: les modèles français, suisse et espagnol
En 1515, François Ier modifie la composition des compagnies d'ordonnances en la portant à huit chevaux, :
- 1 lancier ;
- 5 archers ;
- 1 page ;
- 1 valet d'armes.

La solde de ces troupes étant devenue insuffisante, le roi réduisit, en 1530, les compagnies à 80 lances et augmenta la solde des hommes d'armes d'un cinquième, en leur répartissant la paye des lances réformées. Une ordonnance de 1534 crée 7 légions de volontaires qui devaient présenter un effectif total de 42 000 hommes dont 30 000 hallebardiers et 12 000 arquebusiers. Toutefois sa mise en place qui était compliquée, pour l'époque, fut abandonnée. En 1558, Henri II, recréa par une nouvelle ordonnance cette légion qui ne put voir le jour, à cause des guerres de Religion plusieurs compagnies se déclarant en faveur du Prince de Condé. Ces compagnies prirent alors le nom de régiments, nom emprunté aux Allemands et aux Suisses. L'armement de ces soldats d'infanterie éprouvait des révolutions; l'arc, l'arbalète, l'arquebuse, la hallebarde, le mousquet à rouet et à mèche seront successivement abandonnés.

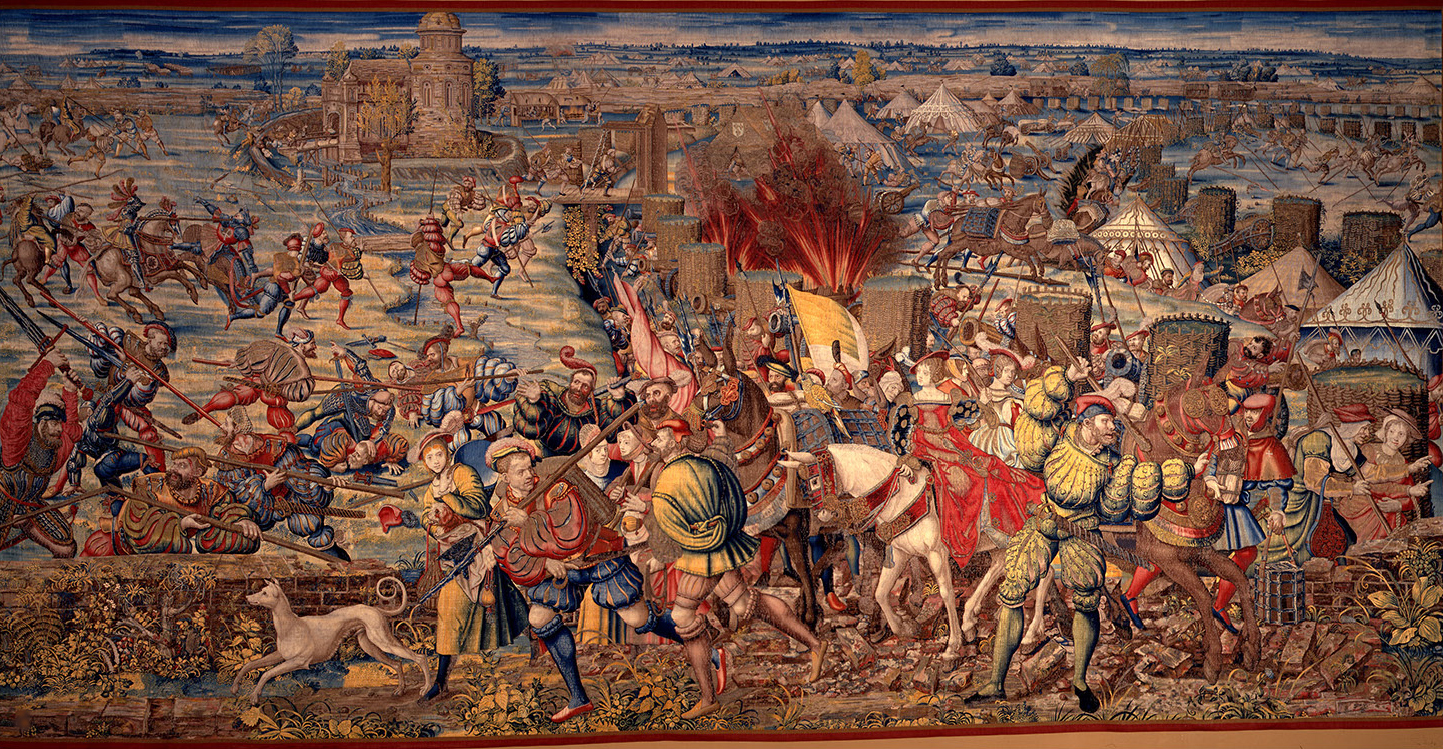
Tapisserie représentant la bataille de Pavie, par Bernard van Orley.

À partir de la fin du XVe siècle, les progrès de l'artillerie révolutionnent la guerre de siège : l'augmentation d'épaisseur des murailles ne suffit plus pour résister aux effets de l'artillerie. L'armée du roi de France forte de son expérience de la guerre de Cent Ans possède une artillerie de premier ordre qui permet à Charles VIII de France de conquérir l'Italie, où les villes tombent les unes après les autres entre 1494 et 1495. Les ingénieurs italiens inventent donc les fortifications bastionnées : les murailles deviennent très basses, obliques et précédées d'un fossé. L'assaillant qui ne peut plus attaquer frontalement au risque de se voir décimé par des tirs de mitraille approche les fortifications par des réseaux de tranchées.
L'apparition de la poudre va modifier considérablement l'art de la guerre. Cependant dans un premier temps, l'artillerie de campagne ne condamne pas la chevalerie. Au contraire, aux batailles de Castillon ou de Marignan, le feu permet de débander l'ennemi qui devient vulnérable aux charges de cavalerie. Les chevaux sont désormais protégés. Mais progressivement avec les progrès de l'arquebuse au début du XVIe siècle, l'infanterie suisse va imposer sa supériorité et son modèle va modifier les théories militaires de la France et de l'Espagne.
Cependant, si la France choisit de louer les services des Confédérés l’Espagne décide de copier le modèle suisse en l’améliorant. C’est ainsi que naît le tercio. C’est au cours des guerres d'Italie qu’est engagé pour la première fois le tercio, groupe composite, de fantassins : piquiers, mousquetaires et arquebusiers. À cette époque, un tercio comporte donc 3 000 hommes environ. Les arquebusiers adoptent une tactique de tirs par rangs : les rotations de 3 à 12 rangs selon la cadence de tir souhaitée permettent un tir continu malgré la lenteur de recharge des armes de l'époque. En cas d'attaque de cavalerie les arquebusiers sont couverts par les piquiers.

### Sous Henri IV et Louis XIII
Le régiment, en tant qu'unité militaire, date de Charles IX. Henri IV, puis Richelieu, régulariseront cette innovation organique, en y affermissant la discipline. L'armée se démocratisera quelque peu dans son mode de recrutement et l'on assistera à des anoblissements de soldats roturiers méritants, qui pourront ainsi accéder à des grades élevés, réservés à la seule noblesse.
Lorsque Henri IV monte sur le trône, il n'y a que 4 régiments d'infanterie connus sous le nom de vieux corps et célèbres par leurs divers exploits. Ce sont les :
- Régiment de Picardie ;
- Régiment de Champagne ;
- Régiment de Navarre ;
- Régiment de Piémont.

En 1620, le nombre de régiments était porté à dix. Outre les 4 vieux corps initiaux un 5e avait pris rang, le :
- Régiment de Normandie.

5 autres régiments avaient reçu le nom de petits vieux :
- Régiment de Bourbonnais ;
- Régiment de Béarn ;
- Régiment d'Auvergne ;
- Régiment de Flandre ;
- Régiment de Guyenne.

5 nouveaux régiments sont ensuite créés, puis d'autres successivement si bien qu'à la mort de Louis XIII, en 1643, on compte 33 régiments.

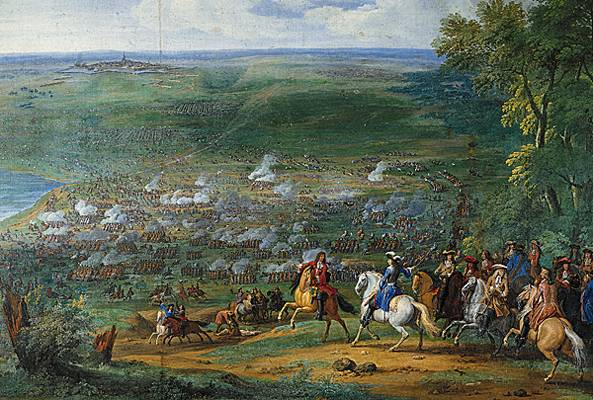
La bataille de Rocroi, en 1643, voit la revanche des Français sur les tercios espagnols qui perdent leur rang de première armée d'Europe. Toile de Sauveur Le Conte (1659-1694).

L'apparition du mousquet permet de tirer sur trois lignes (debout, à genou et couché), et celle de la baïonnette de se passer progressivement de piquiers. C'est cette dernière organisation tactique que la France adopte au XVIIe siècle, ce qui lui permet de reprendre l'avantage sur ses adversaires comme le montre la victoire de Rocroi sur les tercios espagnols.
Si la tactique militaire évolue beaucoup aux XVIe et XVIIe siècles avec une part de plus en plus importante accordée aux armes à feu (artillerie, pistolets et arquebuses), la stratégie connaît quelques changements : ainsi, la multiplication des campagnes rapides faites de « raids-éclairs » destinés à assommer l’adversaire avant même qu’il ne réagisse.
Cependant, le plus généralement, la guerre consiste pour l’attaquant à dévaster le pays ennemi, à couper les lignes de communication et de ravitaillement de l’adversaire, à mettre le siège devant ses places fortes en attendant que ses soldats se débandent ou se rendent, faute d’avoir été nourris et payés régulièrement.
Les guerres des XVIe et XVIIe siècles, et en particulier celles qui touchent la Franche-Comté, ne voient donc pas de grandes batailles rangées, ou des opérations de grande ampleur à l’issue trop hasardeuse, ce sont plutôt des guerres de coups de main et des guerres de siège dans lesquelles l’artillerie, d’un côté, et l’art de la fortification, de l’autre, jouent un rôle important.

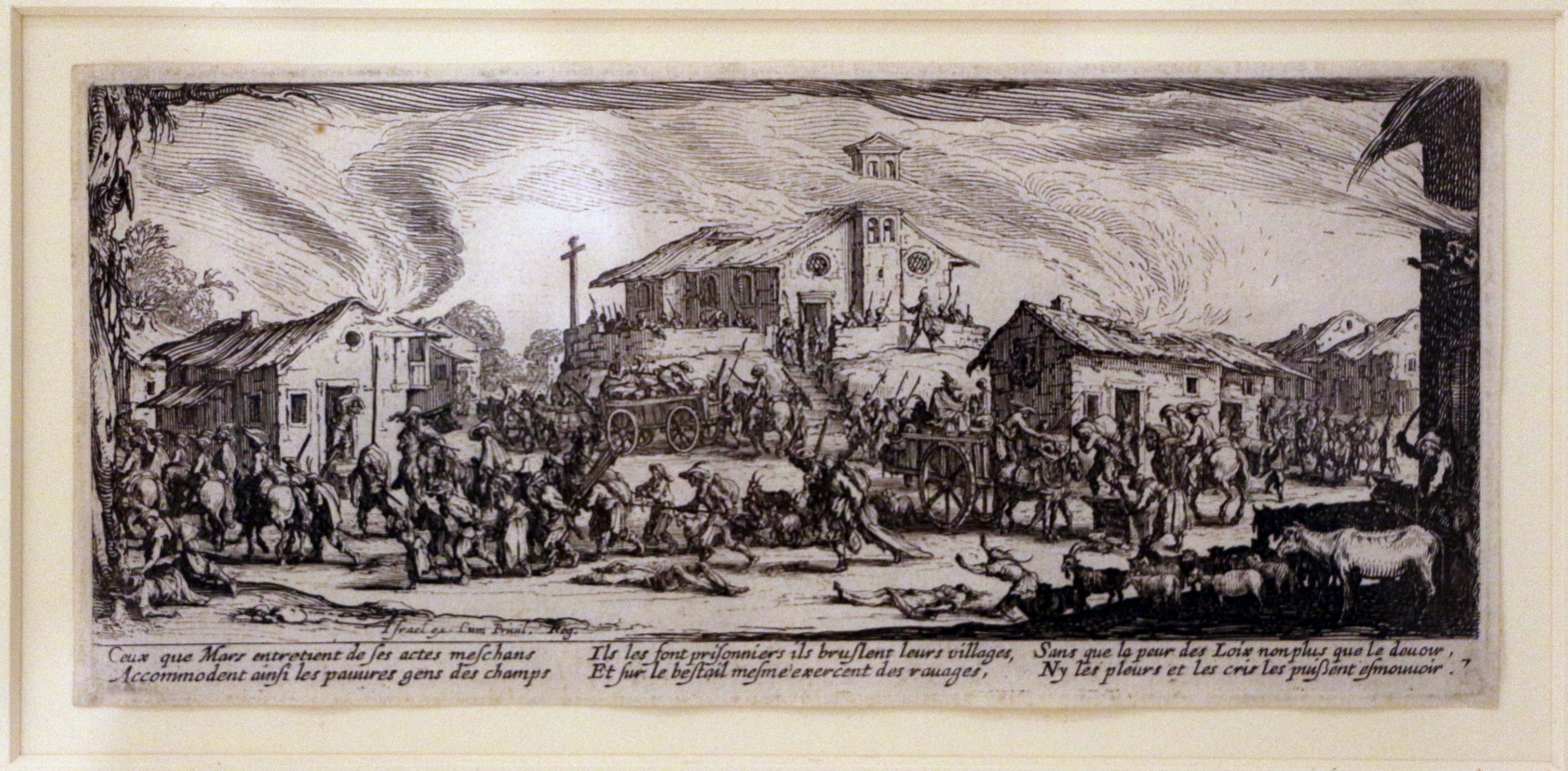
Sac d'un village, gravure de la série Les Grandes Misères de la guerre de Jacques Callot, 1633. Le saccage du pays est une pratique courante pendant la guerre de Trente Ans : il permet de vivre sur le pays et de couper les ressources de l'adversaire.

Cette évolution dans la forme de la guerre, évolution due en grande partie aux nouveaux moyens de combat, explique que la France et l’Espagne s’engagent, dès la fin du XVIe siècle dans une logique de guerre totale : les campagnes ne sont pas plus épargnées que les villes et les « civils » sont tout autant concernés par le conflit que les soldats. Lorsque la soldatesque obtient le droit de « faire le gast » en rase campagne, elle ne laisse généralement qu’un pays vide et désolé : les maisons et les moissons sont brûlées, le bétail est emporté. La pratique n’est guère différente en cas de prise d’une ville : celle-ci doit s’attendre en effet à être pillée, à moins qu’elle n’ait passé, moyennant rançon, un « traité de contributions » avec l’assaillant. En effet, à la fin du XVIe siècle, le « droit de la guerre » est toujours le droit du vainqueur.

#### L'armée française en 1627

##### Infanterie
L'infanterie est portée à l'effectif de 46 000 hommes en 29 régiments, dont 2 étrangers.
Son chef suprême, qui avait été nommé par le Roi, était le colonel général Jean-Louis de Nogaret de La Valette, duc d'Epernon. Celui-ci nomme à toutes les charges et emplois et signait les ordonnances et entretient une compagnie, la colonelle, dans les Gardes françaises et les 5 Vieux Corps, Picardie, Piémont, Champagne, Navarre, Normandie. Cette compagnie, dépositaire de l'enseigne blanche du colonel général, est commandée par un lieutenant-colonel choisi par lui.
L'état-major d'un régiment, qu'il soit permanent comme les « petits vieux », Chappes, Rambures, Bourg l'Espinasse, Sault, Vaubécourt et Beaumont, ou temporaire, comprenait un mestre de camp, un sergent-major du rang de capitaine, un aide-major du rang de lieutenant, un prévôt de justice chargé de la police et de l'exécution des peines, un commissaire à la conduite pourvoyeur des vivres chef du convoi, un maréchal des logis pour la préparation et la répartition des cantonnements et un aumônier.

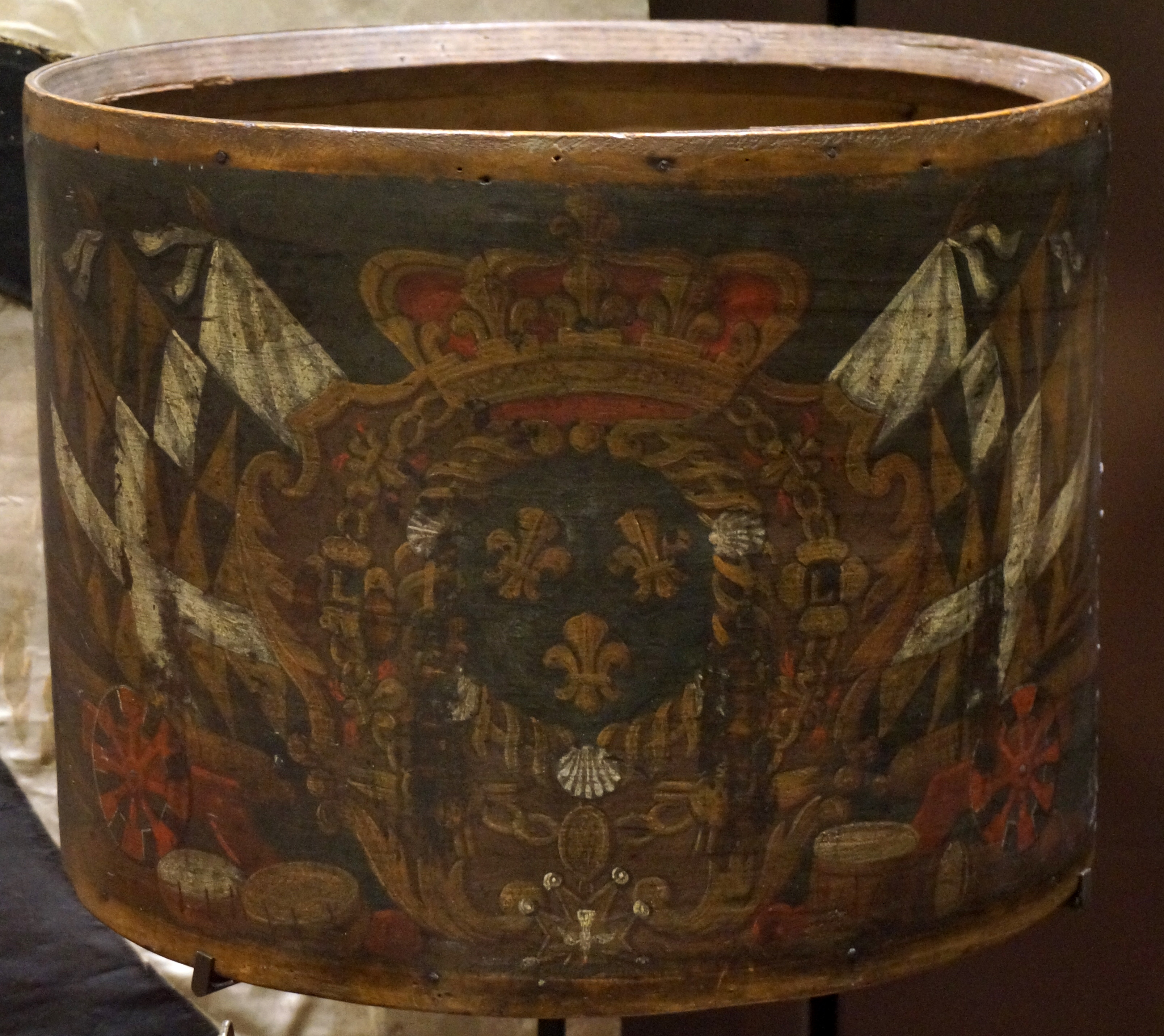
Tambour du régiment de Hainaut, 1747. Dans le fracas de la bataille, le tambour rythme la marche de l'infanterie.

Le nombre des compagnies d'un régiment varie de 10 à 30 et leur effectif allait de 100 à 300 hommes.
Cadre de la compagnie : 1 capitaine, 1 lieutenant, 1 enseigne portant un drapeau aux couleurs et emblèmes du régiment, 2 sergents, 1 fourrier, 3 caporaux, 2 tambours, 1 barbier-chirurgien. Les soldats étaient piquiers ou mousquetaires.
Le morion et l'armure défensive sont réservés aux caporaux, aux anspessades et aux piquiers d'élite. Les mousquetaires ont la casaque, sorte de surtout de drap ou de buffle à manches vagues, qu'on entre par la tête, comme une chasuble, et qui abritait le fourniment et le mousquet.
Les capitaines des Gardes françaises adoptent des casaques de couleurs différentes pour distinguer leurs compagnies, ce qui est un des premiers essais d'uniforme. L'unité de combat est toujours le bataillon, composé de 1 000 à 1 200 combattants par le groupement de plusieurs compagnies. Les piquiers sont au centre, les mousquetaires aux ailes. Le premier front, formé de piquiers commandés par le plus ancien capitaine, se tient à l'avant ; Le régiment forme autant de bataillons que son effectif le permet, un, deux, trois au plus. Le sergent-major prend les ordres du mestre de camp pour le choix de la position, l'ordre de bataille, les alignements, les distances et les intervalles entre les bataillons.
« Les infractions aux règles était punie des verges, et c'était la mort, à la récidive. La potence était dressée dans chaque cantonnement, les archers du prévôt de justice avaient fort à faire. En revanche, le soldat par ses services pouvait monter aux charges et offices des compagnies, de degré en degré, jusqu'à celle de capitaine, et plus avant s'il s'en rendait digne. »

##### Cavalerie

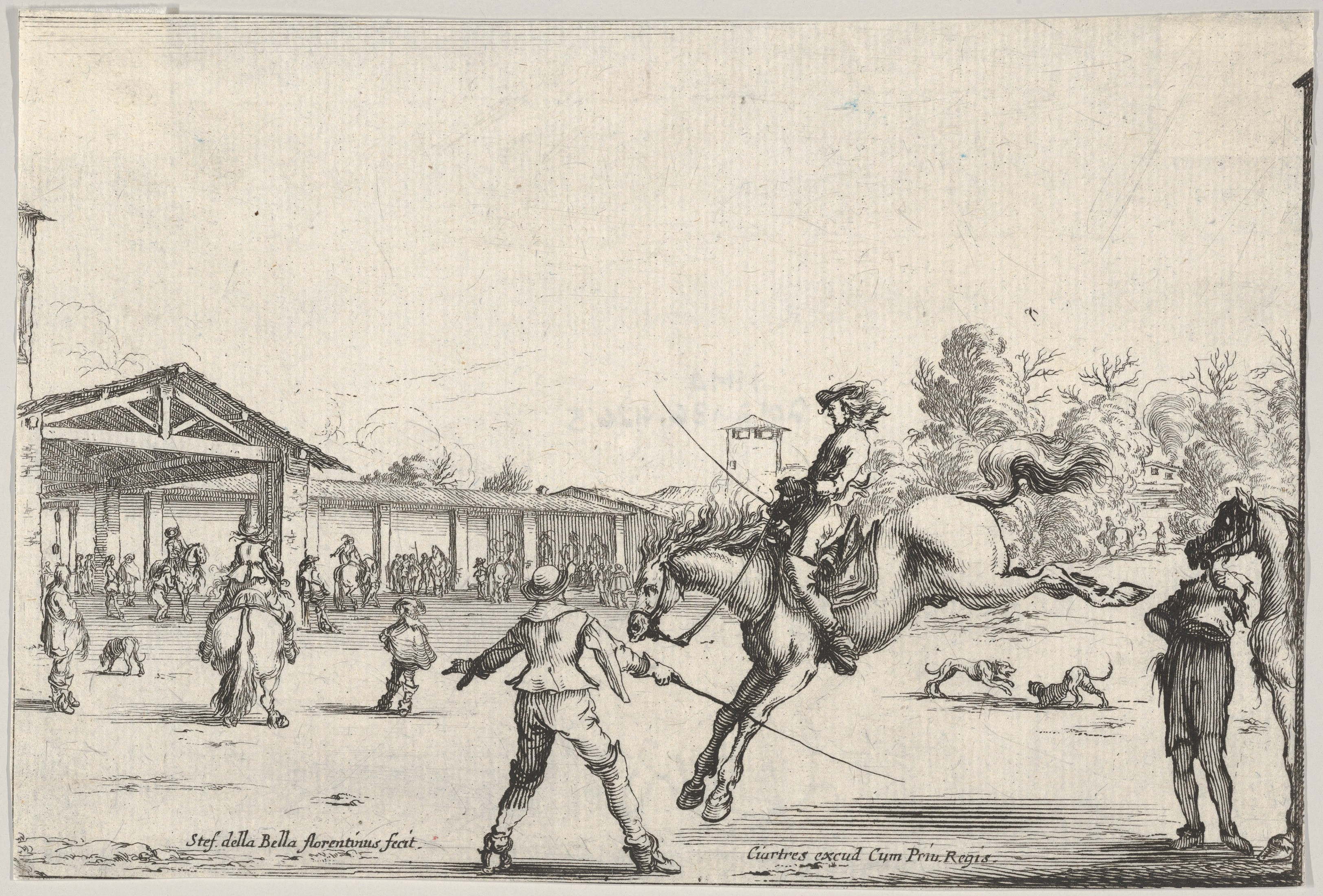
L'académie équestre assure aux gentilshommes une formation à l'équitation et à l'escrime mais les vraies écoles militaires n'apparaissent qu'au XVIII. Gravure de Stefano Della Bella et François Langlois dit Chartres, v. 1645.

C’est à Richelieu que l’on doit l'organisation du service des étapes.
La cavalerie comprend :
- 1 - La Maison du Roi où l'on comptait sept compagnies de gentilshommes[40].
  - 4 de Gardes du corps,
    - la compagnie écossaise commandée par Guillaume de Simiane, marquis de Gordes ;
    - les 3 compagnies françaises, dont les capitaines étaient François de L'Hospital, René Potier de Tresmes et Urbain de Maillé ;

  - 1 compagnie de gendarmes de la Garde commandé par le capitaine Jean-François de La Guiche ;
  - 1 compagnie de chevau-légers de la Garde, commandé par le capitaine Léon d'Albert, seigneur de Brantes ;
  - 1 compagnie de mousquetaires du Roi, commandé par le capitaine, M. de Montalard.
- 2 - La gendarmerie de France, dont les 16 compagnies, recrutées parmi la noblesse pauvre, avaient des princes pour capitaines. Elle conservait l'armure de toutes pièces. Elle avait renoncé à la lance mais quelques hommes d'armes brandissaient encore, en 1627, un martel de fer, qui était foré en carabine.
- 3 - Les compagnies de chevau-légers, sous le commandement du colonel général de la cavalerie légère.
- 4 - Les carabins, substitués aux arquebusiers à cheval et qui, depuis le 1er avril 1622, formaient un corps séparé sous le commandement du mestre de camp général Arnauld de Corbeville.
- 5 - La noblesse du ban et de l'arrière ban, obligée, depuis les ordonnances de François Ier et de Henri II, à servir personnellement, à cheval et en armes, en amenant à l'armée un nombre de cavaliers proportionné à l'importance de son fief.

Si la compagnie n'a pas un effectif suffisant pour former un escadron (unité de combat) de 120 à 150 cavaliers, elle se joint à une ou plusieurs autres pour escadronner. Cadre de la compagnie de cavalerie : 1 capitaine, 1 lieutenant, 1 sous-lieutenant, 1 guidon dans la gendarmerie, un cornette dans la cavalerie légère, 4 maréchaux des logis, 2 brigadiers, 3 trompettes. Le plus ancien capitaine des compagnies réunies commande l'escadron.
La cavalerie d'une armée comprend rarement plus d'un dixième de l'infanterie. Son rôle consiste à éclairer à grande et à courte distance, à reconnaître l'ennemi, à flanquer les colonnes, à escorter les convois, à poursuivre les fuyards après la victoire, ou à couvrir la retraite en cas d'insuccès.

##### Artillerie

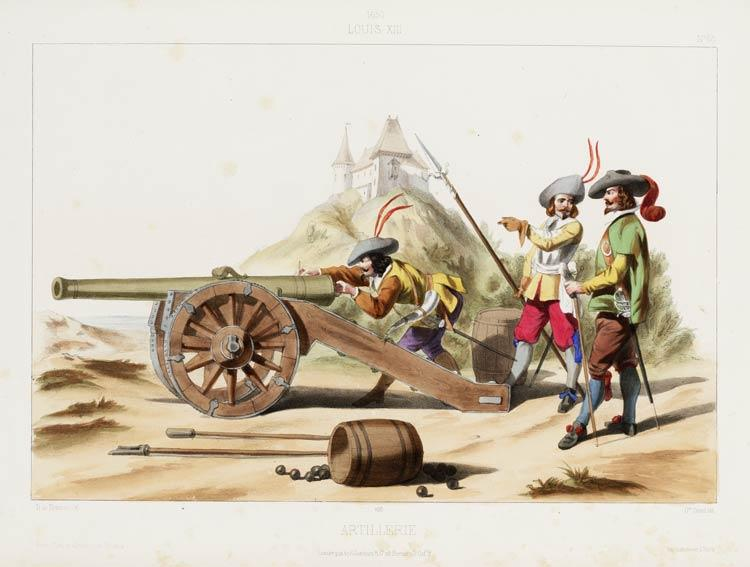
L'artillerie française sous Louis XIII. Gravure de Gustave David (1824-1891).

L'artillerie avait conservé les six modèles arrêtés par Henri IV sur la proposition de Sully. Le désarroi des finances n'avait pas permis de renouveler le matériel. À l'annonce de la descente des Anglais sur les côtes de l'Ouest, Richelieu fait fondre de nouveaux canons, sur la culasse desquels on inscrivit la devise Ultima ratio regum (la dernière raison des rois).
Le grand maître de l'artillerie de France en disgrâce, Maximilien de Béthune fils aîné de Sully et beau-frère de Henri II de Rohan, est suppléé par ses lieutenants généraux qui dirigent le service des commissaires de l'artillerie et des ingénieurs. Ceux-ci ont le droit de changer de corps et l'espérance d'arriver aux plus hautes dignités.

##### Intendance
Dans chaque armée, un intendant est chargé du paiement des troupes, de l'approvisionnement des magasins, de la perception des contributions de guerre et du service des hôpitaux.
Il a sous ses ordres les commissaires des vivres, les trésoriers et les payeurs, qui remettaient la solde aux capitaines sous forme de prêt, d'après la montre, contrôlée par le commissaire à la conduite.
Pour éviter les passe-volants c'est-à-dire les soldats de contrebande, pour qui on touchait la solde et qui disparaissaient après la montre, les commissaires des guerres dressaient, tous les mois, le rôle des hommes de recrue arrivés dans leur département.
Les capitaines devaient leur faire présenter les nouveaux soldats par un sergent.
Les passe-volants étaient pendus.

##### Service des étapes
C’est à Richelieu que l’on doit l'organisation du service des étapes.
Il en créa quatre grandes lignes, conduisant :
- la première, de la frontière de Picardie à Bayonne
- la deuxième, de Bretagne à Marseille
- la troisième, de Normandie en Languedoc
- la quatrième, de Paris en Saintonge.

L'ordonnance prescrit :
« En route, il sera baillé à chaque soldat, par jour, deux livres de pain, entre bis et blanc, une livre et demie de chair, moitié bœuf et moitié mouton, et trois chopines de vin du lieu.
Il sera payé pour cette fourniture 6 sols par jour et par soldat, au gîte d'étape, par celui qui sera ordonné à cet effet et qui devra prendre certificat des habitants. »
Une ordonnance du 14 août 1623 avait réglé le service des routes et des cantonnements :
« Les compagnies de gens de pied tiendront rang en marchant par pays, tambourin sonnant et enseigne déployée. Défendons aux soldats, sous peine de la vie, de s'absenter, s’éloigner et se détourner desdites compagnies, sans expresse permission et congé, signé de leur capitaine ou lieutenant.
Les chefs ou membres marcheront à la tête et en queue afin de contenir les soldats et d'empêcher qu'ils ne s'écartent.
Pour l'artillerie, il y aura des commissaires à la tête, au milieu et à la queue du train en marche, exerçant une exacte surveillance. Ils alterneront chaque jour pour ce service. Les poudres marcheront toujours au centre ; les canonniers en tête ; le boute-feu en main ; les gens de métier avec les caissons; les déchargeurs en deux troupes, l'une près des caissons, l'autre près des poudres et boulets.
Les gens de guerre paieront gré à gré, au moyen de leurs appointements et solde, les vivres et autres choses qui leur seront fournis dans leurs quartiers ou garnisons, dedans ou au-dehors du royaume, à l'exception de la simple ustensile qui leur sera fournie gratuitement par leur hôte.
Le taux des denrées sera arrêté par les commissaires conducteurs, de concert avec les officiers de la Justice du lieu.
Nul valet, soldat, ni autre personne, de quelque qualité et condition qu'elle soit, ne pourra sortir du camp, sous peine de la vie, sans la permission du chef de camp. »

### Le Grand Siècle

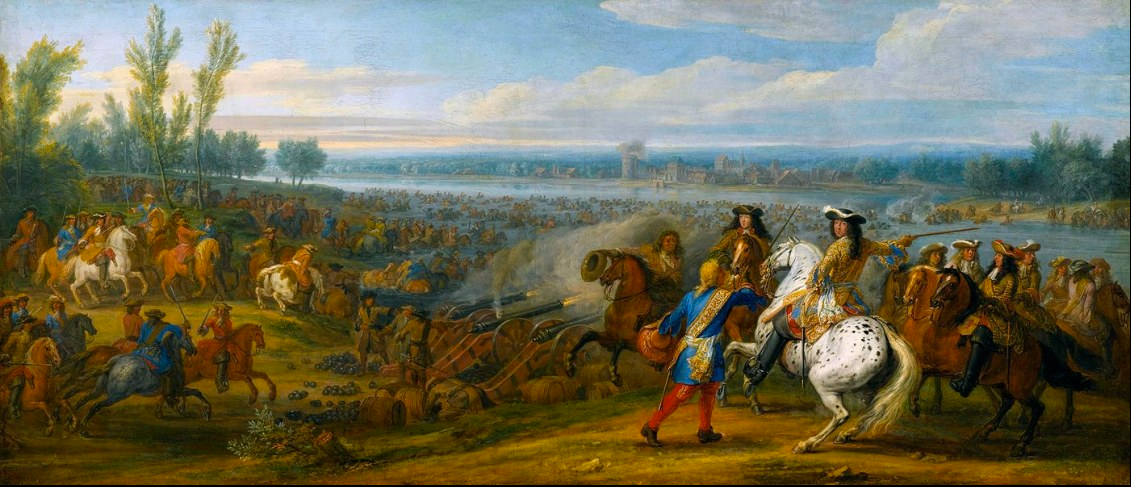
Le passage du Rhin le 12 juin 1672, premier succès de la guerre de Hollande. Toile d'Adam François van der Meulen (1632-1690).

#### Contexte général
Sous le règne d'Henri IV, la France retrouve une stabilité qui lui permet de faire face à l'empire des Habsbourg. L’Espagne est mise à mal par la guerre d'indépendance menée par les Pays-Bas, où les Hollande s’affirment comme une nouvelle puissance maritime. De son côté, l'empire germanique s'épuise dans d'interminables guerres à l'est contre l'Empire ottoman, avec lequel la France coopère.
Sous Louis XIII, la France doit d'abord venir en finir avec ses divisions internes : après le siège de la Rochelle, en 1627-1628, les huguenots cessent d'être une force politique. Le cardinal de Richelieu engage la France dans la guerre de Trente Ans en soutenant financièrement les protestants allemands et la Suède avant d'intervenir directement par l'occupation de la Lorraine, de la Franche-Comté et des villes d'Alsace. La coûteuse guerre hispano-hollandaise affaiblit l'empire espagnol aux finances fragiles et permet à la France de remporter de brillantes victoires comme celle de Rocroi. La guerre se termine avec le traité des Pyrénées qui consacre le triomphe de la France.
Le long règne de Louis XIV connaît une série de conflits : la guerre de Dévolution, la guerre de Hollande, la guerre des Réunions, la guerre de la Ligue d'Augsbourg et la guerre de Succession d'Espagne. Les guerres de ce règne comptent un grand nombre de sièges, rarement décisifs. Peu des guerres de Louis XIV sont des victoires nettes ou des défaites claires, mais inexorablement, les frontières de la France s'agrandissent. L'Alsace, l'Artois et la Franche-Comté sont annexées tandis que la guerre de Succession d'Espagne voit un Bourbon placé sur le trône espagnol. Pour arrêter l'expansion de la France, plusieurs puissances européennes forment des coalitions. Les Anglais apparaissent de nouveau comme les grands rivaux de la France et s'allient aux Habsbourg.
Jean-Baptiste Colbert, intendant des finances puis contrôleur général pour Louis XIV est un remarquable gestionnaire qui développe le commerce et l'industrie par d'importantes interventions de l'État. Sa politique est de donner son indépendance économique et financière à la France, avoir une balance commerciale excédentaire et accroître le produit des impôts. Il met un terme aux déprédations, et liquide les dettes de l'État. Comme ministre de la Marine, il met en place une puissante flotte de guerre capable de rivaliser avec l'Angleterre et la Hollande et donc de permettre à la France de devenir une puissance coloniale de premier plan.
La guerre de course prend son essor, et le corsaire dunkerquois Jean Bart se rend célèbre pour ses exploits militaires comme la bataille du Texel de 1694.

Territoire sous règne français et conquêtes de 1552 à 1798.

#### La première armée d'Europe
Sous le règne de Louis XIV, c'est à Louvois (1641-1691), qui continue l'œuvre de rénovation militaire entreprise par son père Michel Le Tellier, que revient le mérite de forger pour la plus grande gloire du Roi-Soleil une armée puissante et efficace. Louvois fait de la maison militaire du roi une sorte d'école de formation des futurs cadres, officiers et sous-officiers. Il rend le port de l'uniforme militaire obligatoire et impose, de manière administrative, un équipement uniforme de toutes les unités en matière d'armement. Il crée aussi des milices provinciales. Entre autres innovations importantes, il instaure un système d'avancement par ordre de tableau, permet que la Croix de Saint-Louis soit attribuée au mérite et crée l'institution de l'Hôtel des Invalides, destiné à accueillir les vieux soldats et les grands mutilés de guerre. Depuis les guerres d'Espagne menées par Louis XIII, des mesures vigoureuses commencent à être prises pour lutter contre la désertion, « fléau des armées de l'époque moderne ». Progressivement, une certaine administration se met en place. À partir de 1684, les bureaux de la Guerre diffusent dans le royaume un « rôle des déserteurs », sorte de registre de tous les déserteurs connus. Le registre est néanmoins sommaire, étant limité au nom, paroisses d'origine, taille et couleur du « poil » du soldat. Des patrouilles sont effectuées aux abords des camps, à l'arrière du front, et sur les frontières, pour tenter d'arrêter d'éventuels déserteurs. Louis XIV poursuit ces mesures lors de ses guerres.
Les armées de Louis XIV sont parmi les plus impressionnantes de l'histoire française, leur qualité reflétant les innovations militaires. Au milieu du XVIIe siècle, la puissance royale s'est réaffirmée et l'armée est devenue un outil par lequel le roi impose son autorité. Louis XIV fait drastiquement évoluer le nombre d'hommes en armes, en temps de paix comme de guerre. L'historien John Lynn donne un bon aperçu de la taille de l'évolution numérique. En 1701, il y a 138 régiments d'infanterie, en 1702 il y en a 176 puis 235 en 1705, 259 en 1706 et 260 en 1712 dont 2 régiments de la Garde. Toutefois à l'exception des vieux corps, des petits vieux et de quelques autres régiments qui comptaient 4 bataillons, la grande majorité n'en avait que 2 et certains ne comportaient qu'un seul bataillon. En 1715, après le traité de Rastadt, le nombre de régiments d'infanterie est réduit à 117. Toutefois après de nouvelles guerres, plusieurs corps sont créés et l'on compte 137 régiments en 1747. À l'avènement de Louis XVI, il n'y a plus que 91 régiments dont le régiment des Grenadiers de France formé des compagnies d'élites des régiments supprimés en 1749. En 1776 il y a 103 régiments.

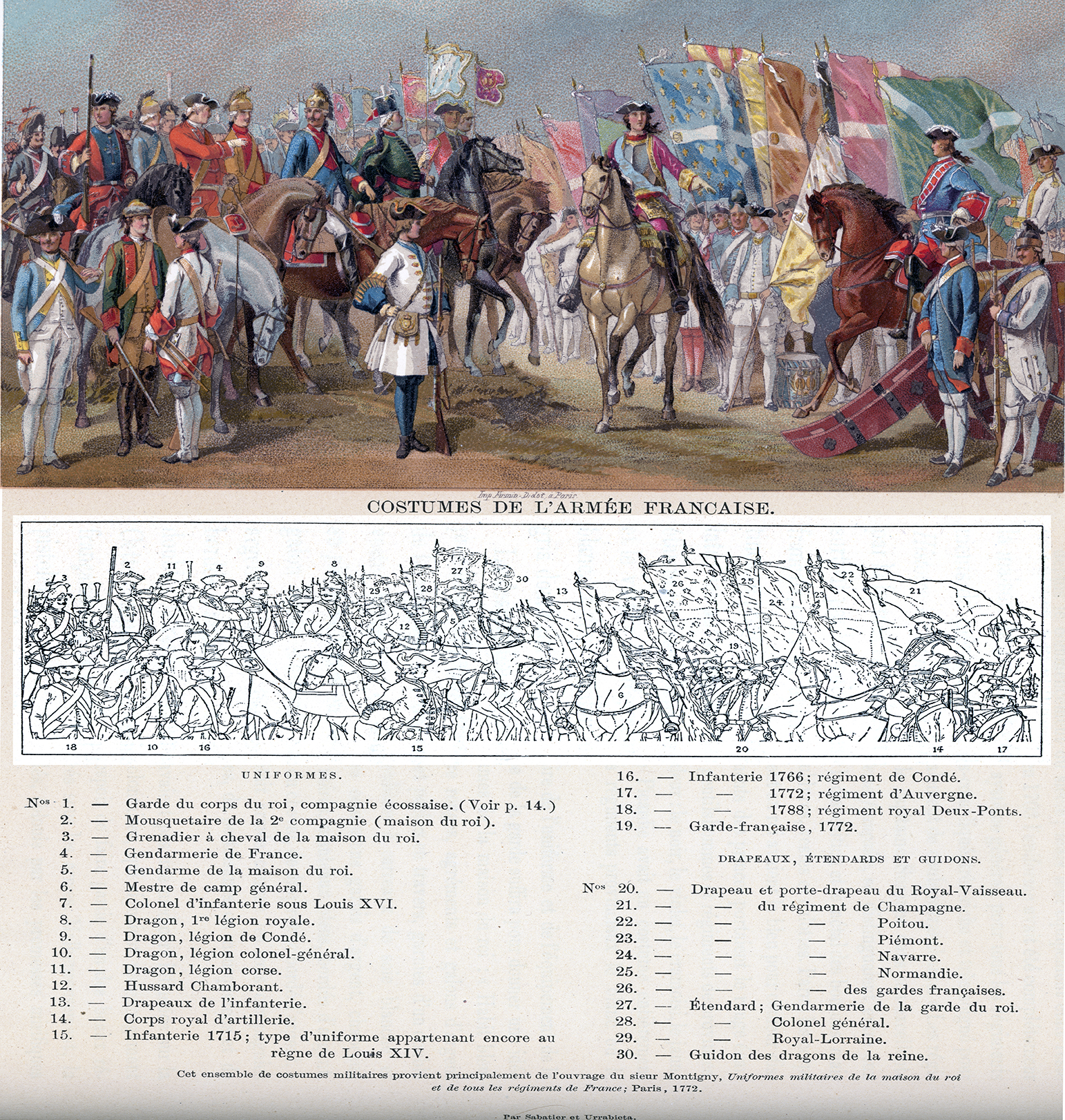
Uniformes de l'armée française en 1772.

La cavalerie avait également changé. Les compagnies de gendarmes et de chevau-légers d'ordonnance créées en 1445 avaient disparu. Côté armement, la lance, l'arc et les flèches avaient laissé la place au sabre droit ou d'estoc, au sabre court ou cimeterre et au pistolet. Les armures défensives avaient été abandonnées excepté les cuirasses et plastrons qui resteront utilisés jusqu'au milieu du XVIIe siècle. Le plus ancien corps était celui des dragons dont la première formation remonte à 1541. Cette troupe chargée de combattre aussi bien à cheval qu'à pied, formait une liaison entre l'infanterie et la cavalerie. La grosse cavalerie se composait de régiments de carabiniers, créés en 1693 et cuirassiers, créés en 1665. La cavalerie légère se composait de régiments de hussards, créés en 1692, chasseurs à cheval, créés en 1758, chevau-légers, créés en 1779. Le maréchal de Saxe avait créé un régiment de uhlans, armés de lances, qui fut licencié à sa mort en 1750.
L'administration militaire a également accompli des progrès colossaux comme dans l'approvisionnement en vivres, habillement, équipement et armements dont la régularité est sans égal. De fait, la France se sert de la standardisation en devenant la première armée à donner à ses soldats les uniformes nationaux dans les années 1680 et 1690.
En 1716, une ordonnance préparée par Claude Le Blanc modifie de façon importante la lutte contre la désertion: l'enregistrement de tous les soldats enrôlés est exigé et leur description physique annotée. Chaque registre de contrôle est en double exemplaire, l'un étant conservé par le régiment, l'autre envoyé aux bureaux de la Guerre, permettant ainsi une centralisation du dispositif. Dès lors, chaque soldat étant enregistré, toute personne ayant « l'allure d'un soldat » et ne disposant pas d'un certificat de congé en bonne et due forme est considérée comme déserteur. L'ordonnance du 2 juillet 1716 prévoit aussi des peines sévères (les galères à perpétuité) pour les soldats ayant déguisé leur nom et le lieu de leur naissance lors de leur enrôlement — bien que les chefs des régiments fassent le plus souvent preuve de mansuétude. L'identité des soldats est néanmoins vérifiée par une nouvelle institution, le Bureau du Contrôle des Troupes. En effet, depuis une ordonnance royale du 17 janvier 1730, on vérifie les dires du nouvel engagé auprès de sa communauté locale et, en cas de fausse déclaration, l'enrôlé doit subir un nouvel interrogatoire, jusqu'à ce que celui-ci soit vérifié auprès de ses proches et voisins. L'enquête d'identité est accompagnée d'une inspection de moralité, visant à vérifier que l'aspirant soldat n'a pas été coupable de vol, meurtre ou autre crime. De même, à partir de 1730, tous les soldats absents sans congé sont jugés au Conseil de guerre au bout de huit jours, par contumace le cas échéant, et leur description physique ensuite placardée dans leur lieu de résidence Ainsi, les « rôles de déserteurs », qui existaient depuis 1670, voient leur efficacité largement améliorée. Assez fruste à ses débuts, la description physique des soldats sur le « rôle » va progressivement s'affiner et être standardisée au long du siècle. C'est à peu près au même moment, vers 1715-1720, qu'un service spécialisé pour les passeports est aussi créé aux Affaires étrangères.
Pays le plus peuplé d'Europe, Russie comprise, avec plus de 20 millions d'habitants, la France peut aligner une armée numériquement supérieure à celles de ses adversaires, mais, dès la fin de la guerre de Succession d'Espagne, comme les autres grandes puissances, elle se lance dans un processus de désarmement. Selon les états officiels de l'époque, l'Armée de terre passe de 357 000 hommes en 1710 à 132 000 en 1716 alors que la milice est supprimée.

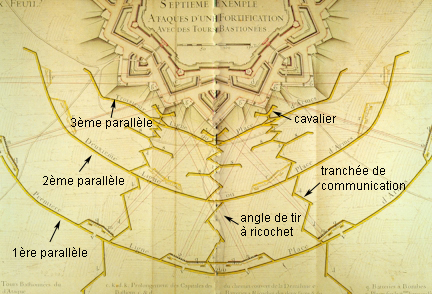
Codification des attaques des places fortes par Vauban. Noter les angles de tirs à ricochet.

#### Évolutions tactiques
Au début du XVIIe siècle Jean Errard, Antoine Deville ou Blaise de Pagan introduisent en France les théories italiennes et les perfectionnent en y adjoignant des considérations géométriques.
Vauban apporte trois innovations majeures décisives aux techniques d'attaque des places fortes :
- Il codifie la technique d'approche en faisant creuser trois tranchées parallèles très fortifiées reliées entre elles par des tranchées de communications en ligne brisée pour éviter les tirs défensifs en enfilade.
- Il a l'idée de disposer des levées de terre sur la tranchée immédiatement au contact des fortifications assiégées (très basses pour éviter les tirs d'artillerie), appelées « cavaliers de tranchées ». Les défenseurs sont délogés à la grenade ou par des tirs descendants[53].
- En 1688, il invente le « tir à ricochet » : tiré avec une faible charge de poudre et en enfilade, un boulet peut avoir plusieurs impacts et en rebondissant balayer d'un seul coup toute une ligne de défense au sommet d'un rempart, canons et servants à la fois[53].

Fort de son expérience de la poliorcétique, il conçoit ou améliore les fortifications de nombreuses villes et ports français, entre 1667 et 1707, travaux gigantesques permis par la richesse du pays. Il révolutionne aussi bien la défense des places fortes que leur capture. Il est l'artisan de la sanctuarisation des frontières de la France grâce à un réseau de places fortes pouvant se soutenir entre elles : Vauban a voulu faire de la France un « précarré », selon son expression, protégé par une ceinture de citadelles.
C'est l'apparition de la notion moderne de "Frontière" (délimitée par des bornes) qui remplace l'ancien concept des "Marches" (zone floue et mal définie où se juxtaposent les possessions des pays frontaliers)
Il dote la France d'un glacis (« la ceinture de fer ») que les progrès de l'artillerie ne démodent qu'à la fin du XVIIIe siècle. Une de ses réalisations les plus connues est la citadelle de Besançon. Cette ceinture de citadelle, critiquée par Colbert pour son coût, assurera 70 ans de paix à la France.

### Le Siècle des Lumières

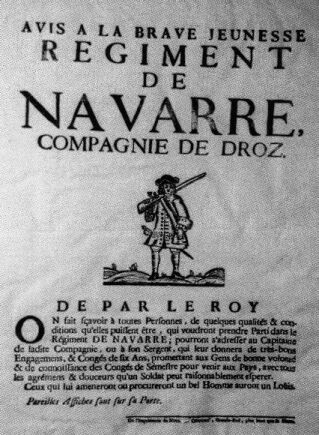
Affiche de recrutement pour le régiment de Navarre au XVIIIe siècle.

Le résultat de la montée en puissance et de la domination des mers de la Royal Navy durant le XVIIe siècle est la perte au siècle suivant de plusieurs de ses possessions coloniales par la France. L'économie britannique devient la plus puissante d'Europe et l'argent britannique finance les campagnes de leurs alliés sur le continent.
La France reste la puissance dominante en Europe mais commence à avoir des problèmes internes. Le pays s'est engagé dans une longue série de guerres et de conflits ponctuels et régionaux, tels la guerre de la Quadruple-Alliance, celles de Succession de Pologne et de Succession d'Autriche. Ces guerres ne sont pas de même nature qu'au siècle précédent où les belligérants avaient des buts religieux ou impérialistes. Il s'agit plutôt de conserver un « équilibre des puissances » entre les divers acteurs de la scène européenne. Les buts de guerre sont limités et on note un réel effort pour réglementer le droit de la guerre, qui devient exclusivement l'affaire de professionnels dont les civils sont (en principe) tenus à l'écart.
Cependant, la puissance maritime du Royaume-Uni s'accroît et son alliance avec la Prusse crée une menace sérieuse. Ce changement dans l'équilibre des forces mène à la révolution diplomatique de 1756, où la France s'allie aux Habsbourg après plusieurs siècles d'hostilité. Cette alliance se révèle peu efficace durant la guerre de Sept Ans où la France perd d’importantes positions coloniales en Inde française et au Canada. La défaite de Rossbach, en 1757, révèle les faiblesses de l'organisation militaire française et oblige à repenser la pensée stratégique : elle marque le point de départ d'une longue rivalité avec l'armée prussienne puis allemande. Quelques années plus tard, lors de la guerre d'indépendance des États-Unis, les Français infligeront une défaite importante au Royaume-Uni. Le marquis de La Fayette restera connu pour ses faits d'armes lors de cette guerre,.

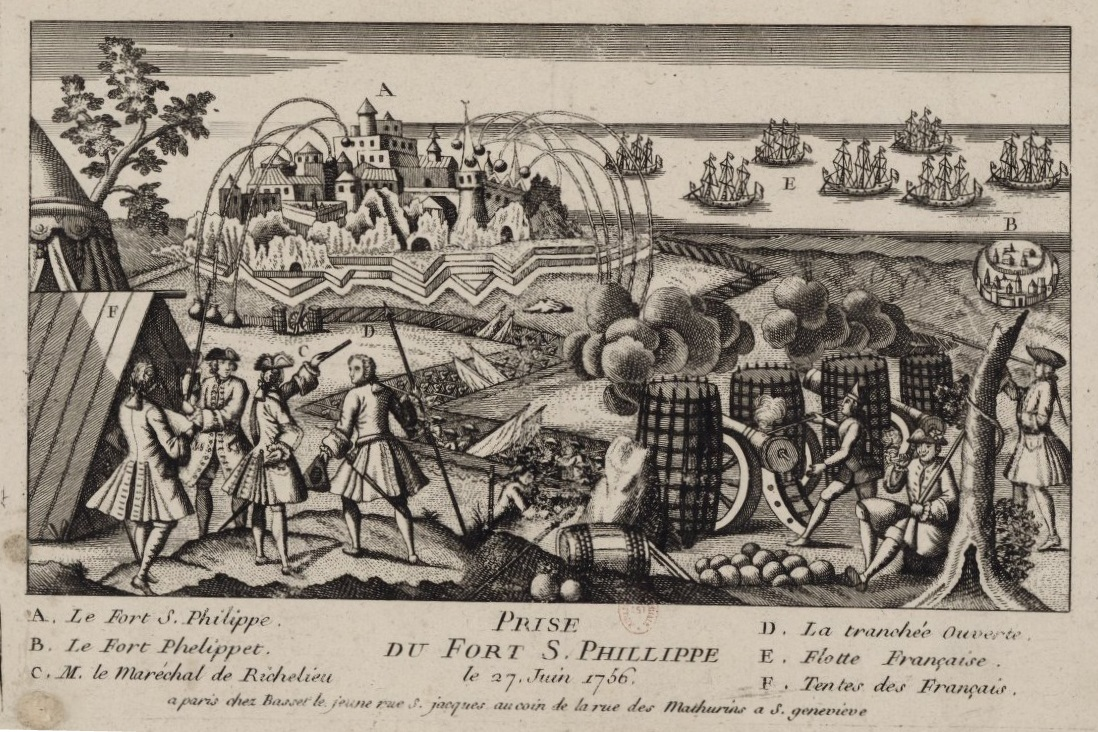
Prise du fort Saint-Philippe par les Français lors de la bataille de Minorque en 1756.

Durant la fin de l'Ancien Régime, Choiseul, secrétaire d'État aux Affaires étrangères, à la Guerre et à la Marine entre 1758 et 1770, réforme les armées. Il décide l'abolition de la vénalité des grades, la création d'écoles militaires et participe à la modernisation du corps des mines et de l’artillerie avec Gribeauval. Il relance la flotte française par la construction navale et la création d’arsenaux. Une politique reprise par Louis XVI qui dote la France de l'une des plus puissantes marines de guerre qu'elle ait jamais connues.
Par une ordonnance du 10 décembre 1762, le nombre des régiments français est réduit à 66, dont 19 à 4 bataillons.
Il y a, à cette même époque, 25 régiments étrangers. Chaque bataillon est composé de 8 compagnies de fusiliers et une de grenadiers.
La même ordonnance retirait aux capitaines la propriété des compagnies, le recrutement et la solde passaient au compte de l'État.
Dans les appellations, on distinguait avant 1791 les noms de régiments royaux, régiments des princes, régiments de gentilshommes et régiments de province. On appelait régiments royaux, ceux du Roi, de la Reine, de la Couronne, Royal-Roussillon, Royal-Vaisseaux, etc. Les régiments des princes étaient ceux qui avaient pour colonels des princes du sang, tels que les régiments d'Orléans, de Bourbon, de Condé, de Conti, etc. Les régiments qui portaient les noms de leurs colonels étaient appelés régiments de gentilshommes. De ce nombre étaient les régiments de Turenne, de Vivonne, de La Rochefoucault, etc.
Des régiments de gentilshommes durent quitter les noms de leurs colonels pour prendre des titres de provinces, et tous les corps portèrent sur leurs boutons le numéro indiqué par leur rang d'ancienneté. C'est ainsi que le régiment de Vaubecourt prit le titre de la province de Guyenne.
Quelque trente ans plus tard, une ordonnance du 1er janvier 1791 constitua l'infanterie en 101 régiments, dont 78 français, 12 allemands et irlandais, et 11 régiments suisses.
L'ordonnance du 1er janvier 1791 fait disparaître ces diverses dénominations, et les corps d'infanterie ne sont plus désignés que par le numéro du rang qu'ils occupaient entre eux.

## L'époque contemporaine

### La Révolution

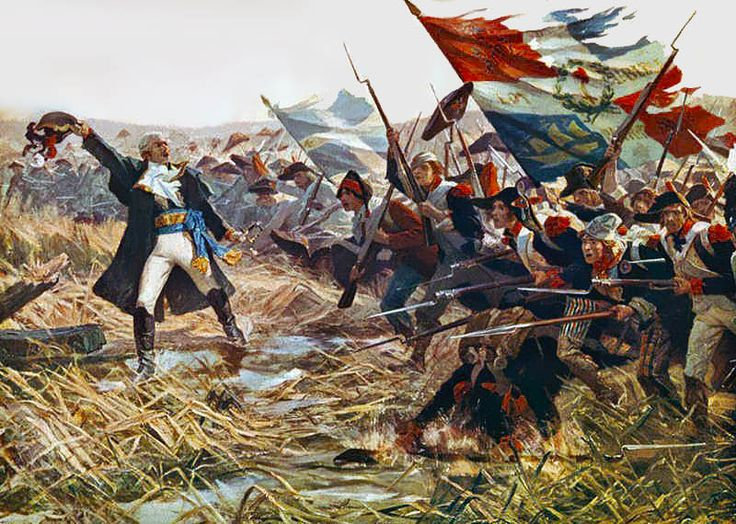
Les armées révolutionnaires à la bataille de Jemappes en 1792.

La Révolution française modifie presque tous les aspects de la vie française et européenne. La recherche de « Liberté, Égalité, Fraternité » du peuple bouleverse ce que même la guerre n'a pas pu changer. Les armées du XVIIIe siècle sont dramatiquement transformées.
En 1791, l'Assemblée législative met en application une série de doctrines d'infanterie inspirées par les défaites françaises face aux Prussiens lors de la guerre de Sept Ans. Les nouveaux développements exploitent le courage et le patriotisme du soldat, rendu bien plus puissant par la Révolution. Les changements ont également placé une grande confiance dans le soldat, ce qui aurait été complètement inimaginable dans les périodes précédentes. On attendait des troupes françaises qu'elles harcèlent l'ennemi et soient assez fidèles pour ne pas fuir le combat ; un avantage que les autres armées de l'Ancien Régime n'avaient pas. Cependant, dans les faits, les désertions existent toujours.
Après la déclaration de la république et l'éclatement de la guerre en 1792, le grand nombre d'ennemis convergeant vers les frontières françaises incite le gouvernement à adopter des mesures radicales. Le 23 août 1793 devient un jour historique dans l'histoire militaire ; à cette date la Convention nationale appelle à une levée en masse massive pour la première fois dans l'histoire contemporaine. Alors qu'en février 1793, la France n’avait que 200 000 hommes sous les drapeaux, celle-ci gonflera énormément les effectifs ; en juillet, on en compte 500 000 ; en septembre, 732 000 ; et 804 000 soldats en décembre 1793, chiffre considérable pour l'époque, qui seront répartis en un maximum de 15 armées (marine incluse).

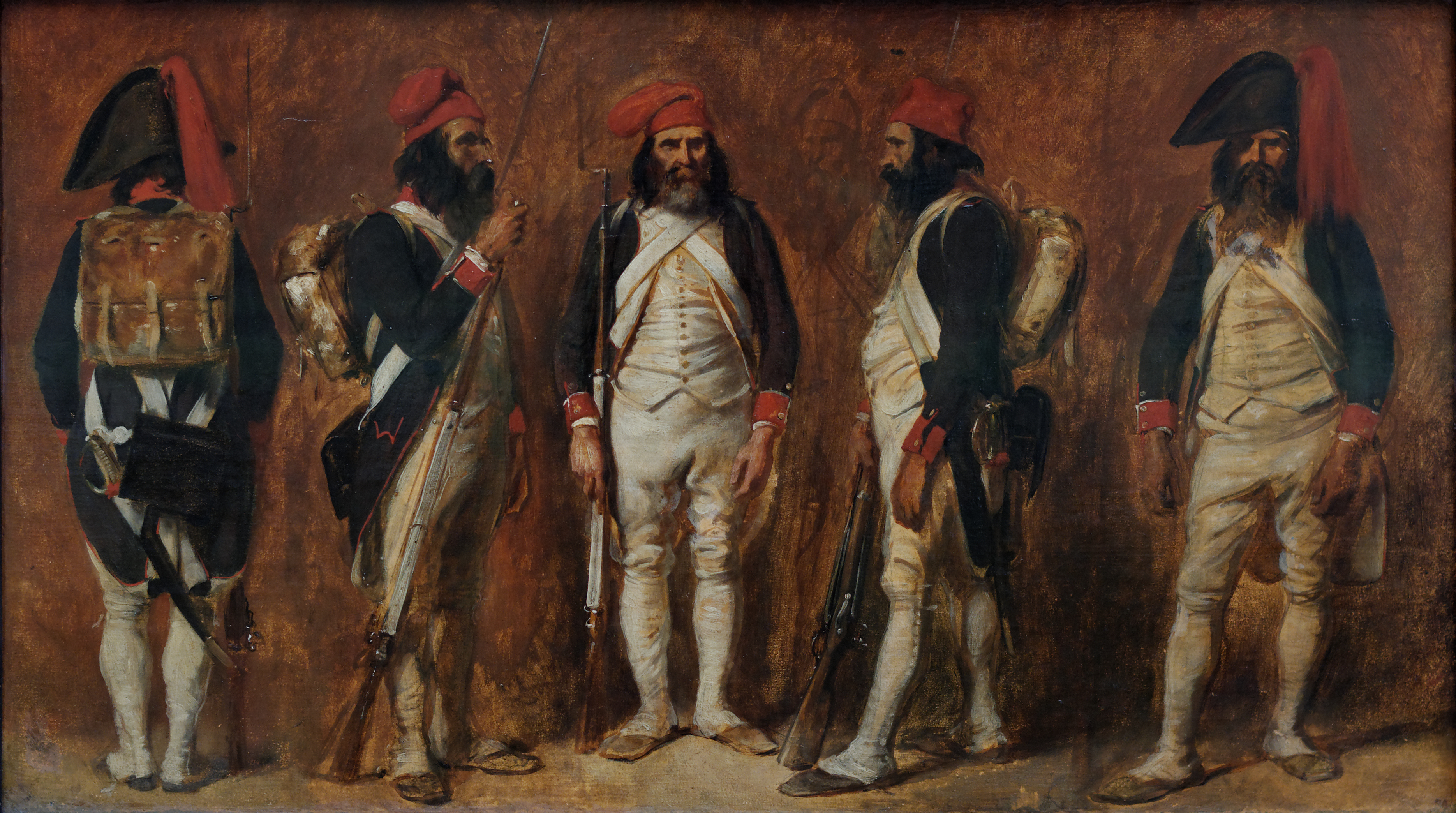
Soldats de la Première République par Auguste Raffet, c. 1840, Munich.

À l'été 1794, la conscription permet d'avoir environ 500 000 hommes disponibles pour le service. Les Français commencent alors à combattre contre leurs ennemis européens. Ils triomphent à la bataille de Fleurus par leur supériorité numérique et leur meilleure capacité de mobilisation. Pendant la Révolution, les armées françaises deviennent sensiblement plus grandes que leurs opposants et, combinées avec le nouvel enthousiasme des troupes et des tactiques, les occasions stratégiques deviennent presque sans limites. En 1797, les Français défont la Première Coalition, occupent la région de l'actuelle Belgique, la rive occidentale du Rhin et le nord de l'Italie, ce qui avait échappé aux Valois et aux Bourbon pendant plusieurs siècles. Mécontentes de la défaite, plusieurs puissances européennes forment une Deuxième Coalition mais en 1801, celle-ci est également battue.

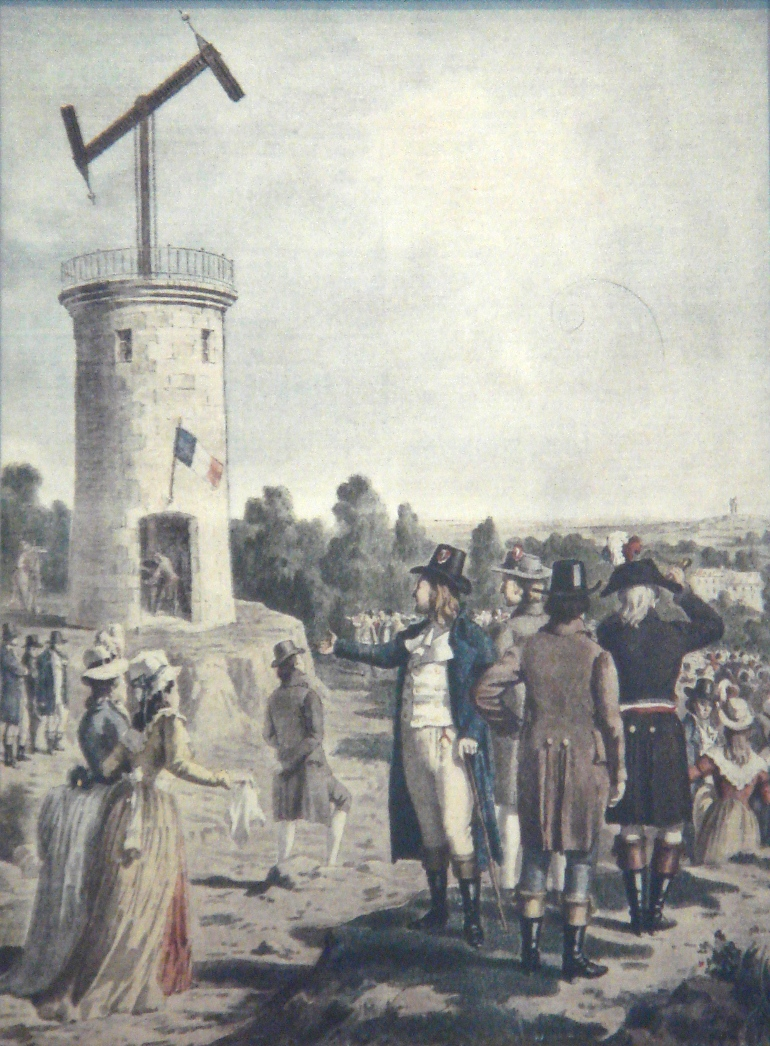
Le télégraphe Chappe, une des principales innovations techniques de cette période, permet une communication rapide entre des armées distantes de plusieurs centaines de kilomètres.

Un autre aspect clé du succès français réside dans les changements opérés dans la classe des officiers. En effet, traditionnellement les armées européennes laissaient les positions principales de commandement à l'aristocratie et malgré les efforts de Richelieu et de Colbert pour ouvrir les postes d'officiers aux roturiers, Louis XVI reviendra en partie sur cela. La nature agitée de la Révolution française déchire la vieille armée française et place des hommes nouveaux aux commandes. En raison de la pression politique, de la concurrence, de la promotion, et des constantes campagnes, la France émerge des guerres de la Révolution avec les meilleurs officiers d'Europe, avantage essentiel pendant les guerres napoléoniennes qui suivirent. Au XIXe siècle, toutes les armées européennes assouplissent les conditions de promotion des officiers afin de se calquer sur le modèle amené par la révolution.
Les guerres révolutionnaires ont également établi la base de la théorie militaire moderne. Les auteurs ayant écrit à cette période ont tiré leur inspiration de la Révolution française où les grandes circonstances ont apparemment mobilisé la nation française entière pour l'effort de guerre. L'Allemand Carl von Clausewitz, par exemple, analyse en profondeur les ères révolutionnaire et napoléonienne pour son livre De la guerre sur les théories militaires. C'est dans ce livre qu'il donne naissance à la notion de « guerre totale ».
Dans leur marche vers Paris en juillet 1792, un bataillon des Marseillais entonne un chant écrit quelques mois plus tôt par Rouget de Lisle pour l'armée du Rhin. Ce chant, très vite appelé La Marseillaise, deviendra l'hymne national français le 14 mars 1879.

### Le Consulat et le Premier Empire

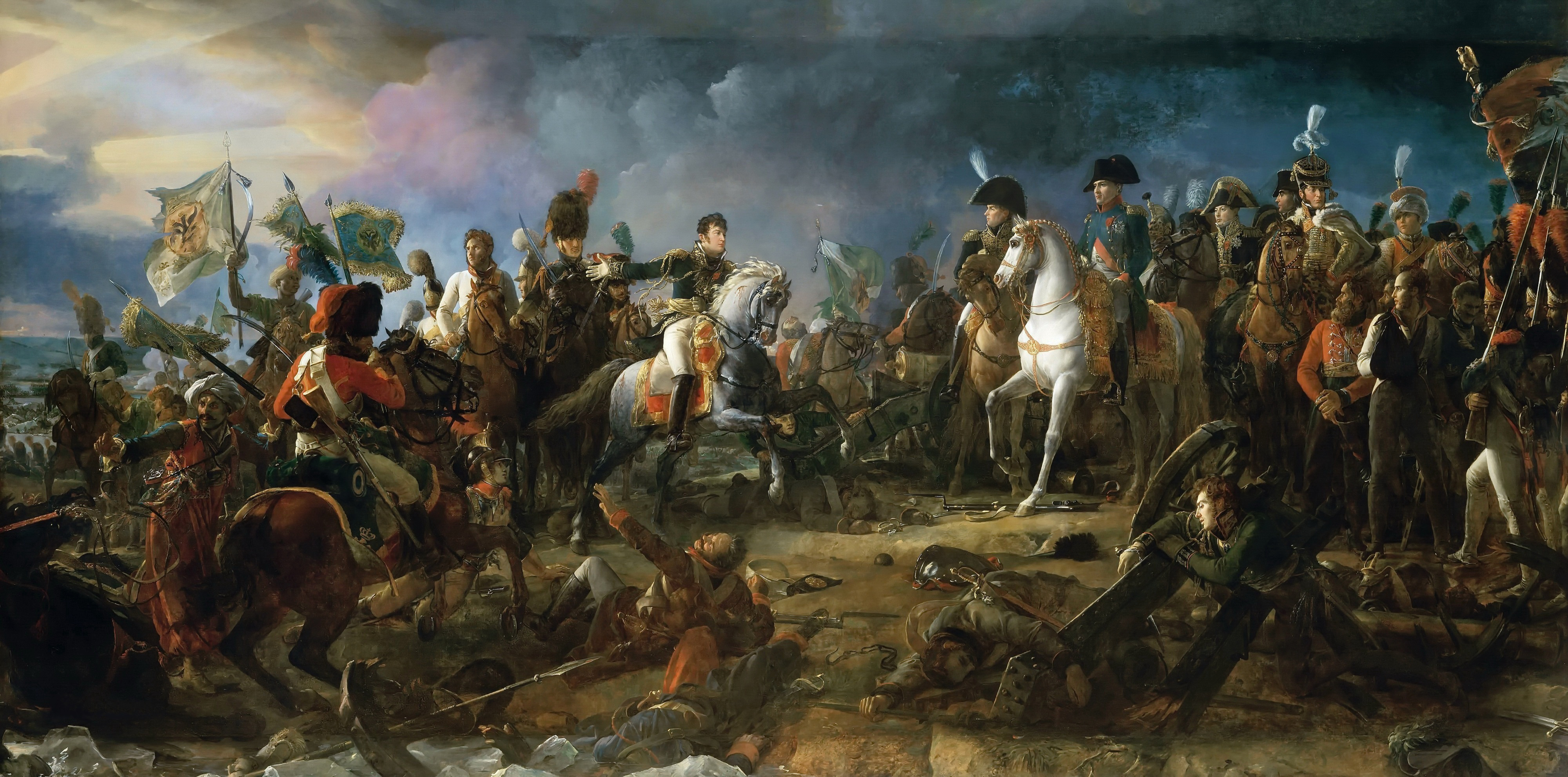
La Bataille d'Austerlitz par François Gérard. Lors de la bataille d'Austerlitz le 2 décembre 1805, la Grande Armée de bat les forces autrichiennes et russes. Outre son importance stratégique, cette bataille, ainsi que la campagne qui l'a précédée est considérée comme le chef-d'œuvre tactique de Napoléon Bonaparte.

Le Consulat, issu du coup d'État du 18 Brumaire an VIII de la République (9 novembre 1799), établit avec la Constitution de l'an VIII un régime politique autoritaire dirigé par trois consuls, le Premier Consul Bonaparte ayant en réalité l'ascendant sur les deux autres consuls, Sieyès et Ducos. Le régime dure jusqu'au 18 mai 1804, date de la proclamation de l'Empire.
Le Premier Empire qui suit le Consulat, est un régime instauré par Napoléon Bonaparte le 18 mai 1804 et s'achevant en avril 1814. Il revit de façon éphémère lors de l'épisode des Cent-Jours, du 20 mars au 22 juin 1815. Le plébiscite du 6 novembre 1804 légitime le passage au Premier Empire. Napoléon Bonaparte est sacré empereur à Notre-Dame de Paris le 2 décembre 1804 sous le nom de Napoléon Ier.

L'Empire napoléonien en 1812. Le Premier Empire français est en bleu foncé, les États satellites en bleu clair.

Les efforts pour transformer la marine en une arme puissante sous Napoléon Ier tournent court avec les défaites d'Aboukir en 1798 et de Trafalgar en 1805. Napoléon mène une politique de relèvement de la marine jusqu'en 1812 mais, après le désastre de Russie, il doit vider les vaisseaux de leurs troupes et de leurs artilleurs pour regarnir l'armée de 1813. Le désastre consacre la domination britannique sur les mers du globe jusqu’à la Première Guerre mondiale.
La maîtrise des mers se révèle en effet un atout fondamental pour les belligérants. Outre que le nord de l'immense empire français communique moins bien avec ses régions méridionales, c'est tout le commerce international qui, pour la première fois, devient un enjeu. Il ne s'agit pas encore de guerre mondiale ; cependant les colonies fournissent des matières premières (et donc indirectement un certain poids diplomatique) aux pays qui y ont accès : le blocus continental a ainsi beaucoup défavorisé la France. La guerre de course menée par des corsaires français comme Robert Surcouf obtient quelques succès dans l'océan Indien mais reste très inférieure aux prises de la Royal Navy sur le commerce de la France et de ses alliés.
Entre 1805 et 1807 puis entre 1811 et 1814, l'armée impériale de Napoléon Ier est surnommée la « Grande Armée ». Sa composition est toutefois assez hétérogène avec notamment l'intégration de très larges contingents étrangers et le recours de plus en plus régulier à la conscription pour compenser les pertes françaises. La Grande Armée atteint ainsi un maximum de 600 000 hommes en 1812 au départ de l'invasion de la Russie.

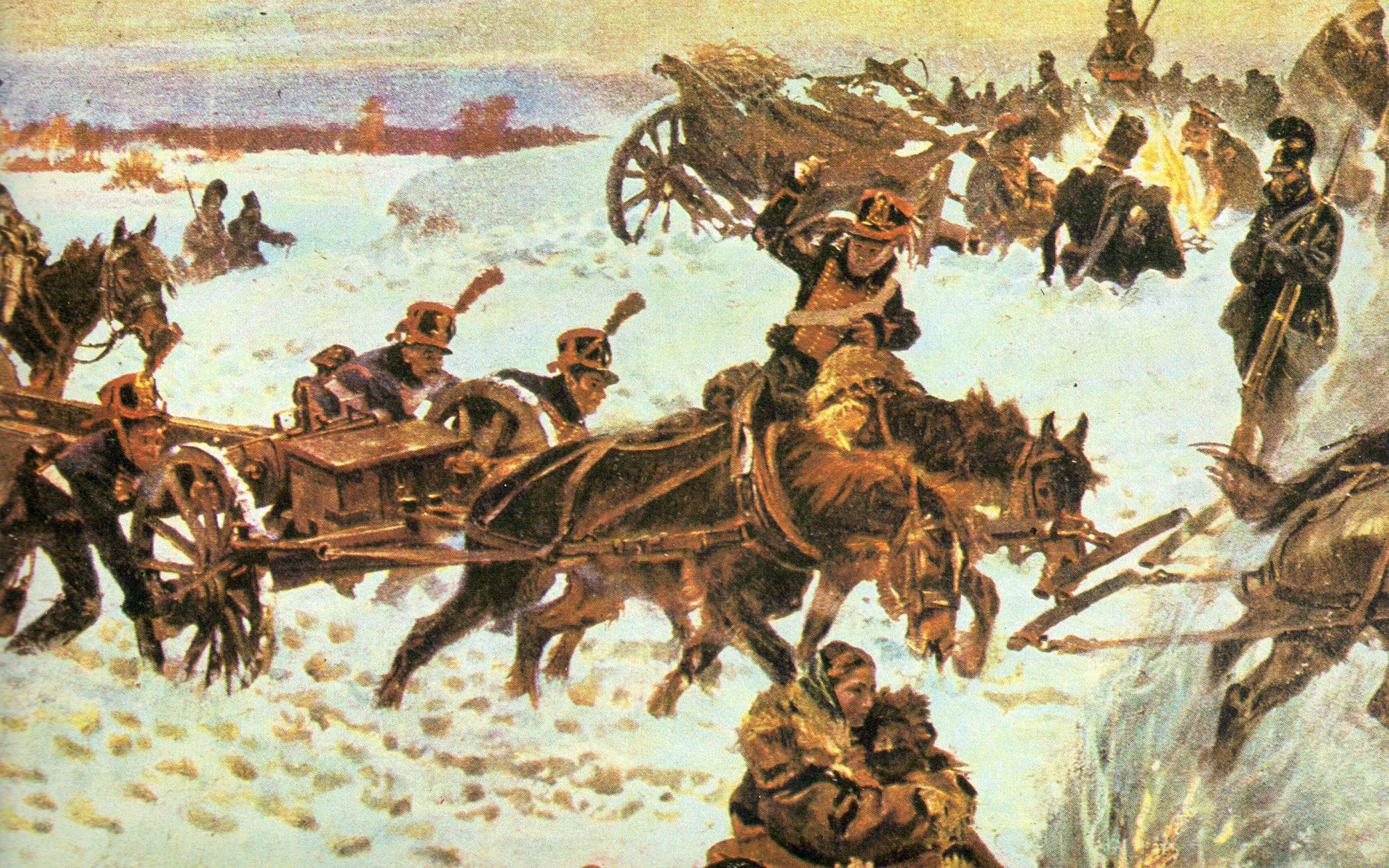
La Retraite de Russie, toile de Wojciech Kossak, 1896. Dans la désastreuse campagne de Russie de 1812, la Grande Armée perd 400000 hommes français ou alliés, morts ou prisonniers, et 180000 chevaux.

En 1813-1814, on assiste au gonflement considérable des effectifs de la Garde impériale par l'incorporation des Marie-Louise, la création de nouveaux régiments (notamment 19 régiments de voltigeurs et 19 régiments de tirailleurs) et par l'essor pris par la Jeune Garde. En 1814, elle compte 110 000 hommes. Elle combat presque continuellement depuis le début de la campagne de Russie en juin 1812 jusqu’à la fin de la campagne de France en 1814.
Les guerres napoléoniennes bouleversent complètement les conceptions sur l’art de la guerre. Avant Napoléon, les États européens avaient des armées relativement petites, avec une forte proportion d’étrangers et de mercenaires combattant parfois leur pays d’origine pour une puissance étrangère. Avec lui, apparaissent les premières armées nationales à recrutement massif.
L'héritage napoléonien est d'importance avec des innovations dans l’augmentation de l'usage de la mobilité pour compenser l'infériorité numérique française : Napoléon en fait des démonstrations brillantes lors de la campagne d’Italie ou de la bataille d'Austerlitz. Le rôle de l’artillerie se trouve considérablement accru : elle forme désormais des unités mobiles et indépendantes et non plus seulement un appui des autres unités et la « Grande Batterie » peut produire un effet de rupture décisif, comme la bataille de Wagram en juillet 1809 en est l'archétype. Ce changement était déjà amorcé sous l’Ancien Régime par plusieurs réformes militaires : celles de Louvois, Colbert et surtout Choiseul et Gribeauval.

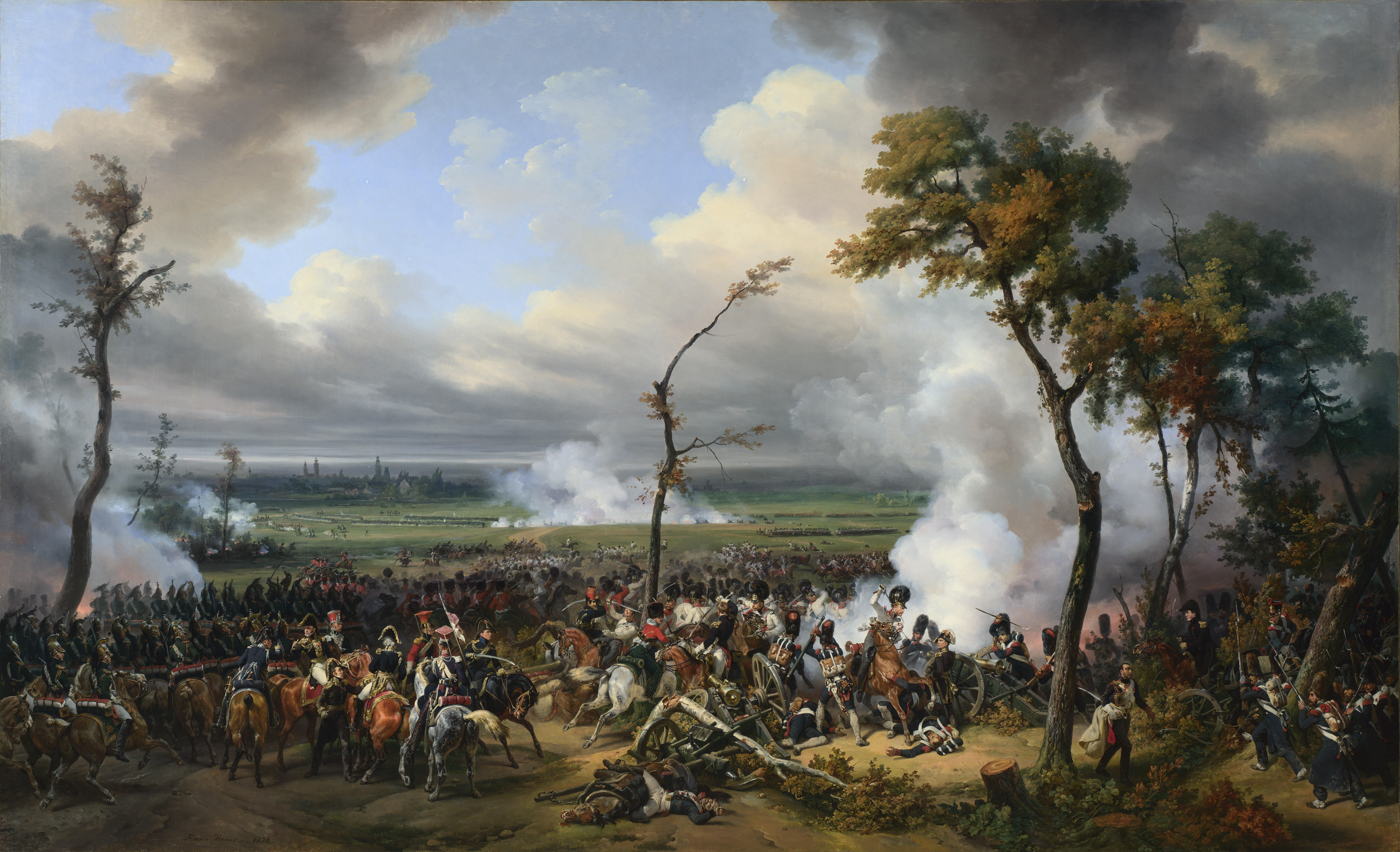
La Bataille de Hanau, toile d'Horace Vernet, 1824. L'artillerie française couvre la retraite de la Grande Armée contre la cavalerie austro-bavaroise pendant la campagne d'Allemagne de 1813.

Napoléon standardise les calibres de canons, de façon à faciliter les approvisionnements et à assurer une meilleure compatibilité entre les pièces. Il sait aussi se servir de la science, notamment dans l’amélioration de l’intendance des armées. Surtout, la conduite de la guerre est changée : le but recherché est la destruction des armées adverses et donc de lui infliger des pertes maximales pendant et après la bataille, par une poursuite de cavalerie légère. L'armée profite aussi des réformes de Lazare Carnot qui a joué un rôle fondamental dans sa réorganisation en 1793-1794, avec des armées devant faire face à des fronts multiples.
Les guerres de cette époque répandent certaines innovations technologiques, comme le télégraphe Chappe qui permet à Carnot de communiquer avec les armées françaises combattant sur les frontières, et l'utilisation des ballons pour observer les positions ennemies : la première utilisation de ballons se fait durant la bataille de Fleurus en 1794. En 1800, le régime fait construire le premier sous-marin de guerre, le Nautilus, par Robert Fulton, modèle expérimental qui ne peut remettre en cause la suprématie des escadres anglaises.

### De la Restauration à la chute du Second Empire

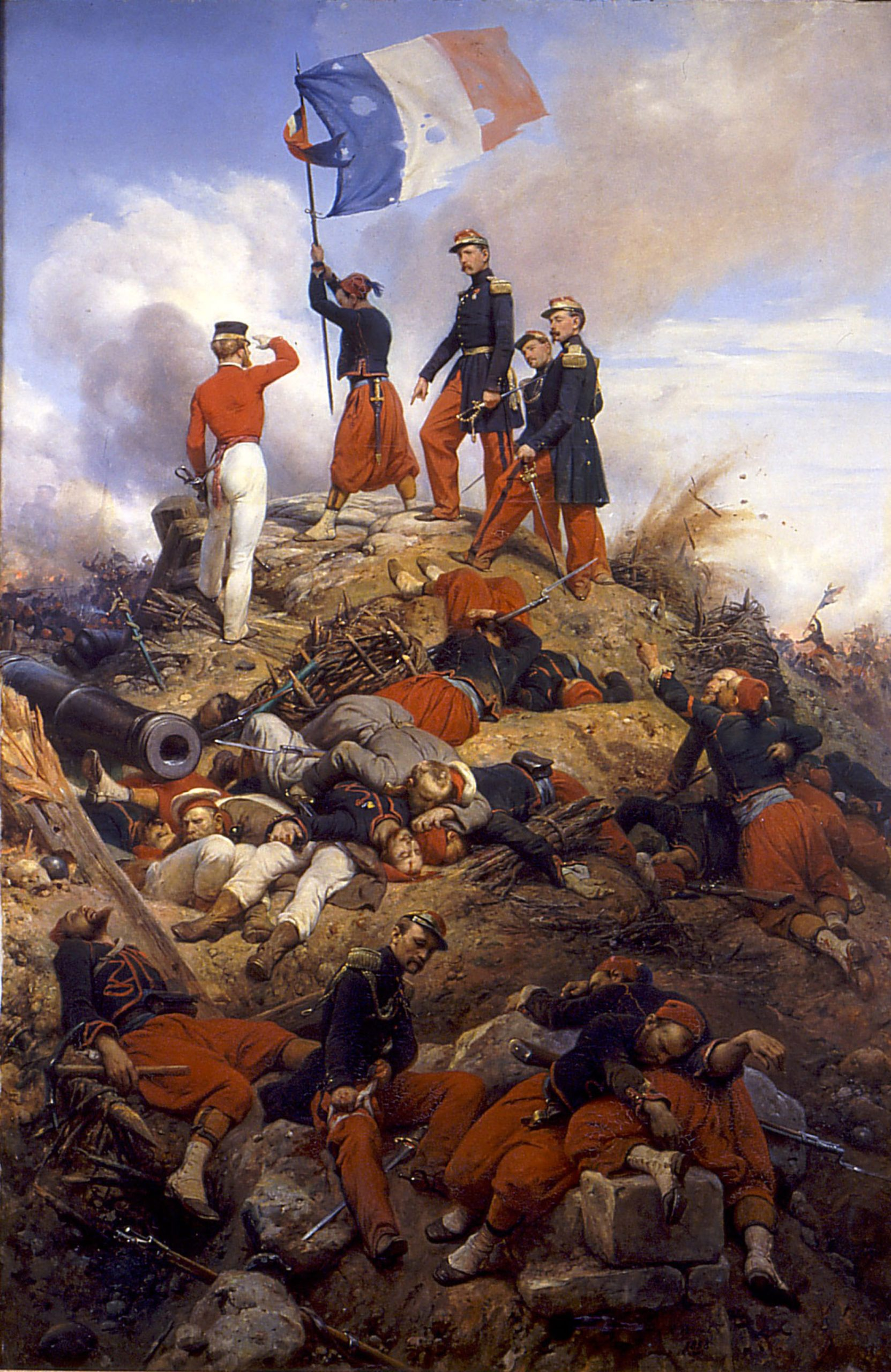
La prise de la tour Malakoff par Horace Vernet. Un officier britannique y salue le drapeau français durant la guerre de Crimée.

La « Restauration » désigne en France le rétablissement de la monarchie française classique des Bourbons qui s'étale de la chute du Premier Empire, le 6 avril 1814, à la révolution de Juillet 1830. Cette période connaît une interruption pendant les Cent-Jours du 20 mars au 22 juin 1815 pendant lesquels Napoléon reprend le pouvoir. Sa défaite à Waterloo entraîne le retour des Bourbons soutenus par la Sainte-Alliance des monarchies européennes. Les anciens militaires de l'Empire sont souvent marginalisés (les demi-soldes), voire poursuivis pendant la Terreur blanche de 1815.
Malgré sa défaite de 1815, la France reste une grande puissance intervenant dans les affaires internationales comme le montrent l'expédition d'Espagne en 1823, l'expédition de Morée en faveur de la Grèce à partir de 1828 et, en 1830, l'expédition d'Alger, amorce de ce qui va être, au cours du siècle, la conquête d'un nouvel empire colonial.
La monarchie de Juillet (1830-1848), sous la branche cadette des Bourbons, réhabilite Napoléon et poursuit la conquête de l'Algérie tout en menant, en Europe, une politique prudente et surtout défensive avec la construction de la ceinture fortifiée de Paris, ville privée d'enceinte défensive depuis 1670.
Le Second Empire est, en France, le régime bonapartiste de Napoléon III s'étalant de 1852 à 1870, entre la Deuxième et la Troisième République. Alors qu'il est président des Français et en opposition avec l'assemblée conservatrice, Louis-Napoléon, s'appuyant sur l'armée, organise le coup d'État du 2 décembre 1851, qui lui permet d'imposer une nouvelle constitution, approuvée par plébiscite, puis de se proclamer empereur, devenant Napoléon III.

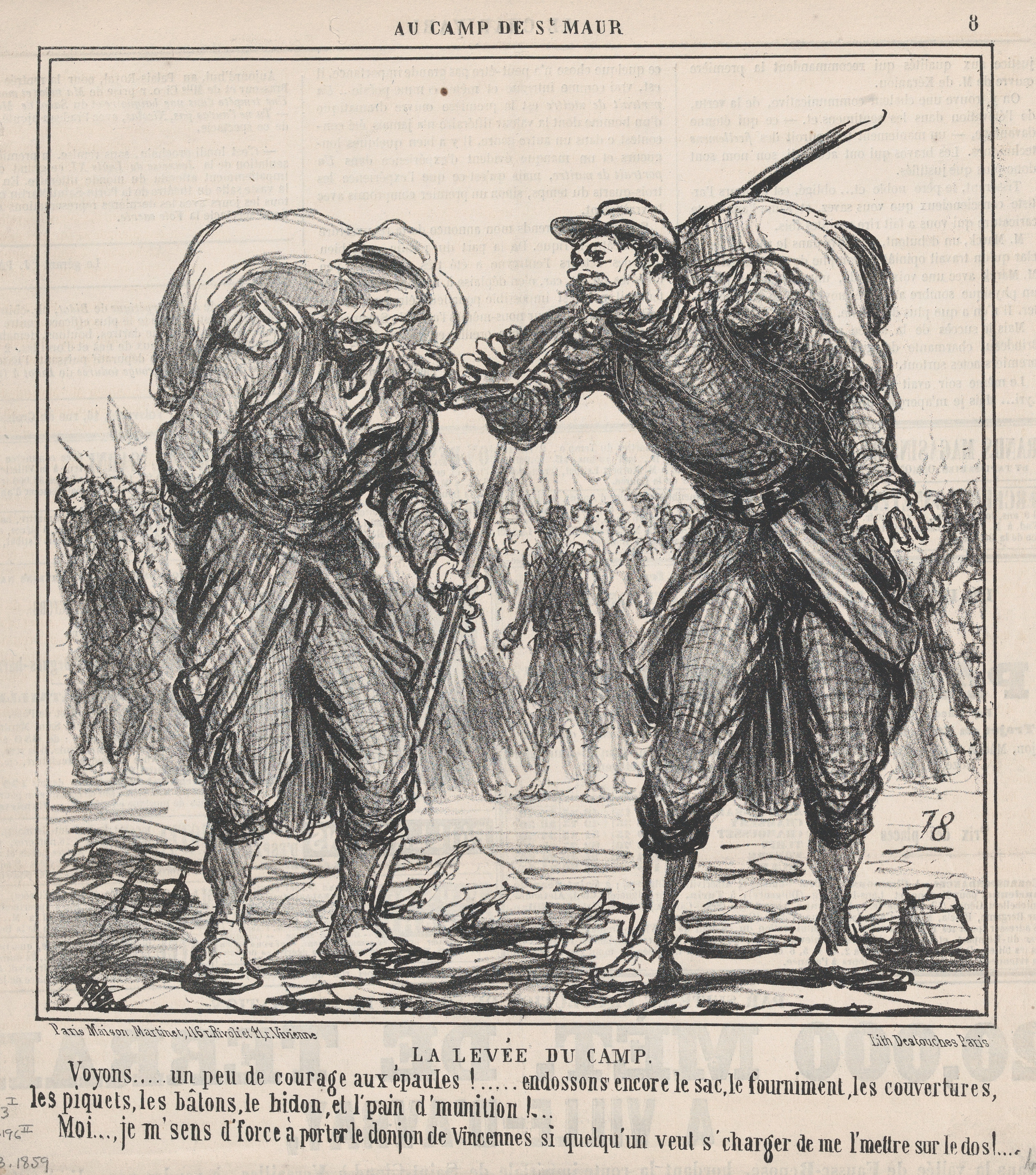
Au Camp de Saint-Maur - La levée du camp, gravure d'Honoré Daumier dans Le Charivari, 1859.

Les forces françaises sont engagées à plusieurs reprises durant cette période avec des fortunes diverses ; la guerre de Crimée de 1853 à 1856 voit les anciens adversaires, France et Royaume-Uni, alliés à l'Empire ottoman, mettre en échec les ambitions de l'Empire russe. En 1859, l'empire d'Autriche est défait dans la guerre de l'unité italienne. Le manque de soins apportés aux blessés de chaque camp est le déclencheur des premières conventions de Genève et de la création de la Croix-Rouge par le Suisse Henri Dunant. Cependant, l'expédition française au Mexique, dans le but de dresser contre les États-Unis un empire catholique allié à la France, tourne au fiasco militaire et diplomatique à cause de la guérilla et de la fin de la guerre de Sécession. L'Empire croit rétablir son prestige par une politique de fermeté face à la Prusse mais la guerre franco-prussienne de 1870 est un désastre pour la France, diplomatiquement isolée et militairement mal préparée face à une armée prussienne qui s'impose comme la première du continent. Cette débâcle sonne le glas du Second Empire tout en scellant l'unification allemande autour de la Prusse.
À la suite de cette guerre, en mars 1871, la Commune de Paris s'insurge contre le gouvernement d'Adolphe Thiers ; sans soutien dans les provinces, elle est écrasée par l'armée des « Versaillais » : la répression militaire est sanglante. La Troisième République s'efforce de rétablir l'unité du pays et le prestige de l'armée. La période 1871-1914 est marquée par des efforts de modernisation comme l'adoption du fusil Lebel modèle 1886 et, en 1897, le canon de campagne de 75 : cette politique de réarmement, jusqu'à l'allongement du service militaire par la loi des Trois ans de 1913, prépare ce qui doit être « l'armée de la Revanche ».

Empire colonial : carte anachronique du premier empire colonial français en vert, et du second en bleu foncé.

### L’empire colonial
L'histoire de l'impérialisme colonial français peut être divisée en deux ères majeures : la première du début du XVIIe au milieu du XVIIIe siècle appelé « premier espace colonial français » et la seconde du début du XIXe au milieu du XXe siècle appelée « second espace colonial français ».
Dans la première phase de son expansion, la France a principalement concentré ses efforts en Amérique du Nord et en Inde, installant des comptoirs commerciaux monopolistiques qui ont été soutenues par la force militaire. Après sa défaite face aux Britanniques durant la guerre de Sept Ans, la France perd ses possessions en Amérique du Nord et en Inde, mais elle parvient à garder ses îles aux Antilles (la Guadeloupe, la Martinique et surtout Saint-Domingue, considérable source de richesses pour la couronne de France).

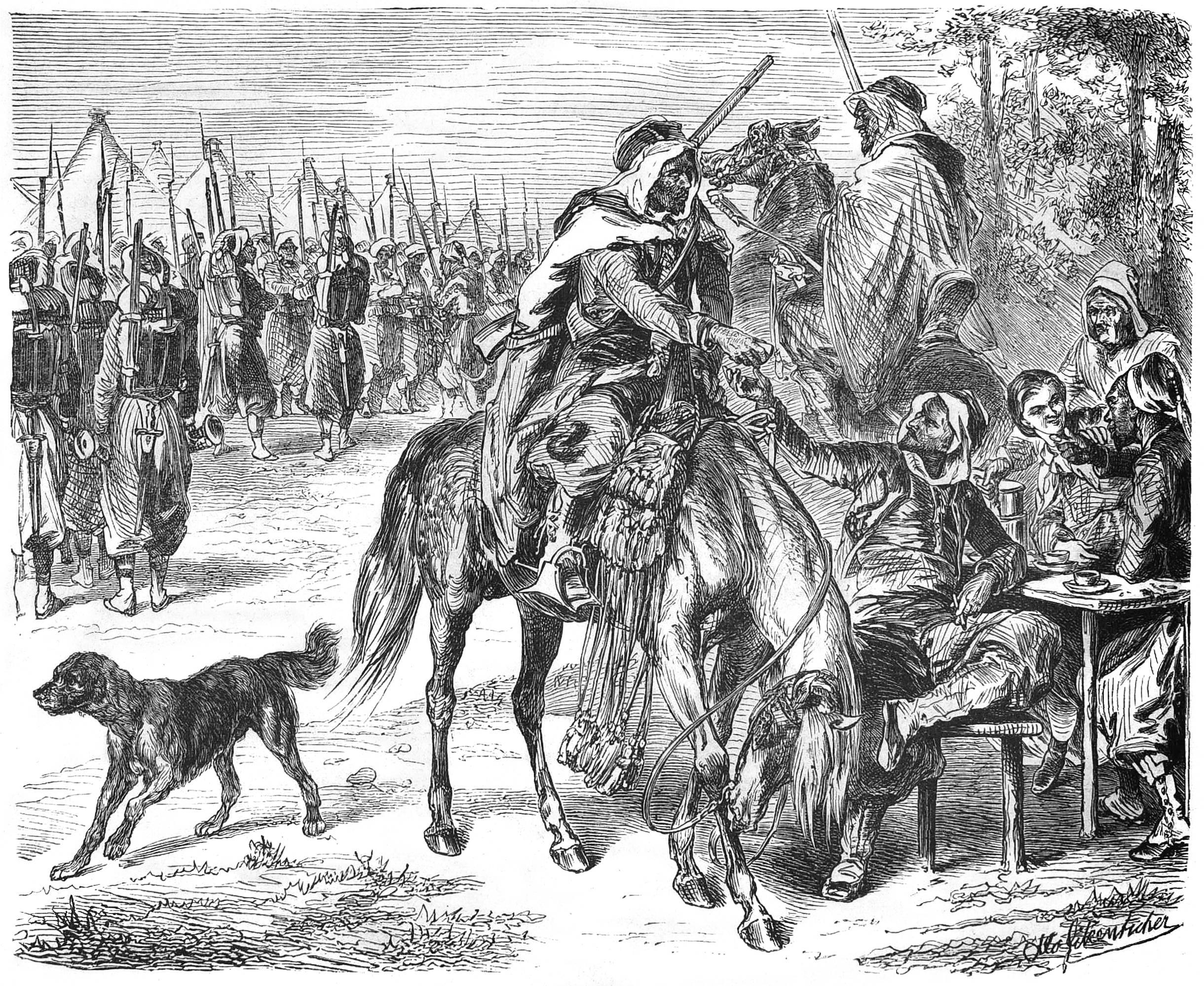
Tirailleurs et spahis algériens de l'armée française. Gravure du magazine allemand Die Gartenlaube, 1870.

La deuxième étape a vu l'établissement, grâce à l'avance technologique de la France, de l'Indochine française (Viêt Nam, Laos et Cambodge modernes) et une suite de succès militaires en Afrique, où elle contrôle les régions actuelles de la Tunisie, de l'Algérie, du Tchad, de Madagascar et de Djibouti.
En 1914 la France a un empire de plus de 13 000 000 km2 et de près de 110 millions de personnes, le deuxième en étendue après l'empire britannique. Après la victoire de la Première Guerre mondiale, la région du Cameroun a été également ajoutée aux possessions françaises, et la Syrie et le Liban sont devenus des mandats français. Pour la majeure partie de la période de 1870 à 1945, la France fut territorialement la troisième plus grande nation au monde. Après la Seconde Guerre mondiale, la France lutte pour préserver ses territoires mais perd la guerre d'Indochine puis la guerre d'Algérie face aux insurrections nationalistes locales.
Dans ce contexte, la France constitue et utilise, pour les besoins durant les conflits de la période, des troupes coloniales.

### La Première Guerre mondiale

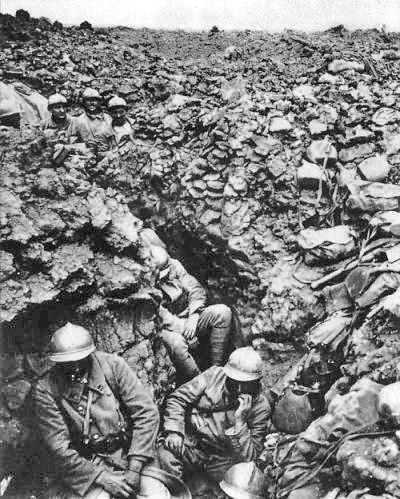
Soldats français à la bataille de Verdun en 1916.

La Première Guerre mondiale se tient principalement en Europe de 1914 à 1918.
La course aux armements et les rivalités économiques et coloniales ont engendré un système d'alliances (Triplice contre Triple-Entente) qui amorce un engrenage infernal impliquant tous les pays du continent européen, leurs dépendances et alliés. Tous les partis politiques français s'allient dès le début de la guerre dans l'Union Sacrée pour faire face à la guerre.
L'Alsace-Lorraine, perdue à la suite de la guerre franco-prussienne de 1870 est intégrée à l'Empire allemand et devient un motif de revanche aux relents germanophobes. Dès 1911, sous l'impulsion du maréchal Joseph Joffre, l'état-major général de l'armée française prépare la guerre en réorganisant et modernisant l'armée. Le plan XVII, prévoyant l'invasion de l'Alsace en un mouvement rapide, est élaboré pour reconquérir ce territoire.
La mobilisation générale en 1914 envoie 3,6 millions d'hommes sous les drapeaux, un total d'environ 8,6 millions sont engagés dans ce conflit (13,3 millions pour l'Allemagne). Cet effort de mobilisation de la France n'est égalé en pourcentage que par celui de la Serbie : 85 à 90 % de chaque classe d'âge, est mobilisée.
Le début du conflit est essentiellement une guerre de mouvement où la mobilité des troupes est mise en avant pour prendre l'avantage sur l'ennemi mais une fois le front fixé, se transforme en une guerre de position. Les estimations des pertes de la journée du 22 août 1914 lors de la bataille des Frontières sont de 25 000 ou 27 000 Français tués : « C'est ainsi que la journée du 22 août 1914 apparaît comme la plus meurtrière de toute la Première Guerre mondiale pour l'armée française » ou comme « le jour le plus sanglant de l’histoire de France ». L’armée française livre une contre-offensive d’envergure : c’est la première bataille de la Marne. Les Allemands sont vaincus et repoussés au-delà de la Marne.

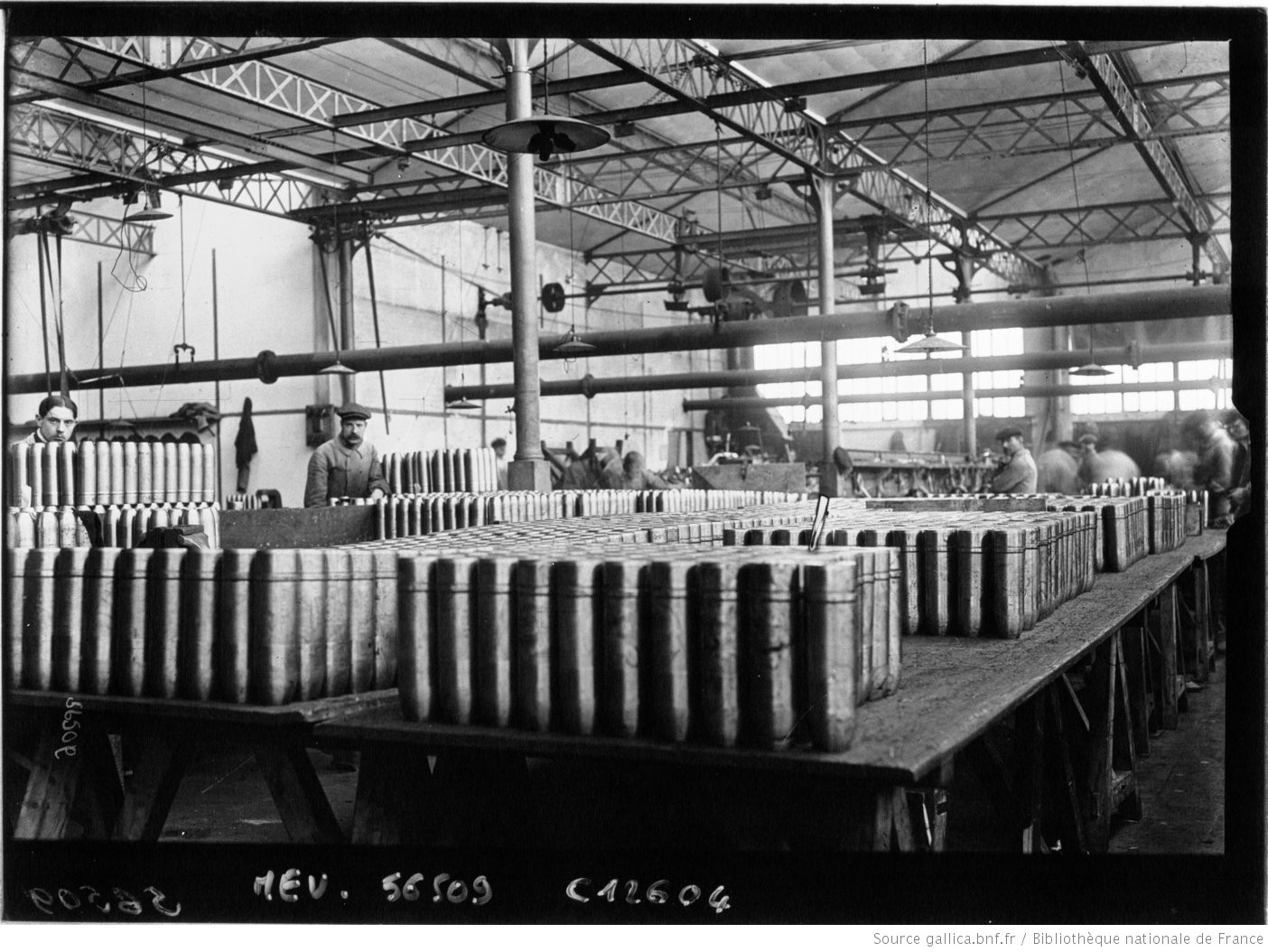
La guerre est aussi un effort industriel sans précédent. Fabrication d'obus du canon de 75 à l'usine Darracq de Suresnes en 1915.

Le front s'étend sur 750 kilomètres de la mer du Nord aux Vosges face à l'armée impériale allemande. Cette période d'utilisation intensive de tranchées et de fortifications, où les conditions de vie des « poilus » sont très difficiles, marquera beaucoup la société française de l'époque.
Les combats les plus âpres se déroulent par phases successives où les attaques se font par assauts massifs à la baïonnette d'une tranchée à une autre mais l'emploi de nouvelles armes comme les mitrailleuses ou le barbelé remet en question ces tactiques obsolètes. L'idée d'« offensive à outrance » prônée par Ferdinand Foch aura une grande influence sur les officiers français en 1914. Elle sera associée à la lutte énergique pour le soutien du moral des troupes de Georges Clemenceau, ministre de la Guerre de l'époque. La lassitude et les lourdes pertes pour le peu de terrain gagné entraînent des mutineries et des désertions au sein des armées impliquées.
Les batailles les plus importantes sont les deux batailles de la Marne, de la Somme, du Chemin des Dames et celle de Verdun, véritable symbole de la résistance française qui se soldera par la mort de près de 300 000 soldats.

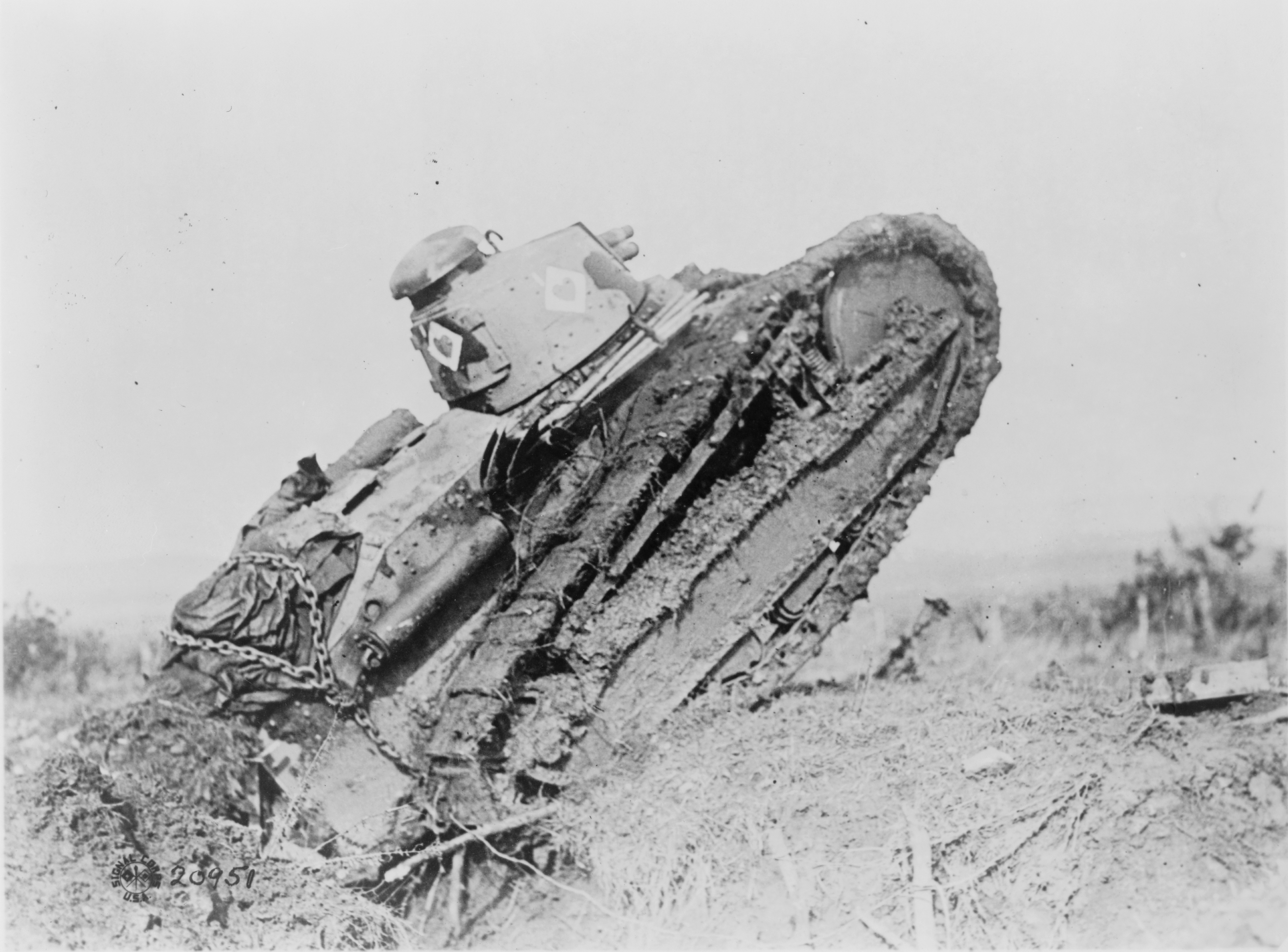
Char Renault FT-17 français en 1918.

Les chars de combat sont le fruit de cette guerre, l'aviation militaire (reconnaissance aérienne, bombardements de position et combats aériens) et les armes chimiques, comme le gaz moutarde, y sont pour la première fois utilisés massivement. Le lance-flammes, lui, est utilisé de manière expérimentale.
Le développement de l'aviation se fait par une course aux records pour prendre l'avantage sur l'ennemi, l'armement est amélioré avec les premières mitrailleuses synchronisées avec les hélices. Le parachute fait son apparition. Au sol, les aérodromes sont de plus en plus nombreux et l'avion est fabriqué en série. René Fonck et Georges Guynemer s'imposent comme des as français de l'aviation.
L'artillerie de campagne, très mobile, a vu son utilisation étendue pendant la guerre, et sera même utilisée pendant la Seconde Guerre mondiale.
Presque toutes les armées européennes avaient compris l'utilité de dissimuler leurs soldats à la vue de l'ennemi en arborant des uniformes de couleur kaki, beige ou moutarde. La France, au début du conflit, conservait des tenues d'un style hérité de la guerre de 1870, dans des teintes bleues et rouge vif. Il faut attendre la fin 1915 pour que les uniformes changent de teinte pour un bleu horizon plus discret.
L'effectif maximum est atteint en juillet 1917, avec 4,98 millions d'hommes mobilisés, auxquels il faut ajouter les effectifs issus des populations coloniales non pleinement citoyennes (à différents égards), les « indigènes » et assimilés soit 608 000, mais aussi les volontaires étrangers (40 000 au total dont 1/3 d'Italiens).
L'effectif sous les drapeaux début novembre 1918 est de 4,8 millions d'hommes environ :
- 2,1 millions « à l'avant », plus 427 000 à l'extérieur
- 156 000 pour la Marine
- 468 000 dans les unités de l'intérieur (garde voies, services divers et permissionnaires, équipes agricoles des zones d'armées)
- 381 000 indisponibles (reflète diverses situations, des déserteurs aux grands blessés en fin de guérison et renvoyables au front)
- 240 000 à l'entraînement
- 1,2 million d'hommes mobilisés et mobilisables employés hors de l'armée : services publics, usines, mines, navigation, travaux agricoles, sursis d'appel[76]

Sur 1 540 000 combattants engagés à la fin du mois d'octobre 1918, l'Armée de terre dispose alors de 761 000 fantassins, 525 000 artilleurs, 66 000 cavaliers, 103 000 sapeurs et 45 000 aviateurs et aérostiers.
Les séquelles de guerre sont importantes en France car c'est de loin la guerre la plus meurtrière qu'ait connue le pays, avec quelque 1 357 800 morts, 4 266 000 blessés et environ 535 411 prisonniers de guerre en Allemagne. Grâce à ses sacrifices et sa victoire sur l'Allemagne, l'armée française est considérée comme la première du monde.
L'armée française subit environ 50 % de ses pertes en 1914 et 1915, 20 % en 1916, 10 % en 1917 et 20 % en 1918.
La carte de l'Europe est profondément redessinée par les traités de paix concluant la fin de la guerre.

### La Seconde Guerre mondiale

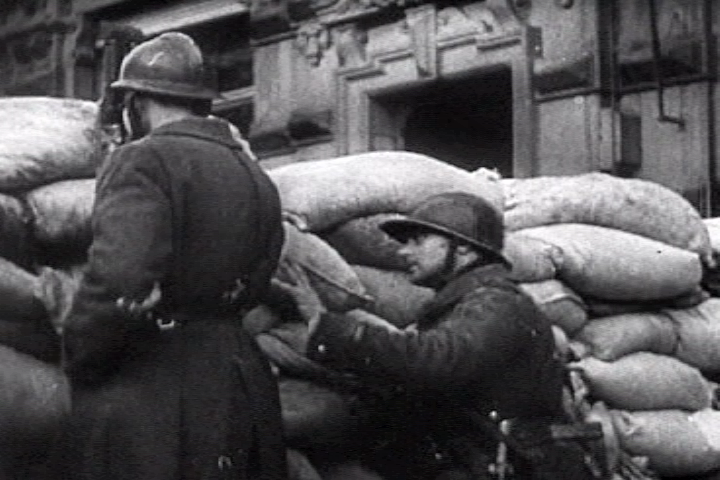
Barricades à Paris durant la bataille de France en 1940. La capitale étant déclarée ville ouverte, il n'y a aucun combat lors de l'arrivée de la Wehrmacht le 14 juin 1940.

Le traumatisme causé par les lourdes pertes de la Grande Guerre conduit la France à mener une politique défensive. L'élaboration de fortifications permanentes aux frontières commence dès les années 1920.
Jusqu’en 1936, la marine nationale est dotée du plus gros budget de défense. L’Exposition universelle de 1931 a exalté la puissance coloniale de la France, alors à son apogée, et la marine joue un rôle essentiel dans la relation entre la France et son empire.
| Budget de la défense par armée | 1926-1936 | 1937 | 1938 | 1939 |
| ------------------------------ | --------- | ---- | ---- | ---- |
| Terre                          | 31 %      | 40 % | 43 % | 32 % |
| Air                            | 27 %      | 32 % | 33 % | 51 % |
| Mer                            | 42 %      | 28 % | 24 % | 17 % |

La mobilisation industrielle face au réarmement du Troisième Reich démarre à partir de 1937 avec un programme devant s'étaler jusqu'en fin 1940 devant fournir 3 210 chars de combat dont 2 500 chars. 3 468 sont effectivement réalisés au 10 mai 1940 dont 2 655 légers (surtout des Renault R35 et des Hotchkiss H-39; les chars moyens étant des Somua S-35 et des B1). Les budgets alloués trop tardivement à l’aviation française n’ont pas permis de rattraper le retard et elle s’est trouvée d’emblée en état d’infériorité face à la Luftwaffe.

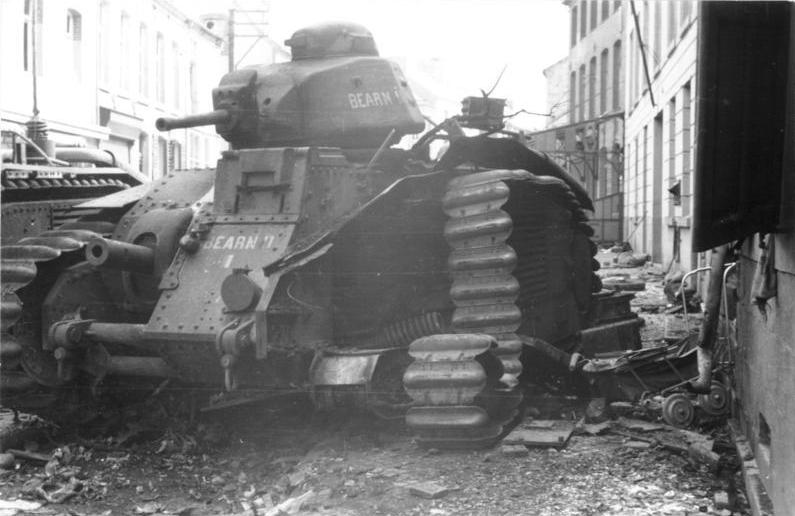
Char français B1 détruit pendant la bataille de France en mai 1940 : mal coordonnés, mal pourvus en équipement radio et en soutien aérien, les chars français ne peuvent arrêter les Panzerdivisionen allemandes.

Contrairement à 1914, le début de la Seconde Guerre mondiale sur le front ouest est une « drôle de guerre » où les forces terrestres franco-britanniques restent quasiment l'arme au pied derrière la ligne Maginot, leur seule offensive étant la campagne de Norvège en avril 1940, contrecarrée par l'opération Weserübung allemande du 9 avril au 10 juin 1940.
L'armée française en 1940 compte près de 5 millions d'hommes mobilisés et encadrés par 120 000 officiers. L'armée de terre déployait de la Suisse à la mer du Nord 2 240 000 combattants groupés en 94 divisions dont 20 d'active et 74 de réservistes auxquelles s'ajoute l'armée des Alpes à proximité de l'Italie et 600 000 hommes dispersés dans l'empire colonial français. Cependant, les tactiques utilisées remontant à la guerre de position sont désuètes et des évolutions stratégiques dans l'utilisation des blindés (Au contraire de l'Allemagne, la France utilise à l'époque ses chars d'assaut en soutien des unités d'infanterie, alors que les Allemands, suivant en cela les thèses de Guderian, rassemblent leurs blindés en grandes unités permettant de prendre l'avantage localement) fait que l'armée française est écrasée lors de la bataille de France où elle ne peut faire face à la machine de guerre allemande, ni surtout à sa tactique de Blitzkrieg. Les développements dans l'aviation permettent d'attaquer plus loin que la ligne de front : les bombardements massifs aériens ne visent plus directement les positions adverses mais attaquent les moyens de productions (usines) ou les voies logistiques adverses (ponts, lignes de chemin de fer).

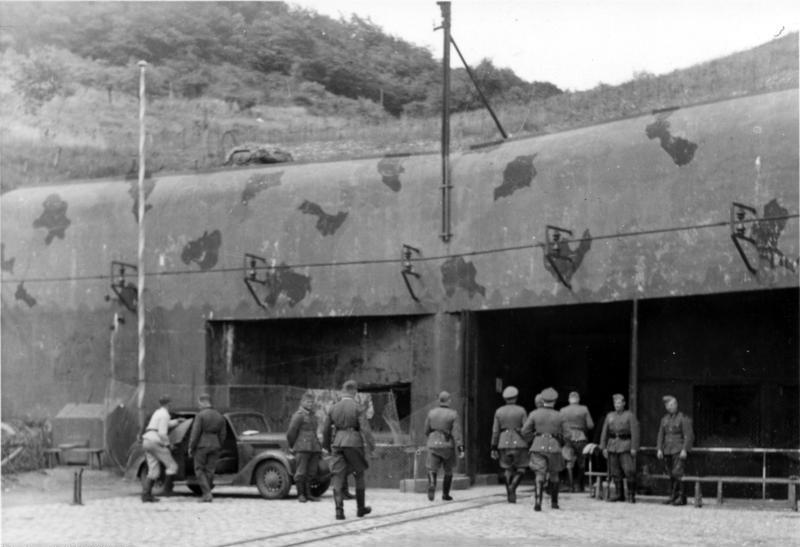
La ligne Maginot devait protéger la frontière de l'Est : les Allemands la contournent par la trouée de Sedan et l'occupent après l'armistice de juin 1940.

L'armistice de Rethondes ne laisse au nouveau régime de Vichy qu'une Armée de Vichy de 100 000 hommes en métropole avec des garnisons dans les colonies.
La guerre franco-thaïlandaise qui débute fin 1940 se conclut le 9 mai 1941 avec la cession de quatre provinces indochinoises à la Thaïlande, sous la pression japonaise, et malgré la victorieuse bataille navale de Koh Chang.
L'État français, s'il n'a plus la maîtrise de ses forces en Europe, va tout de même, par l'action efficace de Weygand, permettre la réorganisation d'une armée d'Afrique digne de ce nom, armée qui sera après 1942 l'un des outils les plus efficaces de l'armée française de la Libération.
L'effort premier de sa renaissance vient du général Charles de Gaulle, qui depuis le Royaume-Uni, reconstitue des Forces françaises libres. Celles-ci doivent, parfois, se battre contre l'armée de Vichy pour reconquérir certains territoires de l'Afrique-Équatoriale française et la Syrie avant d'être engagées dans la guerre du désert en Afrique du Nord. Certains groupes de soldats sont envoyés en soutien aux autres pays alliés, comme les groupes de chasse Normandie-Niémen, Alsace et Île-de-France.
L'opération Torch qui voit le débarquement des forces alliées en Afrique du Nord française permet, à partir du 8 novembre 1942, à l'armée d'Afrique de rentrer dans le combat. L'Armée française de la Libération participe aussitôt à la campagne de Tunisie puis à celle d'Italie à partir de 1943 ou le Corps expéditionnaire français (CEF) du maréchal Juin enfonce la Ligne Gustave en mai 1944 et permet aux Alliés de reprendre leur progression vers Rome, interrompue depuis janvier 1944. Le maréchal Juin écrira plus tard : « L'armée d'Afrique venue combattre en Italie a marqué la renaissance des armées françaises ».

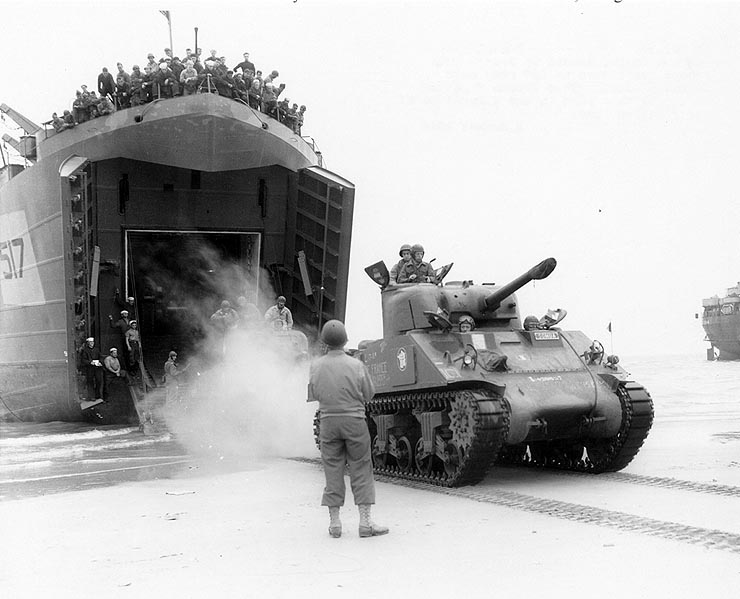
M4 Sherman de la 2e DB débarquant sur Utah Beach en Normandie le 4 août 1944.

En 1939, la Marine nationale française est la quatrième puissance maritime mondiale. La flotte en service rassemble 176 bâtiments de combat pour un tonnage global de 554 442 tonnes, avec 2 croiseurs de bataille, 5 cuirassés (un sixième en achèvement et un septième en construction), 1 porte-avions, 1 transport d'hydravions, 19 croiseurs, 32 contre-torpilleurs, 38 torpilleurs et 78 sous-marins. Il faut ajouter les 117 petits bâtiments de combat (avisos coloniaux et avisos dragueurs de mines, chasseurs de sous-marins, canonnières fluviales…) et auxiliaires (pétroliers et ravitailleurs, mouilleurs de mines et de filets, dépanneurs d'aviation…) représentant environ 240 000 tonnes. Avec la mobilisation, la marine dispose de 160 000 hommes. La majeure partie de la flotte a été mise en service à partir de 1926, les plus anciens ne sont donc en service que depuis 13 ans à l'exception des 5 cuirassés (dont 3 modernisés en 1935-1936), d'avisos et de quelques bâtiments auxiliaires survivants de la Première Guerre mondiale.
Elle sort quasiment intacte de la défaite de 1940. Mais en juillet 1940, les Britanniques attaquent la flotte à Mers El Kébir et la détruisent par crainte du danger qu'elle représente. L'autre moitié de la flotte, groupée à Toulon, se saborde le 27 novembre 1942 pour éviter de tomber aux mains des Allemands qui envahissent la zone libre. En 1945, la marine française libre dispose d'une centaine d'unités françaises et 140 bâtiments légers cédés par les Alliés, soit un tonnage de 350 000 tonnes, la moitié seulement de sa puissance de 1939 avec la majorité de ses navires de ligne hors de combat ou obsolètes. Au total, 98 navires (dont 5 des Forces navales françaises libres) furent perdus durant ce conflit.
La bataille de Normandie voit l'engagement de la 2e division blindée menée par le général Leclerc qui libère Paris puis Strasbourg.

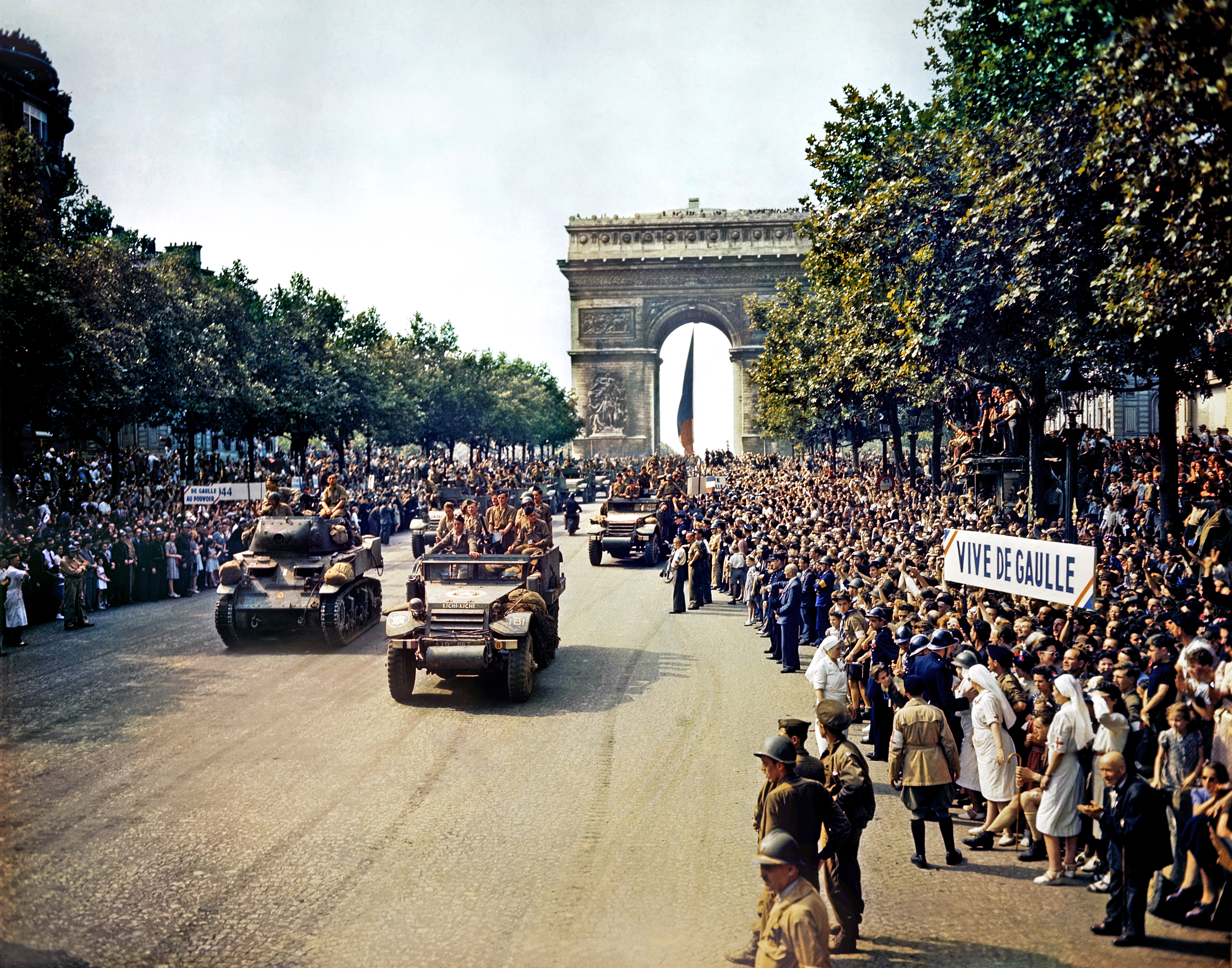
Entrée dans Paris de la 2e division blindée du général Leclerc, le 23 août 1944.

À partir du 15 août 1944 s'effectue le débarquement en Provence. Sur les 500 000 soldats alliés, 230 000 sont de la 1re Armée française, composée à 90 % d'unités de l'Armée d'Afrique (dont 112 000 Maghrébins),,. Les forces françaises y sont représentées par le général de Lattre de Tassigny.
La libération du territoire national permet l'incorporation des Forces françaises de l'intérieur dans l'armée régulière qui, en 1945, franchit le Rhin et conquiert une partie du sud de l'Allemagne et une partie des Alpes autrichiennes. Mais après la loi de « dégagement des cadres » du 26 mars 1946, il n'y aurait plus, en 1947, que 1 815 officiers « intégrés », venus des FFI, soit 5 % du nombre total d'officiers.
Le 9 mars 1945, la garnison en Indochine française, province restée « neutre » à la suite de l'occupation japonaise dès 1940, est attaquée par surprise par l'armée impériale japonaise. Sur les 40 000 Français métropolitains dans la région dont 18 000 militaires, plus de 3 000 perdent la vie en moins de 48 heures. Les six mois de captivité qui suivent coûtent la vie à plus de 1 500 disparus.
En mai 1945, 1 500 000 hommes étaient sous les drapeaux à la suite d'une nouvelle mobilisation.
Le bilan des pertes humaines dans les forces françaises est de 211 000 morts et plusieurs centaines de milliers de blessés.
Pour la période entre novembre 1942 et mai 1945, les pertes militaires de l'Armée française de la Libération fournies par le Service historique de la défense sont de 5 187 tués (dont 3 458 Maghrébins) de novembre 1942 à mai 1943 en Tunisie, de 6 255 tués (dont 4 000 Maghrébins) en Italie de novembre 1943 à juin 1944 et de 10 461 tués (dont 3 716 Maghrébins) en France et en Allemagne du 15 août 1944 au 8 mai 1945 soit au total environ 22 000 tués (dont 11 000 Maghrébins).

### La guerre froide et la décolonisation

Situation de l’alignement des pays du Monde sur les deux blocs en 1980; les guérillas liées à la guerre froide sont mentionnées.

À la fin de la Seconde Guerre mondiale, deux superpuissances émergent : l'URSS et les États-Unis. Ils s'engagent dans une guerre d'influence en luttant pour imposer leurs points de vue sur le monde. Les rivalités voient leur apogée lors des nombreux conflits périphériques, tels la guerre de Corée, la guerre du Viêt Nam et la guerre d'Afghanistan, c'est-à-dire dans des guerres où les deux « grands » se combattent indirectement.
La France se place naturellement dans le bloc de l'Ouest et dans l'OTAN, son organisation politico-militaire, avec laquelle elle était historiquement plus proche.
Face à l'Armée rouge installée chez ses alliés du pacte de Varsovie à « deux étapes du Tour de France », disait De Gaulle, les Forces françaises en Allemagne passèrent rapidement du statut de force d'occupation à force de protection de son ex-ennemi et nouvel allié allemand et l'immense majorité des unités lourdes est entraînée dans l'éventualité d'une invasion soviétique ; jusqu’à 80 000 hommes sont stationnés en Allemagne de l'Ouest jusqu'au début des années 1990.
Avec le premier essai soviétique de la bombe A qui a lieu le 29 août 1949, c'est le début de la prolifération des armes nucléaires. Les États-Unis d'Amérique ne détiennent plus ce monopole mais disposent d'une grande puissance économique et financière qui leur permet d'équiper de matériels neufs ses alliés.

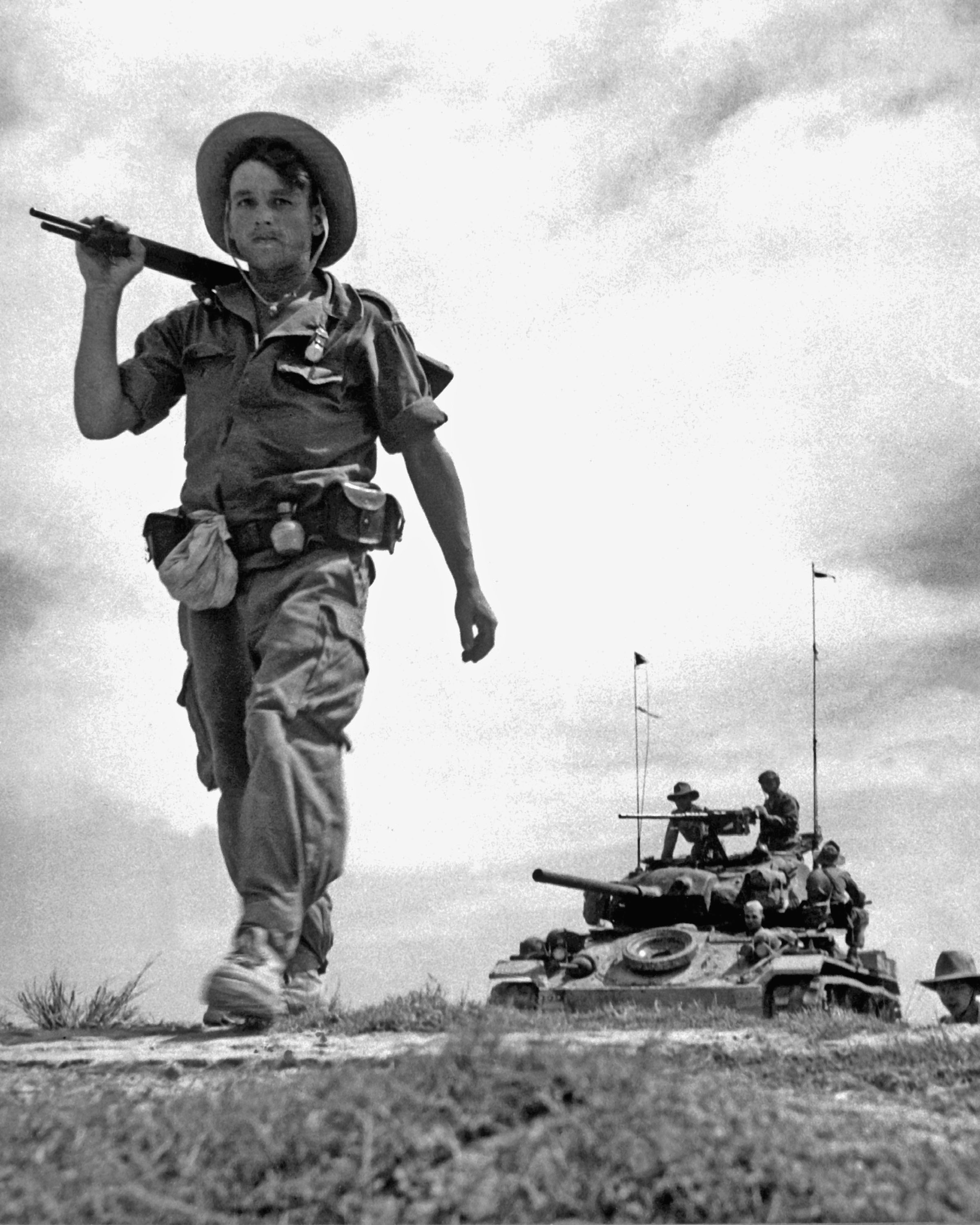
Légionnaires en Indochine française en 1954. Les pertes sont très lourdes par rapport aux autres armes durant la guerre d'Indochine.

La France a grandement bénéficié des largesses du Programme d'assistance militaire et jusqu'au début des années 1960, la grande majorité de son matériel lourd est américain.
La guerre d'Indochine qui débute quelques mois après la fin de la Seconde Guerre mondiale voit une France encore profondément marquée par la guerre et par la perte de sa puissance devoir se confronter à des revendications anticolonialistes. Or Paris considère que son Empire est l'un des rares atouts lui permettant de « tenir son rang » et choisit de se battre contre une rébellion indépendantiste communiste de plus en plus forte avec des moyens insuffisants (115 000 hommes en 1947 tout inclus, 240 000 en 1954 plus 260 000 des États associés d'Indochine). Seules les unités professionnelles sont engagées, appuyées par les forces locales dans la lutte contre le Việt Minh; ces forces représentent une partie importante des troupes: à Điện Biên Phủ, du côté français, 50 % des effectifs sont d'origine indochinoise. Malgré le soutien matériel apporté par les États-Unis à partir de 1950 au nom de la lutte contre le communisme, la défaite lors de la bataille de Điện Biên Phủ sonne le glas de la présence française en Indochine. À cette bataille, la stratégie française inspirée des Chindits, les tactiques reposant sur des unités aéroportées et le placement hasardeux du camp met la garnison française en difficulté face aux nombreuses vagues d’assaut et au pilonnage des mortiers ennemis. 40 000 militaires français ont péri dans cette guerre.
L'Organisation des Nations unies a du mal à maintenir la paix et la sécurité dans le monde, et c'est sous le patronage nominal de l'ONU mais sous commandement américain que la France déploie, en pleine guerre d'Indochine où ses unités professionnelles sont lourdement engagées, le Bataillon français de l'ONU, une unité de circonstance constituée de volontaires de toutes armes dans la guerre de Corée entre la fin 1950 et 1953. Cette modeste force par rapport aux effectifs des autres belligérants se bat avec courage et subit de lourdes pertes. Sur les 3 421 hommes engagés au total, 262 furent tués, 1 008 blessés, 12 faits prisonniers et 7 portés disparus.
De 1954 à 1962, la France est engagée dans une autre guerre de décolonisation, la guerre d'Algérie. Ce pays étant considéré comme une partie intégrante du territoire national, et non comme une colonie parmi d'autres, le contingent y est déployé massivement. L'armée française maintient un effectif de plus 400 000 hommes sur le terrain soit un tiers de son effectif (En 1961, cela représente plus de 477 000 hommes dont 33 000 officiers), qui comprend également des unités de supplétifs musulmans appelés « Harkis » (entre 236 000 et 400 000). Les Français s'y battent contre le Front de libération nationale qui utilise des méthodes terroristes pour l'emporter. Les représailles de l'armée sont extrêmement dures : on a pu noter ainsi le recours à la torture pour des opérations de renseignement anti-terroristes, notamment au moment de la bataille d'Alger en 1957. En parallèle avec ce conflit, la France, la Grande-Bretagne et Israël lancent une offensive contre l'Égypte en 1956 durant la crise du canal de Suez, l'opération Mousquetaire est un succès mais les Européens doivent se retirer face à de très fortes pressions des superpuissances; Moscou menace de bombarder Paris et Londres en utilisant l'arme atomique.
La Quatrième République se montre incapable d'apporter une solution politique et militaire durable au conflit algérien, ce qui incite une partie de l'armée à envisager un coup de force contre le pouvoir politique, jugé inapte et incompétent. Les militaires présents en Algérie décident de soutenir le retour au pouvoir de Charles de Gaulle en instaurant un comité de salut public à Alger puis en Corse durant la crise de mai 1958 et en menaçant d'envoyer les parachutistes sur Paris dans le cadre de l'opération Résurrection.
Militairement vainqueur sur le terrain en Algérie, le gouvernement français doit, pour des raisons politiques, laisser ce pays à son destin, ce qui provoque la tentative ratée du putsch d'Alger du 23 avril 1961, conduit par quelques officiers supérieurs de l'armée en Algérie.
Après que son ancien empire eut formé de nouveaux États indépendants ; la France continue d'avoir des rapports privilégiés avec nombre d'entre eux et signe des accords de défense qui la font intervenir à plusieurs reprises sur le continent africain comme en Mauritanie, au Tchad ou en République centrafricaine. Bien que le Zaïre soit une ancienne dépendance belge, ce pays est, avec le sauvetage de Kolwezi en mai 1978, le théâtre de l'une des plus spectaculaires de ces opérations. Ainsi, de 1977 à 1980 toutes les opérations de guerre que la France mène en Afrique sont des succès militaires. Le colonel Goya attribue la réussite de ce système d'intervention rapide à « des institutions autorisant un processus de décision rapide, des unités prépositionnées, des éléments en alerte « Guépard » en métropole, des moyens de transport et de frappe à distance, la capacité à fusionner avec des forces locales et la combinaison tactique du combat rapproché au sol et des appuis aériens. »
Le fusil d'assaut FAMAS est adopté en 1983 par l'armée française qui voulait une arme tactique puissante et facilement utilisable. Ce fusil d'assaut remplace plusieurs autres fusils alors utilisés.

### L’après guerre froide et leXXIesiècle

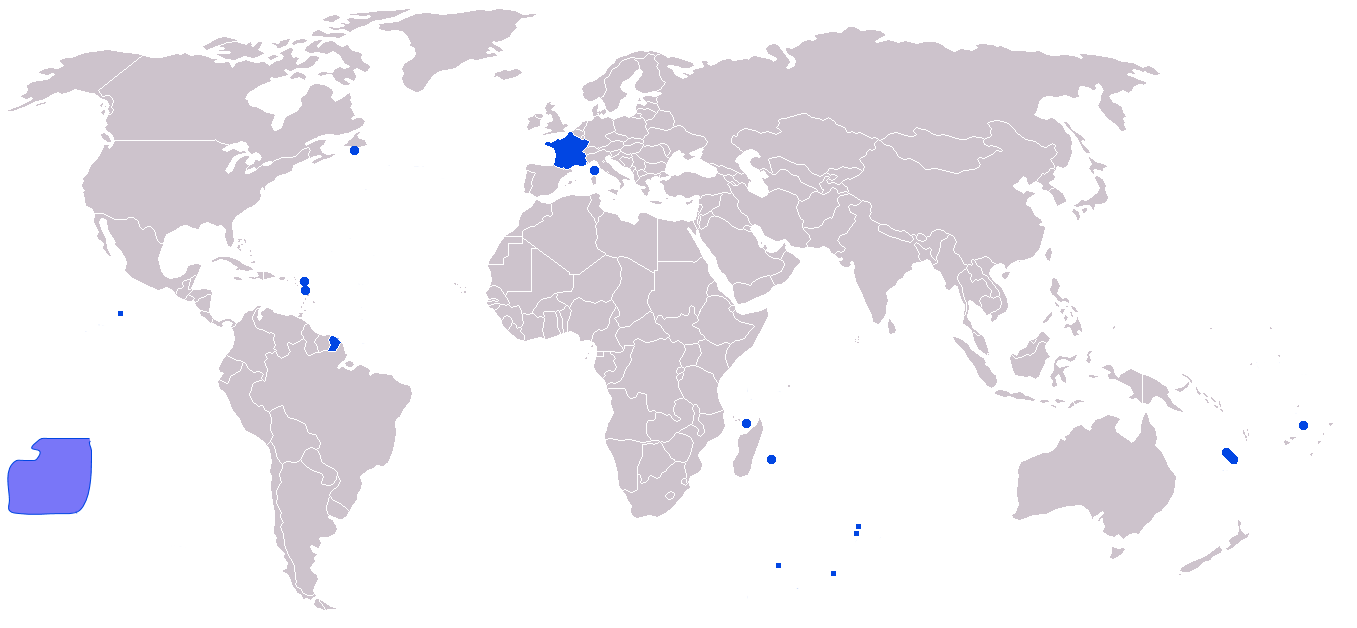
France métropolitaine et d'outre-mer actuelle.

L'après guerre froide dans les années 1990 est marqué par la poursuite de la coopération franco-allemande et européenne (autant économiquement, que politiquement et militairement) dans le cadre de l'Union européenne. C'est par exemple le cas pour le développement de l'hélicoptère de combat multi-rôle Tigre, qui est le résultat de la coopération des gouvernements allemand et français et d'EADS.
Le ministère de la Défense favorise les constructeurs nationaux et européens pour ses commandes militaires, ainsi le Groupe Dassault, EADS (Aérospatiale, Eurocopter) et Nexter (GIAT Industries) sont maintenus à la pointe de la technologie et leurs compétences restent sur le territoire national.

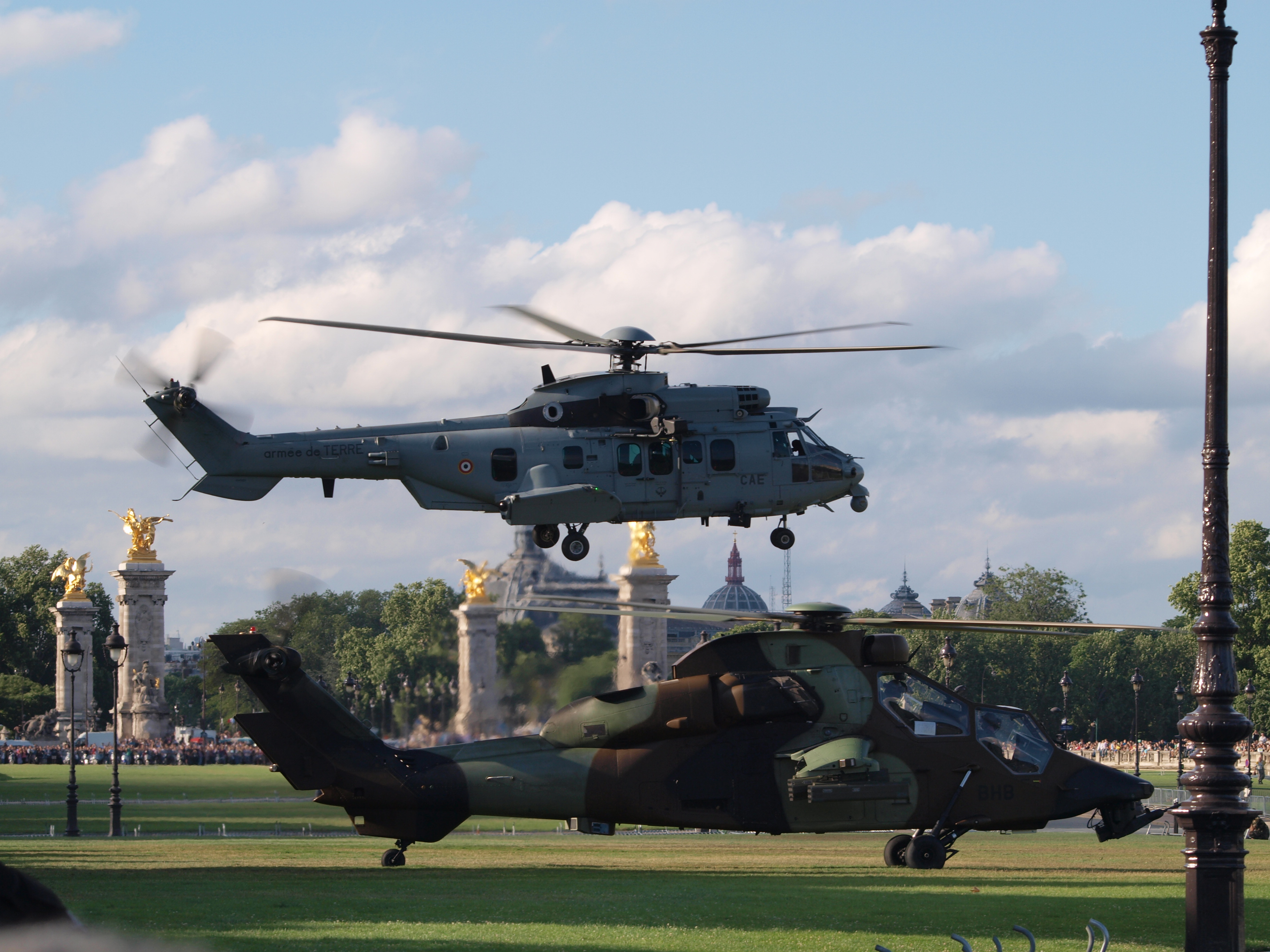
Un hélicoptère de combat Tigre et un EC725 Caracal produit par Eurocopter.

En 1996, le président de la République Jacques Chirac décide la professionnalisation des armées, la suspension du service national mettant ainsi fin à l'un des mythes fondateurs de la République française. De ce fait, une diminution drastique des effectifs a pour conséquence la dissolution de nombreuses unités et une profonde réorganisation de la réserve. La part du budget de la défense dans le PNB passe de 3,7 % durant la période 1985-1990 à environ 2,5 % dans les années 2000. En valeur absolue, le budget de la défense de la France est passé d’un plus haut de 36 milliards d’euros (constants 2000) en 1991 à un plus bas de 29 milliards en 2002, pour remonter à environ 32 milliards 2010, soit le budget de 1981. En valeur relative, la défense est passée de 14 % du budget de l’État en 1981 à 9,5 % en 2010 et de 3,3 % du PIB à 1,7 %. Depuis 1994, aucune loi de programmation militaire n'a été respectée.
En 1996, le budget de la Défense est, hors pension, d'environ 190 milliards de francs, soit environ 29 milliards d'euros. Les effectifs des armées et des services s’élevaient pour la même année à 600 508 personnes, dont 299 130 militaires professionnels, 201 523 appelés et 99 855 civils. Plus précisément :
- Armée de terre (44,7 %) : 268 572 (104 307 engagés, 132 319 appelés, 31 946 civils).
- Marine (11,6 %) : 69 878 (45 477 engagés, 17 906 appelés, 6 495 civils).
- Armée de l’air (15,6 %) : 93 552 (55 972 engagés, 32 674 appelés, 4 906 civils).
- Gendarmerie (15,6 %) : 93 669 (80 394 engagés, 12 017 appelés, 1 258 civils).
- Services communs (12,5 %) : 74 837 (12 980 engagés, 6 607 appelés, 55 250 civils).

Les interventions militaires françaises sont le plus souvent des opérations de maintien de la paix avec éventuellement une action civilo-militaire dans ses anciennes colonies (essentiellement en Afrique comme au Rwanda en 1994 avec l'opération Turquoise et depuis 2002 en Côte d'Ivoire avec l'opération Licorne) ou dans les points chauds du monde avec ses alliés de l'OTAN, organisation qu'elle réintègre totalement près de 30 ans après son départ du commandement militaire intégré, en 1995.

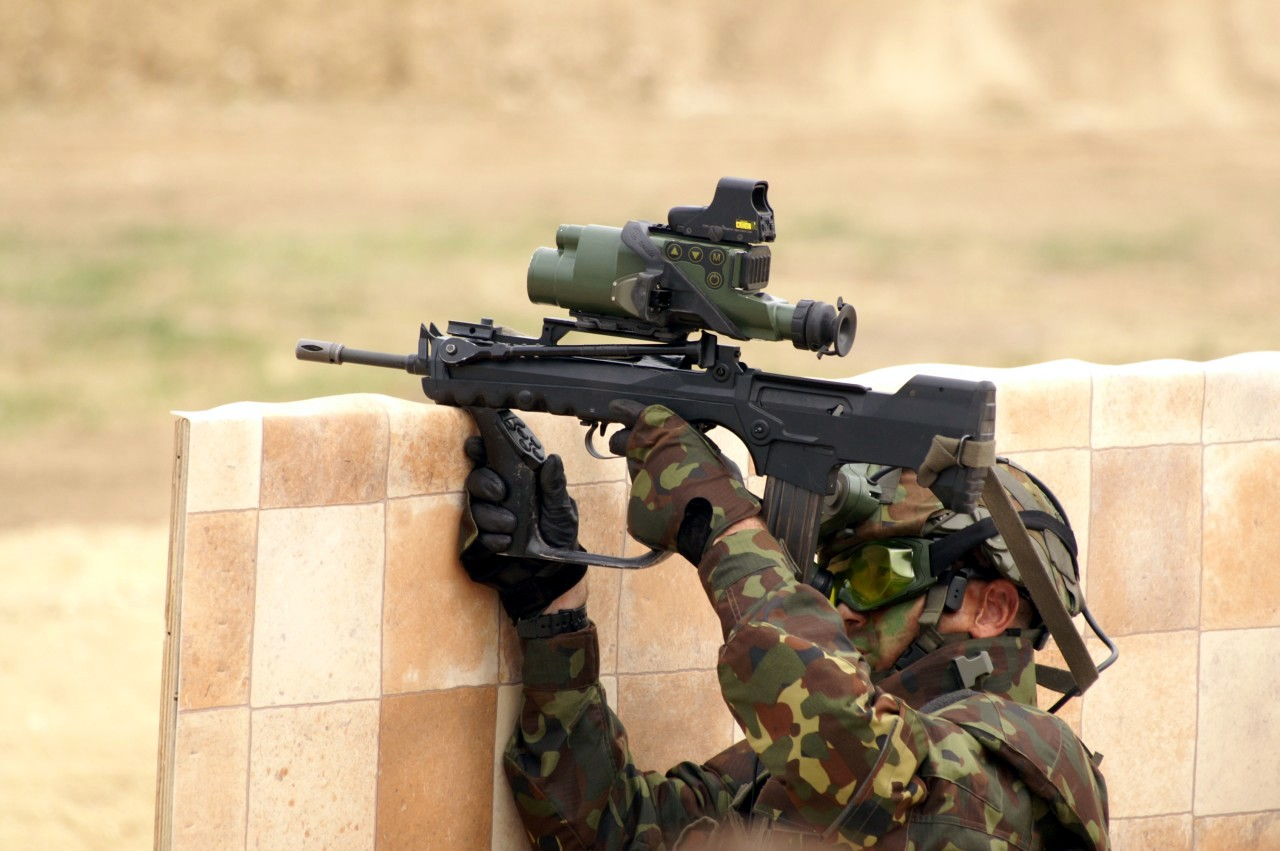
Les systèmes électroniques comme le Félin permettent de tirer tout en restant à couvert.

Ainsi, c'est dans le cadre d'une coalition que la France participe à la guerre du Golfe en 1991, à celle du Kosovo en 1999 puis à la guerre contre le terrorisme depuis 2001 essentiellement dans le cadre du conflit afghan où les opérations des forces françaises en Afghanistan en 2010 ont un coût estimé à 470 millions d'€ soit 54 % des 867 millions d'euros consacrés aux OPEX. La France est aussi intervenue lors de la guerre civile libyenne de 2011, sous commandement de l'OTAN. En 2013, l'opération Serval au Mali pour empêcher le pays de tomber sous la coupe d'extrémistes devient la principale opération extérieure français alors que le retrait des forces de combat d'Afghanistan est effectif depuis 2012.
En 2003, l'opération Artémis en République démocratique du Congo est faite pour la première fois sous l'égide unique de l’Union européenne et non sous celui de l'OTAN ou de l'ONU. Entre 1963 et 2011, on compte 616 militaires des forces armées françaises « morts au service de la France » lors des 228 opérations extérieures recensées à cette date.
Les avancées technologiques, principalement dans l'informatique, la miniaturisation, l'information et la communication, permettent la guerre électronique, c’est-à-dire l'utilisation de moyens de détection et de contre-mesures, mais aussi la création d'équipement de nouvelle génération tels que le Félin (« Fantassin à équipement et liaisons intégrées ») pour les soldats de l'armée de terre. Ce système combine un fusil d'assaut FAMAS modifié avec des capteurs intégrés, des systèmes de communication, de positionnement et de visualisation nocturne. La numérisation du champ de bataille est conceptualisée par l'apparition du concept de « bulle opérationnelle aéroterrestre ».
Les efforts recherchés dans l'acquisition du renseignement forcent le développement de satellites artificiels militaires d'imagerie spatiale comme les Helios pour prendre des images stratégiques haute résolution et d'aéronefs non pilotés, aussi appelés drones comme le SIDM, employés pour la reconnaissance à longue distance, SDTI pour la reconnaissance tactique et le DRAC en tant que drone miniature.

## Étude thématique

### L'Armée de l'air

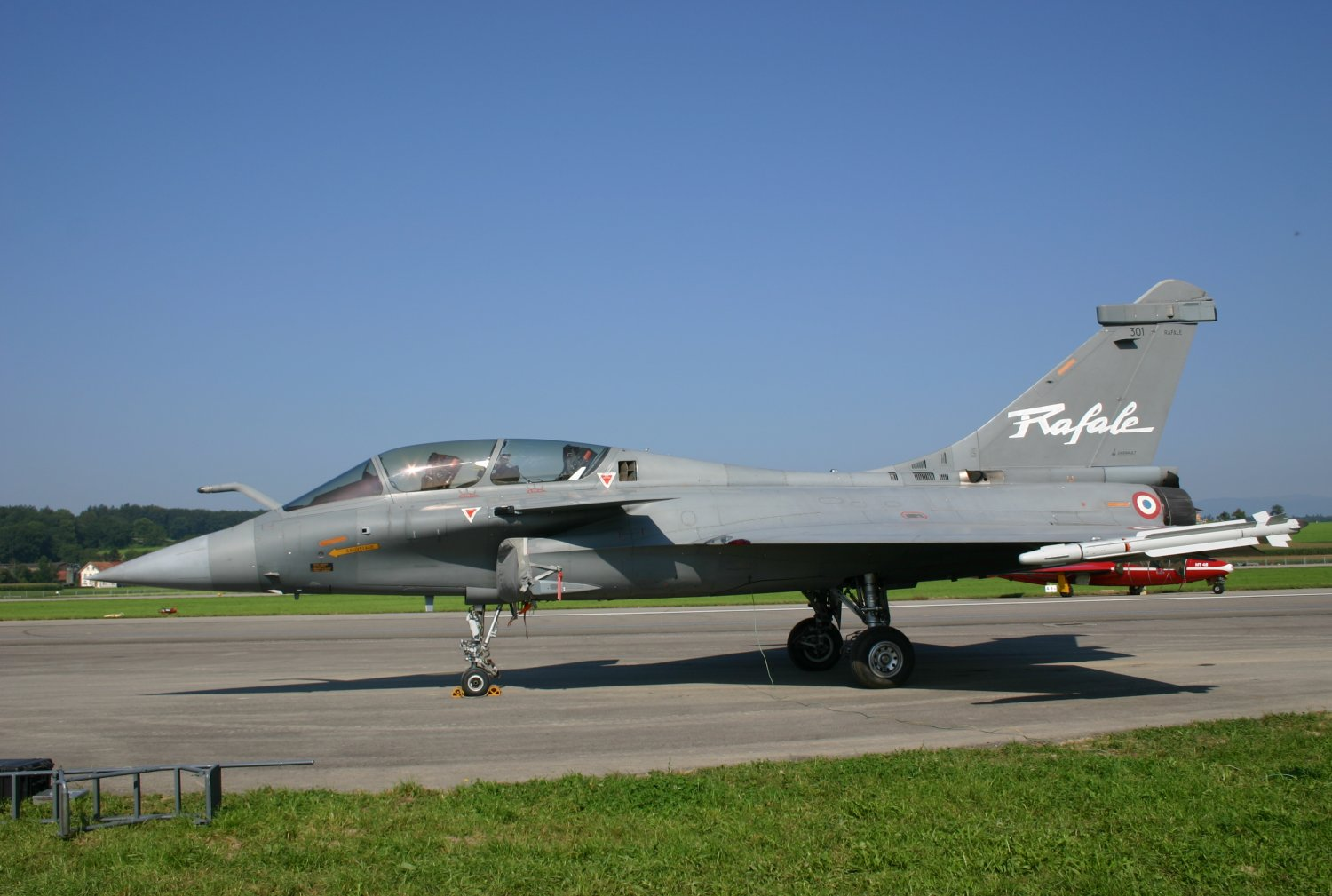
Le Rafale est l'avion militaire français multirôle le plus récent.

L'Armée de l'air est la plus récente des quatre composantes militaires principales du ministère de la Défense avec l'Armée de Terre, la Marine nationale et la gendarmerie nationale.
L'Armée de l'air française est la première armée de l'air à être professionnalisée. Dès avant 1914, la France comprend l'intérêt de développer sa force aérienne et elle aligne les premiers pilotes de combat de la Première Guerre mondiale. Pendant l'entre-deux-guerres, en particulier dans les années 1930, la Luftwaffe allemande se modernise tant au niveau technique que tactique. L'évolution technique a lieu aussi en France mais les constructeurs, trop morcelés, peinent à passer du prototype à la production en série ; ce n'est qu'avec la nationalisation de l'industrie aéronautique par le Front populaire en 1937 que la France peut lancer des avions modernes comme le Dewoitine D.520, trop tard pour rattraper son retard sur l'aviation allemande.
Après la Seconde Guerre mondiale, les Français choisissent de miser sur une industrie aéronautique nationale. Dassault Aviation développe, en inventant le concept d'aile delta, la célèbre série des chasseurs à réaction Mirage. À plusieurs reprises, il démontre ses qualités aussi bien dans la guerre des Six Jours qu'à la guerre du Koweït, devenant ainsi l'un des avions les plus populaires et les mieux vendus de l'histoire de l'industrie aéronautique française.
Depuis les années 2000, l'Armée de l'air remplace peu à peu ses Mirage par des Rafale et les avions de transport C-160 Transall détenu depuis les années 1960 sont en cours de remplacement par des Airbus A400M. Le Rafale, avion à performances multiples mais au coût élevé, a mis longtemps à convaincre les acheteurs extérieurs et ce n'est qu'à partir de 2015 que ses succès en Afghanistan, Irak et Syrie, en Afrique sahélienne lui ont permis de s'imposer sur le marché.

### L’Armée de terre

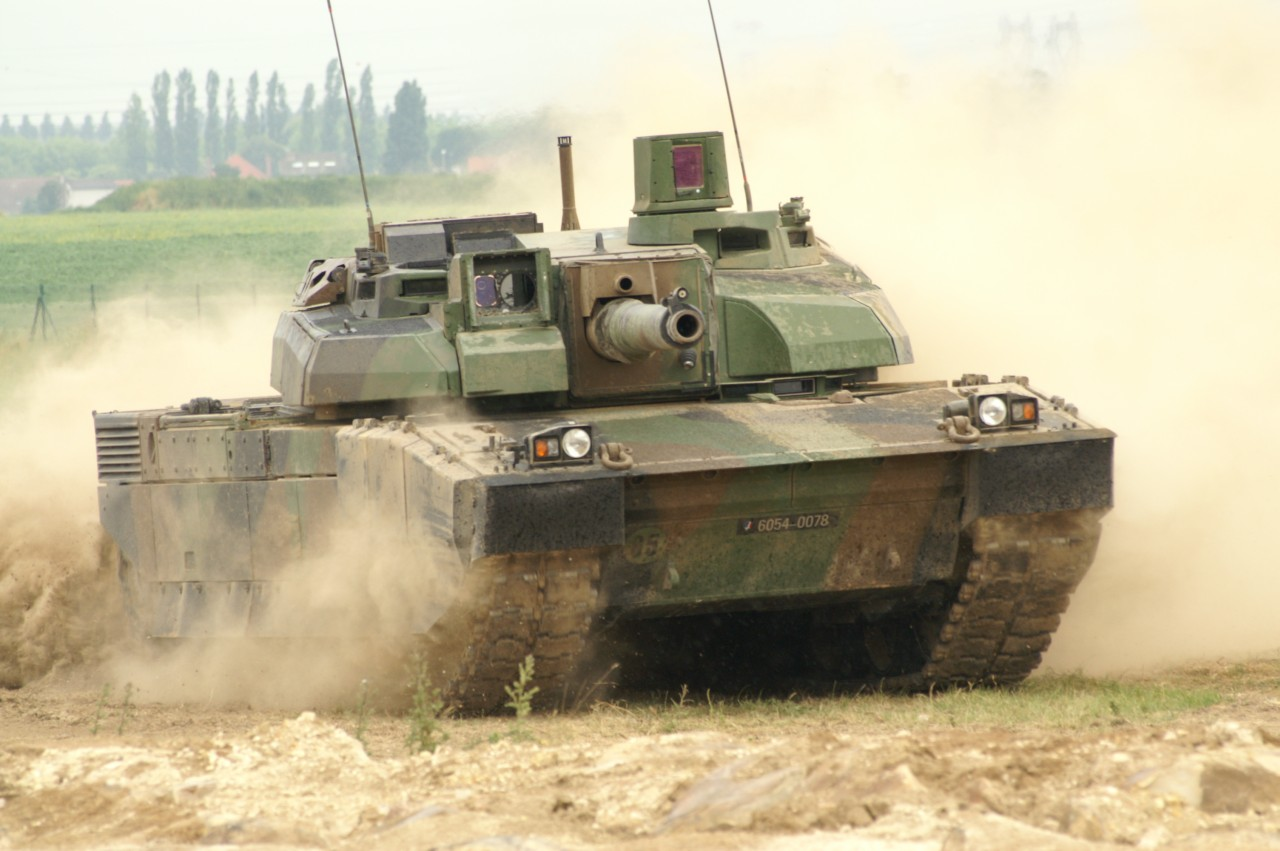
Le char Leclerc (AMX-56) est le char de combat français le plus moderne.

L'Armée de terre est l'une des quatre composantes des forces armées françaises. Comme les trois autres armées, elle est placée sous la responsabilité du Gouvernement (articles 20 et 21 de la Constitution) cependant que le président de la République préside les conseils et comités supérieurs de la Défense nationale et porte le titre de chef des armées.
En opération, les unités de l'Armée de terre sont placées sous l'autorité du chef d'état-major des armées (CEMA). Le chef d'état-major de l'Armée de terre est quant à lui responsable, devant le CEMA et le ministre de la Défense, de l'organisation, de la préparation, de l'emploi de ses forces ainsi que de la planification et la programmation de ses moyens, équipements et matériels futurs.
En 1991, l'Armée de terre comptait 280 300 militaires dont 6 000 femmes et 173 500 appelés. Les réserves instruites étaient évaluées à 325 000 personnes.
En 2006, l'Armée de Terre emploie plus de 138 000 professionnels dont 15 000 femmes auquel il faut ajouter environ 16 000 réservistes et 27 500 personnels civils, à la suite de la suspension du service militaire en 1996. La professionnalisation est achevée depuis 2002.
Le Service action du Service de documentation extérieure et de contre-espionnage (SDECE) longtemps articulé autour de l'unité d'élite 11e Choc est aujourd'hui indépendant de l'Armée de terre.
Les unités peuvent être spécialisées, à l'instar des chasseurs alpins, qui le sont dans le combat en zone montagneuse, des parachutistes militaires, affectés aux interventions d'urgence, ou des troupes de marine, affectés au service outre-mer et au combat amphibie.
Les pompiers de l'agglomération parisienne, la brigade de sapeurs-pompiers de Paris, sont une unité du génie de l'armée de terre qui est mise à disposition du préfet de police de Paris.

#### La Légion étrangère

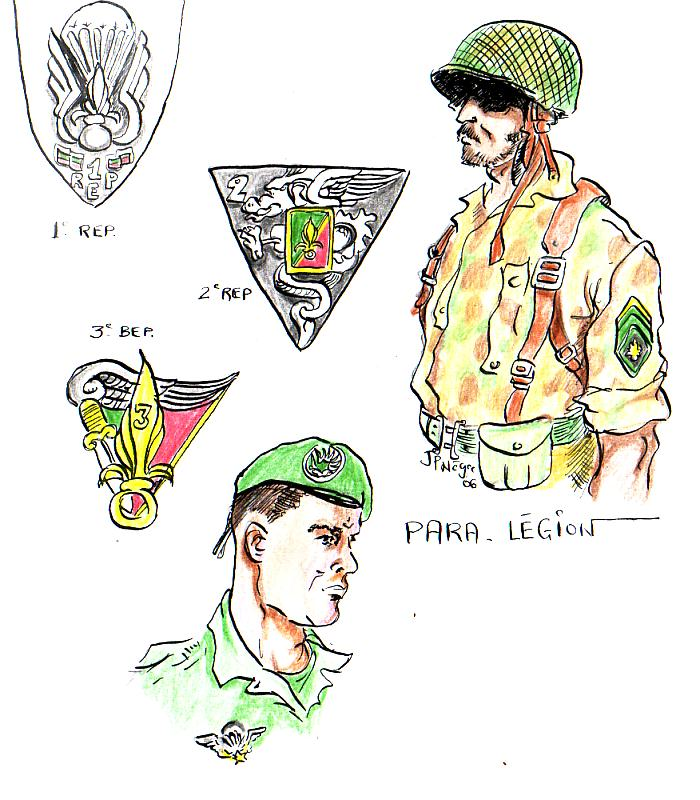
Dessins de parachutistes de la Légion, entre 1950 et 1970.

La Légion étrangère est un corps d'élite de l'armée de terre française qui fut créé le 10 mars 1831 par le roi Louis-Philippe. Elle rassemble, à cette date, les différents corps étrangers de l'armée française, dont les gardes suisses, issus de la « Paix perpétuelle » signée après la bataille de Marignan et le régiment d'Hohenlohe. Cette troupe nouvelle, basée en Algérie, est destinée à combattre hors du territoire national.
Elle accueille les volontaires étrangers, à la suite de leur impossibilité d'être enrôlés dans l'Armée française après les Trois Glorieuses en 1830. La création de ce corps spécial est liée à la volonté de rassembler les étrangers dans une unité particulière afin que l'armée régulière ne se divise pas en factions ethniques ou culturelles.
Ce corps a servi principalement à la défense de l'Empire colonial français et pendant la décolonisation, comme lors de la guerre d'Indochine et plus tard de la guerre d'Algérie.
Parmi leurs plus grands faits d'armes, le combat de Camerone au Mexique (à 65 contre 2 000 le 30 avril 1863) est devenu la fête de Tradition, ou le siège de Tuyên Quang en 1885 qui a vu 600 légionnaires encerclés et assaillis par dix mille chinois résister pendant trente-six jours avant l'arrivée de renforts.
Engagée dans quasiment tous les conflits et opérations militaires français depuis sa création, elle bénéficie d'une image d'excellence et de corps d'élite. Cette image, associée à la réputation sulfureuse des candidats en rupture de ban venus y chercher le refuge et l'anonymat, contribue à maintenir une certaine aura autour de ce corps.

### La Marine nationale française

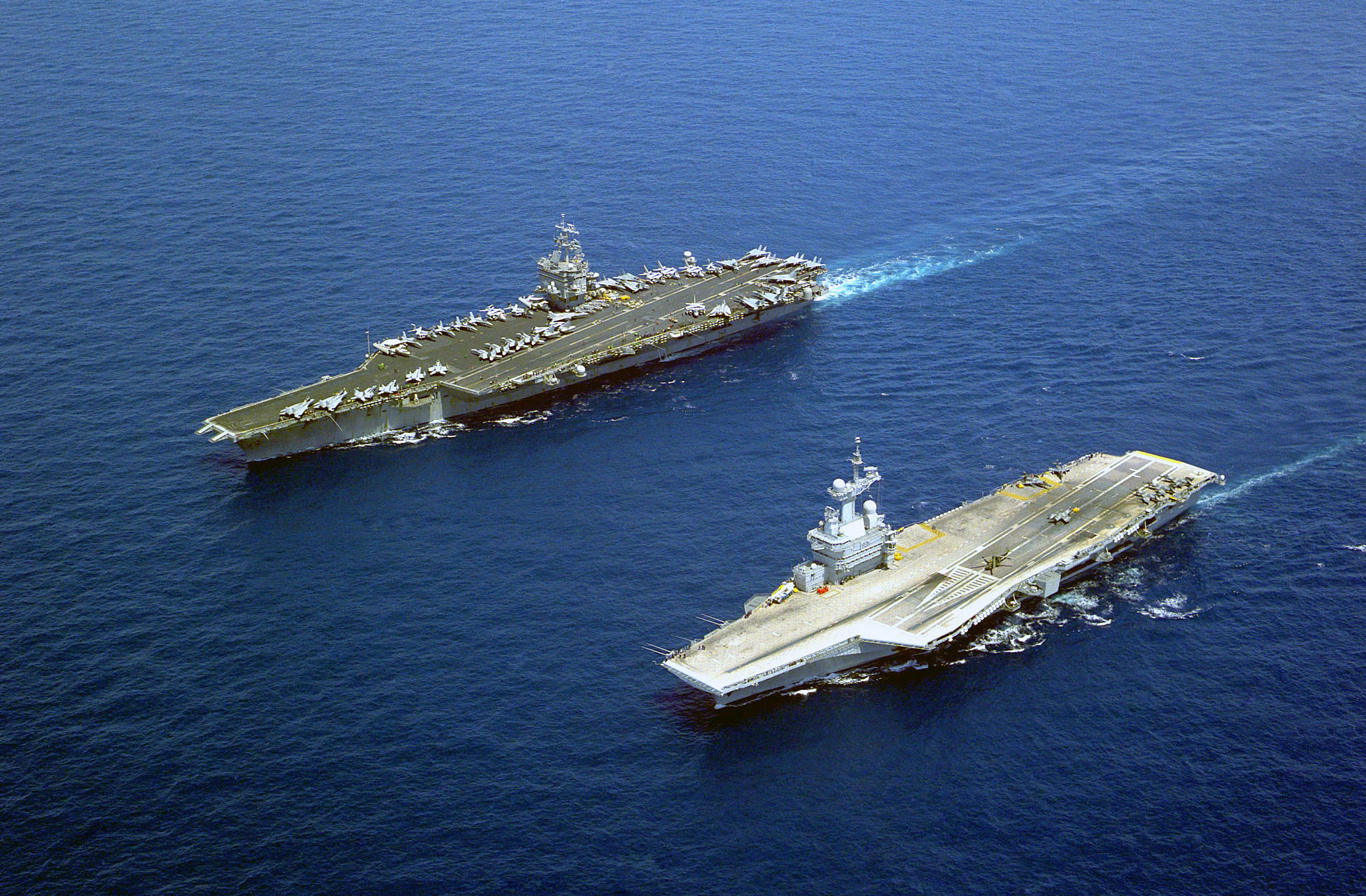
L’, le premier porte-avions à propulsion nucléaire du monde, naviguant côte à côte du, le premier porte-avions à propulsion nucléaire d'Europe. La marine française apporta son aide aux É.-U. pendant la guerre d'Afghanistan.

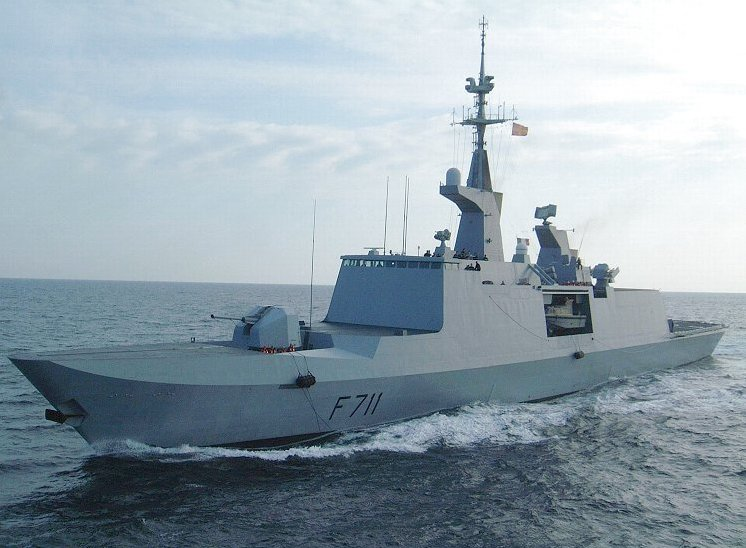
La frégate furtive de classe La Fayette.

Bien que les débuts de la Marine nationale française remontent au Moyen Âge (avec en particulier la défaite en la bataille de l'Écluse en 1340 face aux Anglais, puis, avec l'aide de la Couronne de Castille, la victoire à la bataille de la Rochelle en 1372), elle ne devient un instrument majeur de la puissance nationale qu'au XVIIe siècle sous Louis XIV. Sous la tutelle de Colbert, qui met sur pied une politique navale cohérente et durable, la marine française est bien financée et équipée. Elle remporte plusieurs victoires pendant la guerre de la Ligue d'Augsbourg contre les marines britannique et néerlandaise. Cependant, quand l'effort initié par Colbert cesse d'être soutenu par la France, les difficultés financières que connaît la Royale permettent aux Anglais et aux Néerlandais de regagner la domination maritime.
Les problèmes récurrents de la marine française sont dus aux priorités stratégiques de la France qui, en tant que puissance continentale, a souvent privilégié l'Armée de terre au détriment de la marine. Au XVIIIe siècle, commence la longue domination de la Royal Navy mais la Marine française connaît toutefois quelques succès : une flotte française commandée par de Grasse défait une flotte britannique à la bataille de la baie de Chesapeake en 1781, permettant la victoire terrestre franco-américaine à la bataille de Yorktown. La Révolution française ne gêne pas le développement de la marine française mais l'exode de nombreux officiers expérimentés issus de la noblesse a des conséquences dramatiques sur les guerres à venir. Les efforts de construction navale sous le Directoire et l'Empire sont réduits à néant après les défaites d'Aboukir et de Trafalgar en 1798 et 1805. Ces désastres consacrent la domination britannique sur les mers du globe jusqu’à la Première Guerre mondiale.
Au cours du XIXe siècle, la marine rétablit ses forces et parvient au deuxième rang mondial, loin derrière la Royal Navy, en termes de puissance. Elle sert de lien maritime entre les différentes parties de l'empire colonial français croissant. Pendant la Première Guerre mondiale, la marine protège principalement les routes navales en mer Méditerranée, où elle est, au début de la guerre, la plus grande flotte de la zone. La défaite de la France dans la Seconde Guerre mondiale pousse les Britanniques à détruire une partie de la marine française à Dakar et lors de la bataille de Mers el Kebir de peur de la voir se retourner contre les alliés ; mais une grande partie de la flotte se saborde à Toulon le 27 novembre 1942 lors de l'invasion de la Zone libre, pour éviter sa prise par les forces de l'Axe.
La reconstruction pendant la guerre froide permet à la Marine nationale de figurer au 2e rang des flottes d'Europe de l'Ouest, loin derrière les flottes russes et américaines.
En ce début de XXIe siècle, la doctrine navale française nécessite de disposer d'au moins deux porte-avions, mais la France ne dispose que d'un seul, le Charles de Gaulle. Toutefois, à cette exception près, la marine est capable d'armer deux groupes amphibies au complet avec le lancement des bâtiments de projection et de commandement Mistral et Tonnerre. Au niveau technologique la marine continue la modernisation de ses matériels avec le lancement des nouveaux sous-marins nucléaire d'attaque de la classe Suffren ainsi que la réception des Rafale M (version marine) et des deux frégates de défense aérienne du type Horizon. La décision de lancer le programme d'un deuxième porte-avions n'a, en juillet 2010, toujours pas été prise, et le Livre blanc sur la Défense et la Sécurité nationale de 2008 prévoit une baisse quantitative de la flotte avec dix-huit frégates de premier rang en 2025.
La sécurité de l'agglomération marseillaise, est assurée par une unité militaire de la marine nationale forte de 2 400 personnels. Le bataillon de marins-pompiers de Marseille. Celui-ci est "hors budget" de la marine nationale car financé par la municipalité de Marseille (budget annuel : 100 millions d'euros). Il agit sous les ordres et selon les directives de son maire depuis sa création, en juillet 1939.

### La gendarmerie nationale

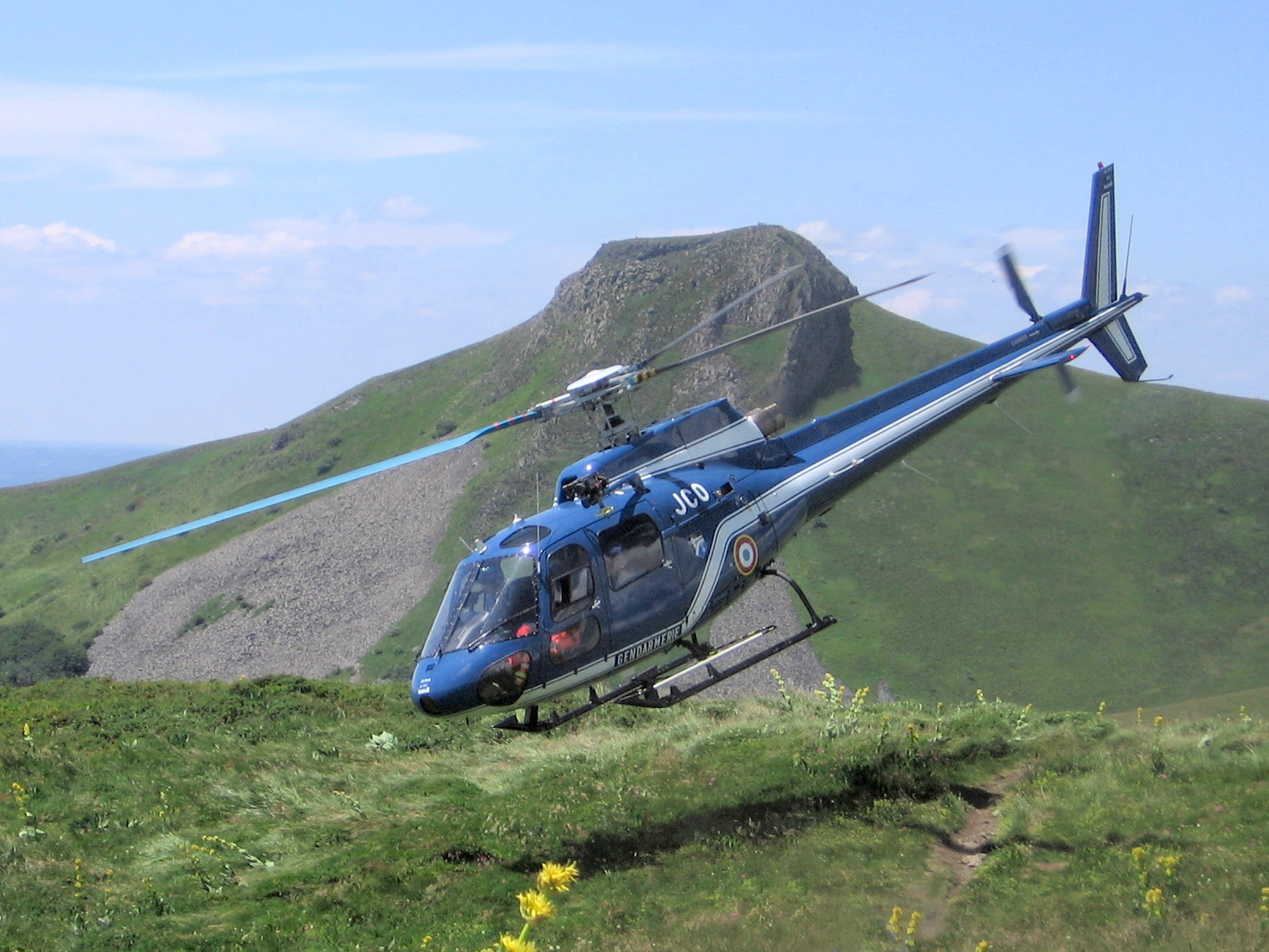
Hélicoptère de secours Écureuil de la gendarmerie.

La gendarmerie nationale est une force de police à statut militaire subordonnée au ministère de la Défense pour les missions militaires et dépend du ministère de l'Intérieur depuis le 01/01/2009 pour les missions de police (la police nationale dépendant elle totalement du ministère de l'Intérieur).
Les gendarmes sont habituellement chargés du maintien de l'ordre dans les zones rurales alors que la police nationale est chargée des zones urbaines.
La gendarmerie dispose d'un groupe d'intervention qui est le groupe d'intervention de la gendarmerie nationale (GIGN)
Une subdivision de la gendarmerie constitue la Garde républicaine pour des missions honorifiques au service de l'État.

### Commandement des opérations spéciales
Le commandement des opérations spéciales (COS) rassemble l'ensemble des forces spéciales des différentes armées françaises sous une même autorité opérationnelle, permanente et interarmées. La nécessité d'une telle fédération est apparue après la participation française à la première guerre du Golfe et à l'expérience des exemples américain (USSOCOM) et britannique (DSF).
Le COS a été créé par l'arrêté du 24 juin 1992, qui précise au sujet de ses missions :
Il s'agit de « planifier, coordonner et conduire les actions menées par les unités spécialement organisées, entraînées et équipées pour atteindre des objectifs militaires ou paramilitaires définis par le chef d'état-major des armées. »

### La dissuasion nucléaire

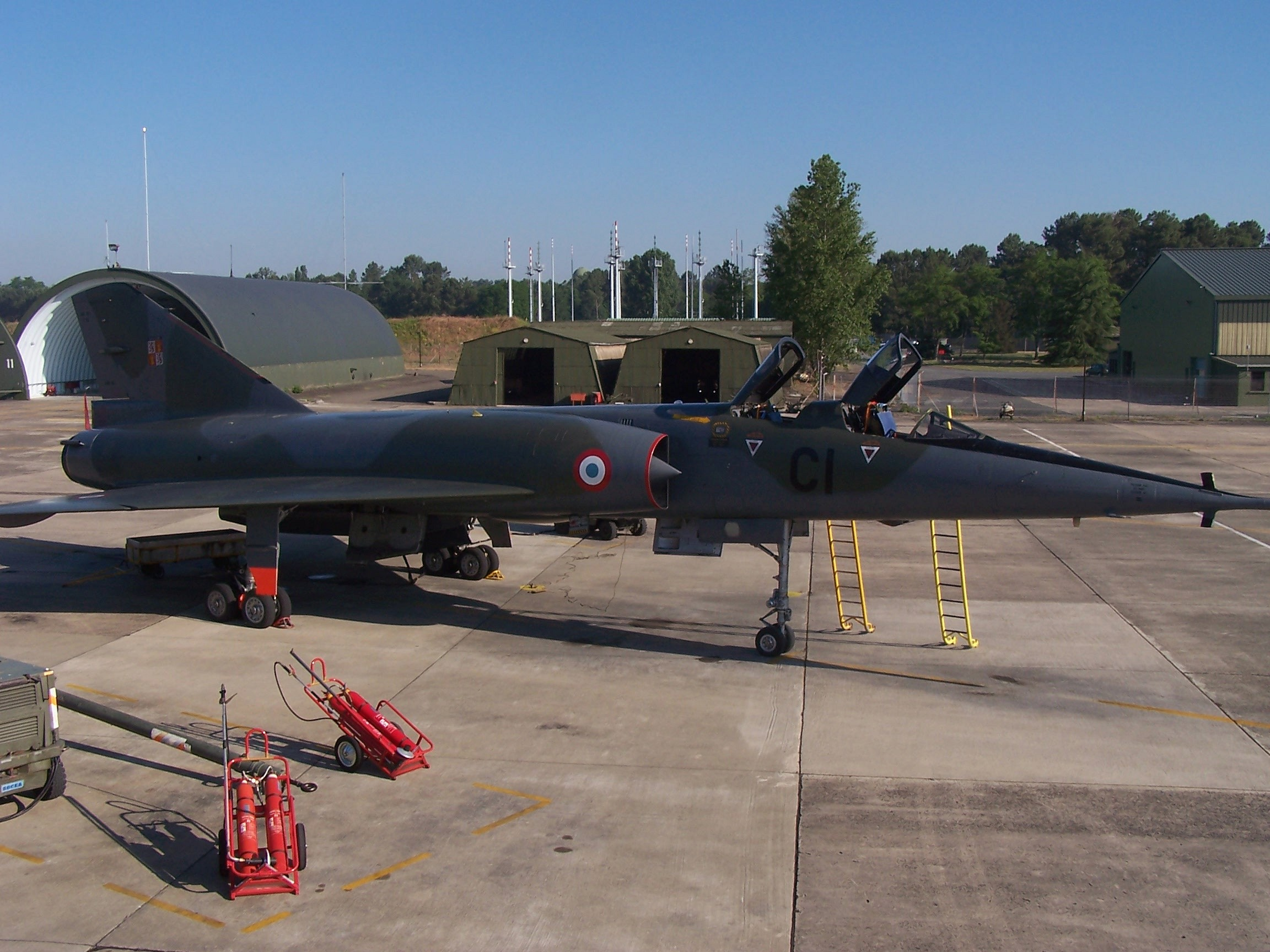
Un Dassault Mirage IV, le premier vecteur nucléaire français. Ce bombardier bisonique fut en service de 1964 à 2005.

C'est officiellement en 1958, pendant la guerre froide que le Général de Gaulle décide de doter la France d'une force de dissuasion nucléaire. Le premier essai nucléaire - nom de code Gerboise bleue - explose dans le désert algérien le 13 février 1960.
L'objet de la dissuasion est d'empêcher une remise en cause de la survie de la France par une puissance majeure hostile et de faire face aux menaces que pourraient faire peser des puissances régionales dotées d'armes de destruction massive sur les intérêts vitaux de la France par la menace d'une frappe nucléaire de riposte.
La stratégie de dissuasion reste au cœur de la défense nationale. L'objectif de la doctrine nucléaire reste néanmoins celle du non-emploi. La capacité nucléaire française repose depuis les années 1990 sur les missiles balistiques qui équipent les sous-marin nucléaire lanceur d'engins (SNLE) et les missiles aérodynamiques Air-Sol Moyenne Portée (ASMP) pour la composante aéroportée dont font partie les avions de l'armée de l'air et de l'aéronautique navale.
Avec 348 têtes nucléaires au 15 août 2004, la France dispose de l'arsenal le plus puissant d'Europe (hors Russie).
Les nombreux essais nucléaires nécessaires à sa création et son développement ont été très contestés par la communauté antinucléaire. Depuis 1996, conformément au Traité d'interdiction complète des essais nucléaires, le développement de l'arme nucléaire se fait par simulation.
Le montant important alloué à la dissuasion nucléaire au détriment des autres budgets ministériels est critiqué, surtout depuis que cette force a montré ses limites dans la lutte contre le terrorisme au début du XXIe siècle.

### L’influence française sur le langage militaire

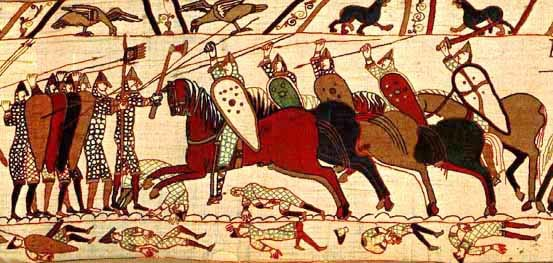
Fragment de la tapisserie de Bayeux illustrant la conquête de l'Angleterre par les Normands en 1066.

La langue française a beaucoup influencé la langue anglaise. Beaucoup de termes militaires français ont été adoptés en anglais comme armée (army), bataille (battle), garnison (garrison), ou des grades comme capitaine, lieutenant et sergent. Certains de ces termes viennent de l'ancien français et du normand, langue de la noblesse anglaise à la suite de la conquête de l'Angleterre par Guillaume le Conquérant en 1066, alors que d'autres, d'origine italienne, ont transité par le français au temps des guerres d'Italie comme cavalerie, infanterie, colonel, escadron.
L'espagnol et l'allemand ont aussi été influencés de façon plus mineure.

#### En français
- Philippe Masson, Histoire de l'Armée française, Paris, Perrin, 1999, 507 p. (ISBN 978-2-262-01073-7, OCLC 185468505)
- Philippe Fouquet-Lapar, Histoire de l'armée française, Paris, Presses universitaires de France, coll. « Que sais-je? » (no 2320), 1998, 127 p. (ISBN 978-2-130-46472-3, OCLC 38827659)
- Pierre Montagnon, Histoire de l'armée française des milices royales à l'armée de métier, Paris, Pygmalion, coll. « rouge et blanche », 1997, 355 p. (ISBN 978-2-756-40935-1 et 978-2-857-04520-5, OCLC 938236252, lire en ligne)
- Pierre Miquel, 50 ans d'armée française, Paris, Editions de La Martinière, 1995, 299 p. (ISBN 978-2-732-42147-6, OCLC 906708160)
- Histoire de l'armée française, général Maxime Weygand, Flammarion, 1961.
- La France militaire illustrée, lt-colonel A. Dally, Larousse, 1900.
- Histoire militaire de la France (3 volumes), sous la direction d'André Corvisier, PUF, 1992.  (ISBN 2130489575)
- Jean-Claude Delhez, La Bataille des Frontières : Joffre attaque au centre 22-26 août 1914, Paris, Economica, coll. « Campagnes & stratégies » (no 106), 2013, 198 p. (ISBN 978-2-7178-6588-2)
- Vincent Denis, Une histoire de l'identité. France, 1715-1815, Champs-Vallon, 2008
- Jean Michelin, Jonquille, Gallimard, coll. « Blanche », 2012 (ISBN 978-2-07-2738647, présentation en ligne)

#### En anglais
- (en) T. C. W. Blanning, The French Revolutionary Wars, 1787-1802, London New York New York, Arnold Distributed exclusively in the USA by St. Martin's Press, coll. « Modern wars », 1996 (ISBN 978-0-340-64533-8 et 978-0-340-56911-5, OCLC 1089262246)
- (en) Gregory Fremont-Barnes et Todd Fisher, The Napoleonic Wars : the rise and fall of an empire, Oxford, Osprey, coll. « Essential histories special » (no 4), 2004, 352 p. (ISBN 978-1-841-76831-1, OCLC 1135231491)
- (en) John A. Lynn, Giant of the grand siècle : the French Army, 1610-1715, Cambridge New York, Cambridge University Press, 1997, 651 p. (ISBN 978-0-521-57273-6 et 978-0-521-03248-3, OCLC 660823444)